# История Франции
В истории Франции каменные орудия труда указывают на пребывание древних людей на территории уже 1,7 млн лет назад.
Первые люди современного вида появляются в регионе примерно 40 000 лет назад. Первые записи, касающиеся региона современной Франции, относятся к Железному веку. Территория, в пределах которой расположена современная Франция, являлась основной частью региона, известного древним римлянам как Галлия. Римские писатели упоминают три основных этно-лингвистических группы, проживавшие в данном регионе: галлы, аквитаны и белги. Галлы, самая крупная и хорошо задокументированная в источниках группа, были кельтами, говорившими на галльском языке.
В течение первого тысячелетия до нашей эры греки, римляне и карфагеняне создавали колонии на средиземноморском побережье и прибрежных островах. Римская республика захватила южную часть Галлии и превратила её в провинцию под названием Нарбонская Галлия в конце II века до н. э. Позднее римские войска под командованием Гая Юлия Цезаря взяли под контроль остальную часть Галлии в ходе Галльской войны. Впоследствии зародилась галло-римская культура, и регион интегрировался в Римскую империю.
На позднем этапе существования Римской империи Галлия переживала варварские набеги и миграции, самой важной из которых стала миграция германских франков. Франкский король Хлодвиг I объединил большую часть Галлии под своим правлением в V веке, установив владычество франков в регионе на столетия. Франкское могущество достигло своего пика при Карле Великом. Средневековое «Королевство Франция» выделяется из западной части Каролингской империи, известной как Западная Франция, и становится наиболее могущественным при династии Капетингов, основанной Гуго Капетом в 987 году.
Династический кризис, последовавший за смертью последнего прямого потомка Капетингов в 1328 году, привёл к серии конфликтов, известных как Столетняя война, между домом Валуа и домом Плантагенетов. Война формально началась в 1337 году при попытке Филиппа VI захватить территорию Аквитании у её наследующего владельца, Эдуарда III, претендента на престол Франции от Плантагенетов. Несмотря на первичный военный успех Плантагенетов, включая разгром и пленение Иоана II, военная фортуна перешла к Валуа в более поздние годы войны. Самой известной фигурой этой войны является Жанна д’Арк. Война окончилась победой династии Валуа в 1453 году.
Победа в столетней войне усилила французский национализм и французскую монархию. В течение периода, известного как Старый порядок, Франция превратилась в централизованную и абсолютную монархию. В течение последующих столетий Франция пережила Ренессанс и Реформацию. В процессе религиозных войн Франция вновь вступила в стадию кризиса престолонаследия, когда последний прямой потомок Валуа на престоле, Генрих III, воевал против соперничавших группировок дома Бурбонов и дома Гизов. Генрих IV, отпрыск дома Бурбонов, вышел победителем из конфликта и, вступив на престол, основал династию Бурбонов. Французская колониальная империя начала свою историю в XVI столетии. Французская политическая власть достигла пика при правлении Людовика XIV, «Короля-Солнца», основателя дворца «Версаль».
В конце XVIII века монархия и присущие ей институты были свергнуты в ходе революции. Страна сначала превратилась в Республику, затем в Империю, которая была объявлена Наполеоном Бонапартом. После поражения в Наполеоновских войнах Франция прошла через ещё несколько трансформаций, пережив временную реставрацию монархии, затем преобразовавшись во Вторую Республику, затем во Вторую империю, и в более стабильную Третью республику, основанную в 1870 году.
Франция была одной из держав Антанты в ходе Первой мировой войны, сражаясь бок о бок с Великобританией, Россией, Италией, Японией, США и остальными союзниками против Германии и Центральных держав.
Франция входила в Союзнические силы в ходе Второй Мировой войны, но была завоёвана нацистской Германией в 1940 году. Третья республика была уничтожена, и большая часть страны контролировалась непосредственно Странами Оси, а на юге — коллаборационистским правительством Виши. В ходе освобождения в 1944 году, была провозглашена Четвёртая республика, но просуществовала она чуть больше десятилетия. В ходе Алжирского кризиса 1958 года, Четвёртая республика прекратила существование, и Шарлем де Голлем была провозглашена Пятая республика. В 1960-х годах в ходе процесса деколонизации многие французские колонии получили независимый статус. Некоторая часть из них сохранила за собой статус заморских департаментов и сообществ. Начиная со времён окончания Второй Мировой войны Франция является постоянным членом совета безопасности ООН и НАТО.
Страна сыграла одну из важных ролей в процессе объединения Европы после 1945 года, который привёл к созданию Евросоюза. Несмотря на медленный экономический рост в последние годы и проблемы с национальными меньшинствами, Франция остаётся сильным экономическим, культурным, военным и политическим государством.

## Предыстория

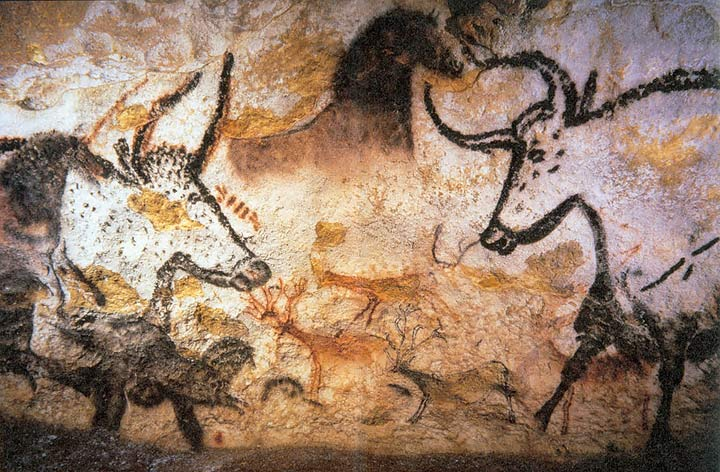
Наскальный рисунок, Пещера Ласко

Каменные инструменты, обнаруженные в Шилаке (1968) и Лезиньон ла Себ в 2009 году, говорят о том, что древние люди обитали в регионе порядка 1,8 миллионов лет назад.
Неандертальцы жили в Европе примерно 200 000 лет назад, но вымерли 30 000 лет назад. Возможно, это произошло из-за их истребления людьми современного типа и вследствие похолодания климата.
Самые ранние люди современного вида проникли в Европу около 43 000 лет назад (в Поздний палеолит). Наскальные рисунки в Ласко и Гаргасе (Гаргас в Верхних Пиренеях), а также Карнакские камни являются примечательными следами доисторической активности человека.

## Древняя Франция

### Греческие колонии

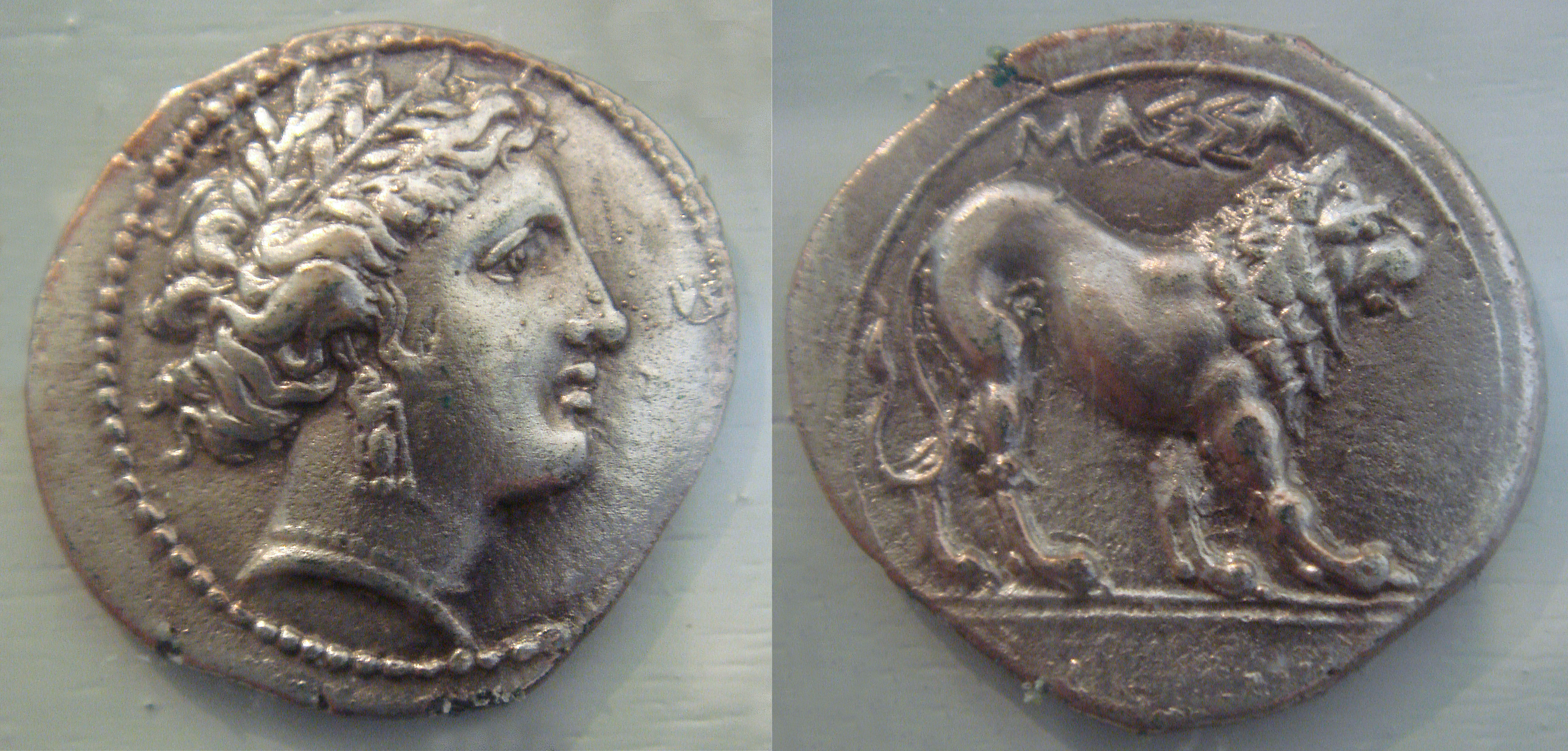
Массалийская (современный Марсель) серебряная монета, свидетельство пребывания древних греков в до-римской Галлии, V—I столетие до н. э.

В 600 году до н. э. ионические греки из Фокии основали колонию Массалию (современный Марсель) на берегу Средиземного моря, что делает его древнейшим городом Франции. В то же время, множество кельтских племён проникли в (Верхнюю Германию) на территорию современной Франции, однако их широкомасштабное распространение на остальную территорию Франции произошло между V и III вв. до н. э.

### Галлия

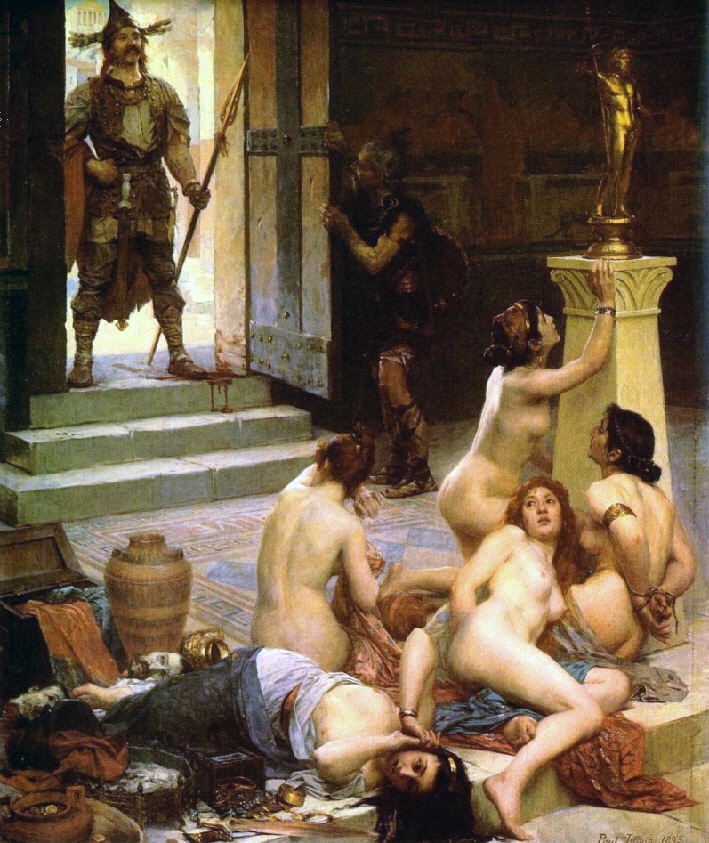
П. Жамен. Бренн и взятие Рима (в представлении художника XIX века).

Немалую часть современной Франции, Бельгии, северо-западной Германии и север Италии — населяли кельтские и белгские племена, которые римляне называли галлами и которые говорили на галльском языке, прямо между Сеной и Гаронной (Галлия Кельтика). В нижней Гаронне население говорило на аквитанском, архаичном языке родственным баскскому, а на белгском говорили к северу от Лютеции. Кельты основали города — такие как Лютеция (Париж) и Бурдигалу (Бордо), тогда как аквитанцы основали Тулузу.
Задолго до римских поселений, греческие навигаторы колонизировали то, что теперь называется Провансом. Фокейцы основали такие важные города как Массалию (Марсель) и Никею (Ница), что привело к конфликту с соседними кельтами и лигурийцами. Некоторые великие фокийские мореплаватели (например Пифей), родились в Марселе. Сами кельты нередко сражались с аквитанцами и германскими племенами, а галльское воинство возглавляемое Бренном захватило и разграбило Рим между 393 и 388 годами до н. э. в ходе Битвы при Аллии.
Однако, племенное сообщество галлов не поспевало за трансформациями, которые приносило Римское государство. Галльские племенные конфедерации были разбиты римлянами в битвах при Сентине и Теламоне в III веке до н. э. В начале III века до н. э. белги завоевали территории в районе Соммы в северной Галлии после битвы против племени Арморикани вблизи от Рибемонт сюр Анкре и Гурне сюр Армонд, где были обнаружены святилища.
Когда карфагенский военачальник Ганнибал Барка боролся с Римом, он нанял наёмников из числа галлов в битве при Каннах. Это навлекло на Прованс гнев римлян и он был захвачен в 122 году до н. э. Позднее, консул Галлии — Гай Юлий Цезарь — захватил остальную Галлию. Несмотря на противостояние верховного короля воинов Верцингеторига, галлы подверглись Римской интервенции. Галлы имели некоторый успех в битве при Герговии, но в конечном счёте потерпели поражение в битве при Алезии в 52 году до н. э. Римляне основали такие города как Лугдунум (Лион), Нарбо (Нарбон), а также упоминаемый в переписке между Планком и Цицероном современный (Гренобль).

### Римская Галлия

Верцингеторикс сдаётся Юлию Цезарю после Битвы при Алезии. Рисунок Lionel-Noël Royer, 1899.

Галлия была разделена на несколько провинций. Римляне способствовали миграции населения и переселению, чтобы избежать восстаний, которые могли бы представлять опасность для римского владычества. Например, немало галлов было переселено в Аквитанию или порабощено и покинуло Галлию. В ходе владычества римской империи Галлия претерпела множество культурных перемен — например галльский язык сменился народной латынью. Заявлялось о сходстве галльского и латинского языков в пользу перехода. Галлия оставалась под римским владычеством долгие столетия и за это время сформировалась галло-римская культура.
Галлы интегрировались в римское общество с течением времени. Например, генералы Марк Антоний Прим и Гней Юлий Агрикола родились в Галлии, как и императоры Клавдий и Каракалла. Император Антонин Пий также происходил из галльской семьи. В течение 10 лет после захвата Валериана I персами в 260 году, Постум создал недолго существовавшую Галльскую империю, куда входил Пиренейский полуостров и Британия, в дополнение к Галлии. Германские племена, такие как Франки и Алеманны, проникли в Галлию примерно в это время. Существование Галльской империи закончилось с победой Аврелиана в битве при Шалоне в 274 году.
Примерно в IV веке кельты мигрировали в Арморику. Они были ведомы легендарным королём Конаном Мериадоком и прибыли из Британии. Они говорили на ныне не существующем бритском языке, который эволюционировал в бретонский, корнский, и валлийский.
В 418 году Аквитанская провинция была подарена вестготам, которые разграбили Рим в 410 году. Причиной этому было желание римлян заручиться их поддержкой в борьбе с вандалами. После этого вестготы создали королевство с центром в Тулузе.

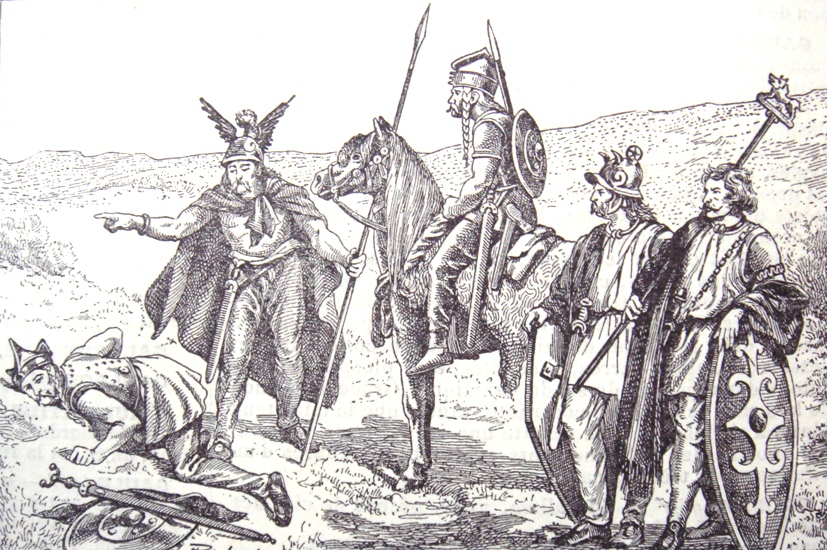
Галльские солдаты

Римская империя испытывала трудности и не могла реагировать на все варварские набеги, и потому Флавий Аэций использовал разногласия между разными племенами, чтобы сохранять относительный контроль над территорией.
Он использовал гуннов против бургундов, и эти наймиты уничтожили Вормс и убили короля Гундахара, что заставило бургундов мигрировать на запад. Бургунды были переселены Аэцием в окрестности Лугдунума в 443 году. Гунны, объединяемые Аттилой, становились всё большей угрозой, и Аэций противопоставил им вестготов. Конфликт достиг кульминации в 451 году в битве на Каталаунских полях, на которых римляне и готы нанесли Аттиле поражение.
Римская империя находилась на грани коллапса. Аквитания была окончательно оставлена вестготам, которые в скором времени захватили немалую часть южной Галлии, а также большую часть пиренейского полуострова. Бургунды основали своё собственное королевство, а северная Галлия была практически оставлена франкам. Помимо германских племён, васконы вошли в Гасконь через Пиренеи, а бретонцы сформировали три королевства в Арморике: Думнония, Корнуай и Брерик.

## Франкское королевство (486—987)

Государства на территории современной Франции в 481 году

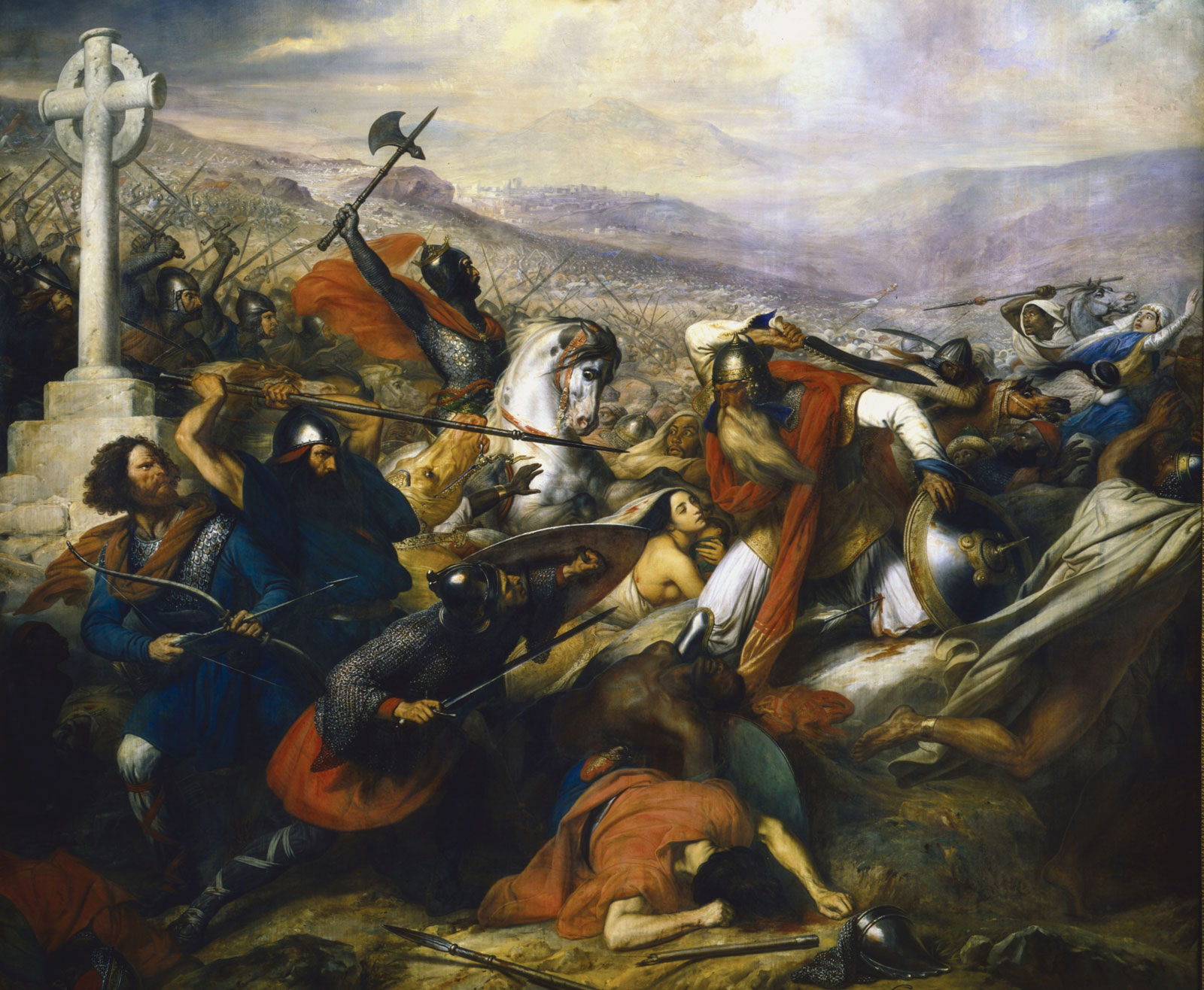
К. К. Штейбен. Битва при Пуатье (732). Эта битва считается важной как для европейской так и для исламской истории.

В 486 году Хлодвиг I, лидер салических франков, нанёс поражение Сиагрию в битве при Суассоне и впоследствии объединил под своей властью большую часть северной и центральной Галлии. Хлодвиг одержал также победу над германскими племенами алеманнов в Толбиаке. В 496 году язычник Хлодвиг принял христианство. Это придало его власти больше легитимности в глазах его христианских подданных и дало поддержку против исповедавших арианство вестготов. Он одержал победу над Аларихом II в битве при Вуйе в 507 году, после чего захватил Аквитанию и соответственно Тулузу, включив её в своё франкское королевство.
Готы удалились в Толедо, в будущую Испанию. Хлодвиг сделал Париж своей столицей и основал династию Меровингов, однако его царство распалось с его смертью в 511 году. По традиции наследования франков, все его сыновья унаследовали часть земель, и было создано 4 царства с центрами в Париже, Орлеане, Суассоне, и Реймсе. Однако, границы и число франкских царств постоянно менялось. С течением времени Майордомы, первоначально — главные советники царей, стали обретать реальную власть в землях франков. В итоге Меровингские цари оказались наделены не более чем фигуральной властью.
К тому моменту мусульмане захватили Испанию и превратились в угрозу франкскому королевству. Герцог Эд Великий нанёс им поражение в битве при Тулузе в 721 году, но потерпел поражение от повторного нападения в 732 году. Майордом Карл Мартелл, победил в битве при Пуатье (вернее сказать — битва происходила между Пуатье и Туром), получив большую власть и уважение в королевстве франков. Получение короны в 751 году Пипином Коротким (сыном Карла Мартела) придало каролингам статус правителей франков.

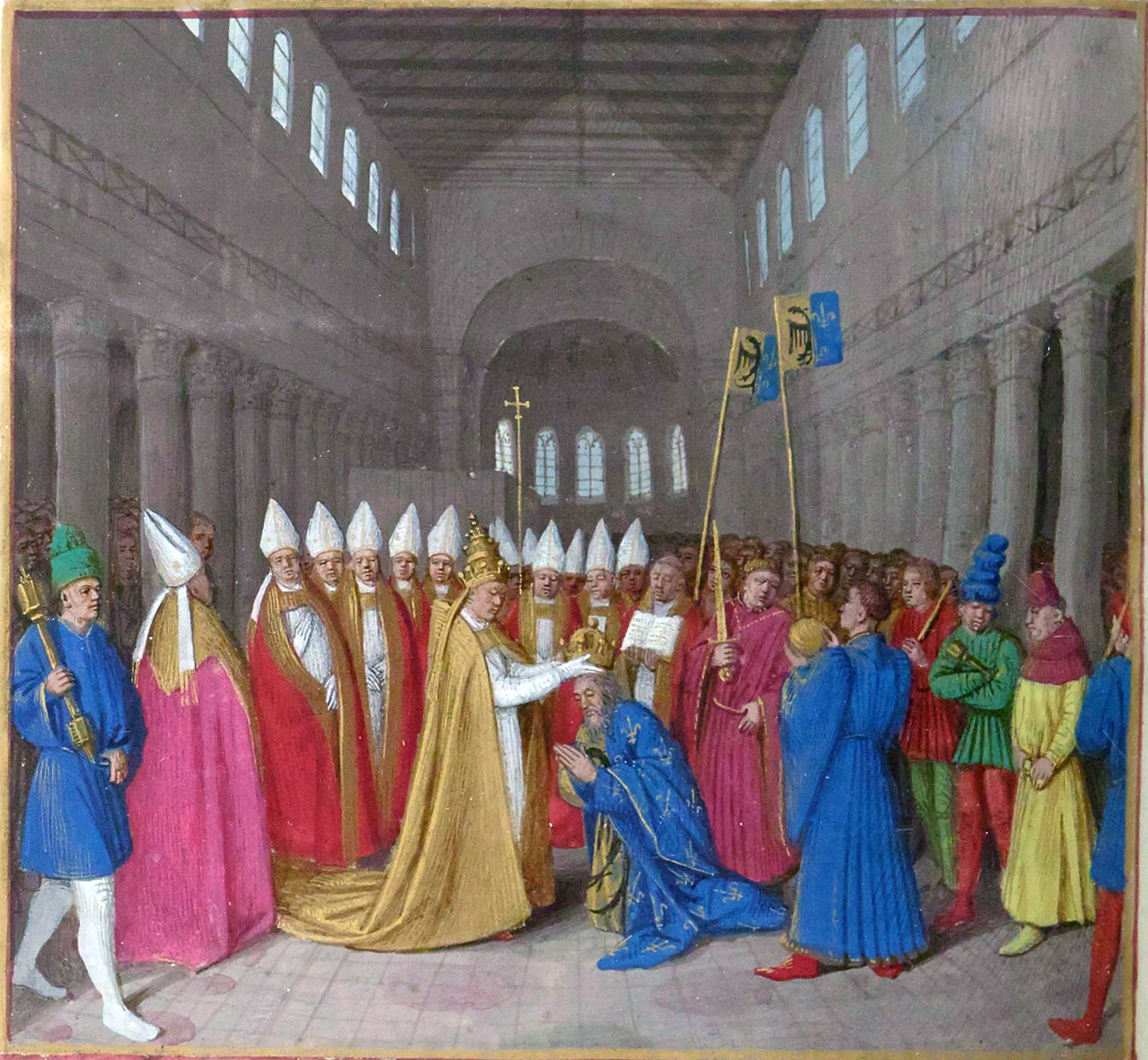
Коронация Карла Великого

Каролингское могущество достигло своего пика при сыне Пипина, Карле Великом. В 771 году, Карл воссоединил франкские домены после долгого периода разделения, нанёс поражение Лангобардам под командованием Дезидерия в Северной Италии (774), включил в свои владения Баварию (788), нанёс поражение Аварам на придунайских равнинах (796), отодвинул границы с исламской Испанией на юг вплоть до Барселоны (взята в 801 году), и подчинил себе Нижнюю Саксонию после длительной кампании (804).
В знак признания его успехов и его политической поддержки папства, Карл Великий получил титул Римского императора, от папы римского Льва III в 800 году. Сын Карла Великого — Людовик I Благочестивый сохранил империю единой; однако, Каролингская империя продержалась лишь до его смерти. Два из его сыновей — Карл II Лысый и Людовик II Немецкий — присягнули на верность друг другу против третьего брата — Лотарю I — в соответствии с Страсбургской клятвой, и империя была разделена между тремя сыновьями Людовика (Верденский договор, 843). После последнего краткого объединения (884—887), имперский титул перестал сохраняться за западной частью империи, которая стала впоследствии Французским королевством. Восточная часть, ставшая впоследствии Германией, оказалась под правлением саксонской династии во главе с Генрихом I Птицеловом.
При правлении каролингов, королевство пережило вторжение викингских рейдеров и осаду Парижа. В таких условиях — важные фигуры вроде графа Эда Парижского и его брата Роберта I заслужили славу и королевский титул. Эта новая династия, именуемая Робертинами, была предшественницей Капетингов. Под предводительством Роллона, немало викингов поселились в Нормандии и получили владения, сначала как графы, а затем как герцоги, при короле Карле III Простоватом, в целях защиты земель от остальных налётчиков. Народ, возникший в ходе смешения между новой викингской аристократией и уже смешанной франкской и галло-римской, стал впоследствии известен как Норманы.

## Создание королевства «Франция» (987—1453)

### Короли в течение этого периода
- Капетинги
  - Гуго Капет, 940—996
  - Роберт Благочестивый, 996—1027
  - Генрих I, 1027—1060
  - Филипп I, 1060—1108
  - Людовик VI Толстый, 1108—1137
  - Людовик VII Молодой, 1137—1180
  - Филипп II Август, 1180—1223
  - Людовик VIII Лев, 1223—1226
  - Людо́вик IX Свято́й, 1226—1270
  - Филипп III Смелый, 1270—1285
  - Филипп IV Красивый, 1285—1314
  - Людовик X Сварливый, 1314—1316
  - Иоанн I Посмертный, пять дней в 1316
  - Филипп V Длинный, 1316—1322
  - Карл IV Красивый, 1322—1328
- Дом Валуа:
  - Филипп VI де Валуа, 1328—1350
  - Иоанн II Добрый, 1350—1364
  - Карл V Мудрый, 1364—1380
  - Карл VI Безу́мный, 1380—1422
    - Английская интерлюдия (Между Карлом VI и VII):
      - Генрих V
      - Генрих VI (король Англии) и Франции

  - Карл VII Победитель, 1422—1461

### Сильные князья
Франция была очень сильно децентрализована на протяжении средних веков. Полномочия короля были более религиозными, чем административными. 11 столетие стало апогеем княжеской власти, когда такие территории, как Нормандия, Фландрия и Лангедок были королевствами во всем кроме названия. Капетинги, так как они произошли от Робертинов, были прежде наиболее могущественными князьями сумевшими успешно сместить правление слабых и неудачливых каролингских королей.
Каролингские короли не имели ничего помимо своего титула, тогда как короли из дома Капетингов в довесок к титулу владели своими княжескими вотчинами. Капетинги, в некотором смысле, носили двойственные статус короля и принца; как короли они носили корону Шарлемана, а как Парижские графы они владели личной вотчинной, более известной как Иль-де-Франс.
Тот факт что Капетинги наравне с королевским титулом были ещё и землевладельцами, даровал им неоднозначный статус. Они были вовлечены в борьбу за власть внутри Франции и вместе с тем обладали религиозной властью над Римским католицизмом во Франции, как короли. Капетинги воспринимали других князей скорее как противников и союзников чем как поданных: их королевский титул признавался, но нередко не уважался. Авторитет Капетингов был слаб в удалённых областях, где бразды правления в свои руки могли взять и бандиты.
Некоторые из вассалов короля вырастали достаточно высоко чтобы считаться одними из сильнейших правителей в Западной Европе. Норманы, Плантагенеты, Лузиньяны, Готвили, Рамнульфиды и графы Тулузы успешно захватывали земли за пределами Франции для самих себя. Наиболее важным завоеванием для Франции стало: Нормандское завоевание Англии Вильгельмом I Завоевателем, в ходе Битвы при Гастингсе и увековеченное в гобелене из Байё, поскольку связывало Англию и Францию через Нормандию. Несмотря на то что норманны были вассалами французских королей и их статуса как правителей Англии, центром их политической активности по-прежнему была Франция.
Важной частью жизни для Французской аристократии стали крестовые походы, в ходе которых французские рыцари основали и управляли государствами крестоносцев. Как пример наследия, оставленного этими дворянами на ближнем востоке, можно привести крепость Крак-де-Шевалье (Сирия) — расширенную графами Триполи и Тулузы

### Возрождение монархии
Монархия преодолела мощь баронов в последующие века, и установила абсолютный суверенитет над Францией к XVI столетию. Множество факторов были в пользу становления французской монархии. Династия, основанная Гуго Капетом, продержалась вплоть до 1328 года, и права примогенитуры устанавливали упорядоченную преемственность власти. Во вторых, наследники Капета стали древним и знатным королевским домом а значит социально превосходили своих более сильных экономически или политически конкурентов. В третьих, Капетинги пользовались поддержкой Церкви, которая выступала за сильное и централизованное правительство во Франции. Этот союз с Церковью стал одним из великих и устойчивых наследий Капетингов. Первый крестовый поход почти полностью состоял из франкских князей. Шло время, и власть короля расширялась за счёт завоеваний, конфискаций и успешных политических баталий.
История Франции начинается с избрания Гуго Капета (940—996) собранием в Реймсе (987). Капет до того бывший «Герцогом Франков» стал отныне «Королём Франков» (Rex Francorum). Земли Гуго простирались немного за пределы Парижского бассейна; его политическая значимость меркла по сравнению с могущественными баронами его избравшими. Многие королевские вассалы (которые долгое время включали королей Англии) правили территориями много больше его владений. Он признавался королём над галлами, бретонцами, данами, аквитанами, готами, испанцами и гасконцами.
Боррель II, граф Барселоны запрашивал у Гуго помощи против арабских набегов, но даже если Гуго и получил просьбу, он был уже занят поддержкой борьбы Карла Лотаринского. Потеря остальных испанских княжеств которая затем последовала, делала испанское пограничье всё более и более независимыми. Гуго Капет, первый капетингский король, не слишком хорошо документально освящённая фигура, его наивысшим достижением было выживание как короля и победа над всеми притязаниями Каролингов на престол, что позволило со временем его дому стать одним из самых могущественных в Европе.

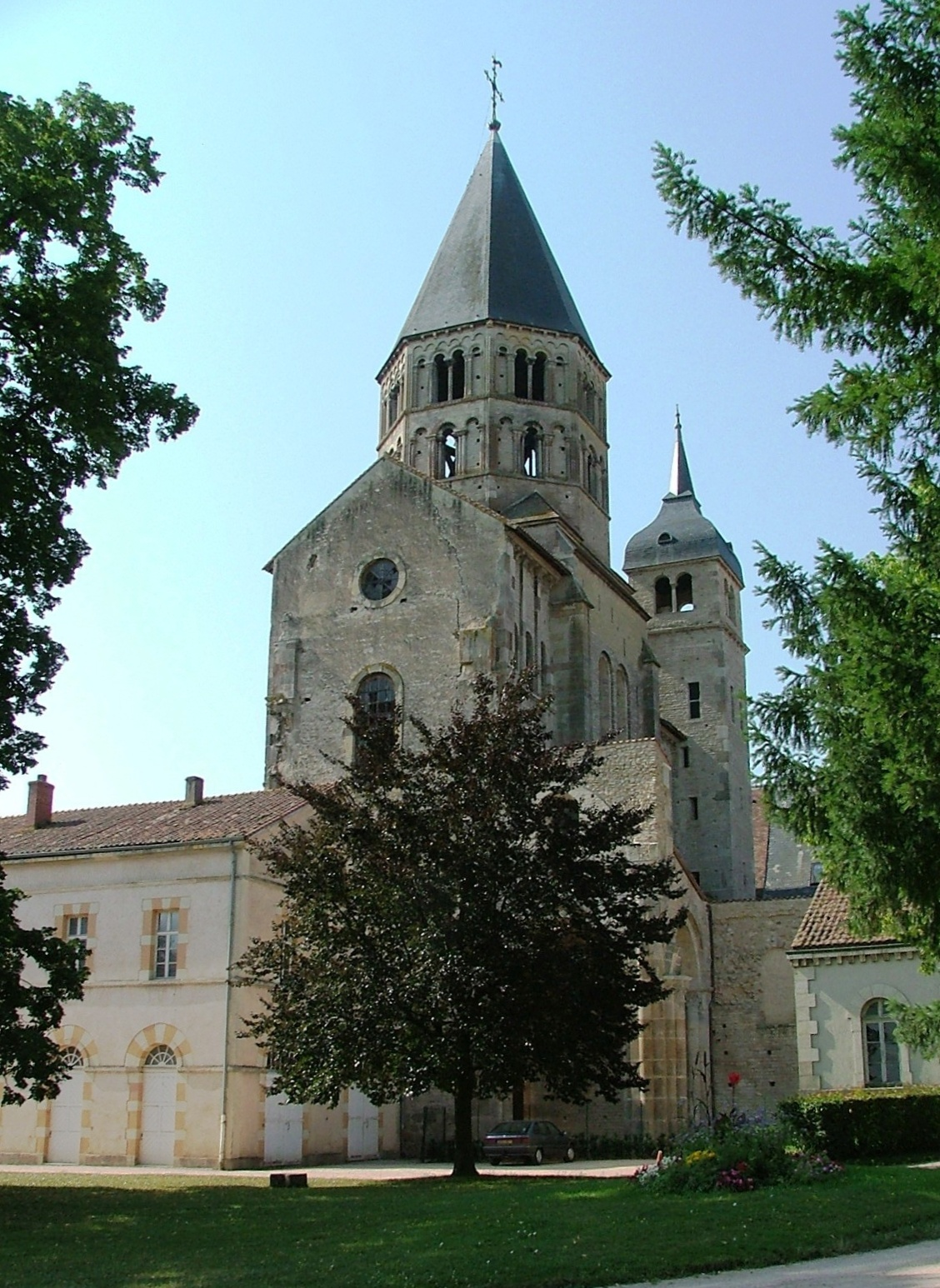
Вид на останки аббатства Клюни, Бенедиктинский монастырь, ставший центром возрождения монашества в средние века и сыгравший значимую роль в шагах по возрождению культуры после Тёмных веков.

Сын Гуго — Роберт II Благочестивый — был коронован как король Франков ещё до смерти Капета. Гуго Капет так повелел чтобы прочно обеспечить преемственность. Роберт II, уже в качестве короля, встретился на приграничных территориях с императором Генрихом II в 1023 году. Они договорились прекратить все претензии на царства друг друга, установив новый уровень взаимоотношений и понимания между Капетингами и Оттонами. Несмотря на слабую власть короля, Роберт II прикладывал значимые усилия. Его уцелевшие указы показывают что он сильно опирался на власть Церкви, так же как и его отец. Несмотря на сожительство с любовницей и первый брак с родственницей— Бертой Бургундской — и отлучение от церкви в связи с этим, его все равно рассматривали как модель благочестия для монархов (чем он и обязан своему прозванию, Роберт Благочестивый). Правление Роберта II было важным для верующих поскольку включало в себя появление такого явления как «Мир Божий» (введённого с 989 года) и Клюнийские реформы.

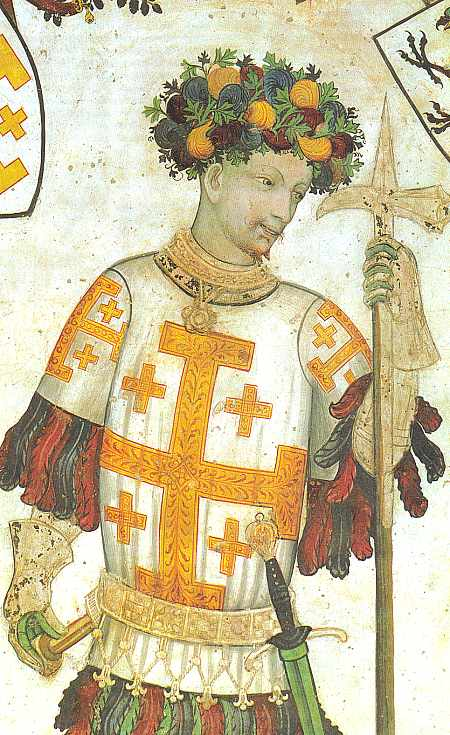
Готфрид Бульонский, французский рыцарь, лидер Первого крестового похода и основатель Иерусалимского королевства.

При правлении Филиппа I, королевство ощущало длительную эпоху подъёма (1060—1108). В его правление случился первый крестовый поход с целью возвратить Святую землю, и в который была сильно вовлечена его семья хотя сам он персонально не поддерживал эту военную экспедицию.
Начиная с Людовика VI (годы правления 1108—1137) начинается укрепление королевской власти. Людовик VI был в большей степени солдатом и королём-милитаристом чем учёным человеком. Пути которыми король собирал деньги с вассалов быстро сделали его непопулярным; его описывали как человека жадного и амбициозного что подтверждается записями того периода. Его нападения и нападки на своих вассалов, хоть и вредили образу короля, усиливали королевскую власть. Начиная с 1127 года и до самой смерти Людовик VI получал советы квалифицированного религиозного и государственного деятеля, аббата Сугерия. Сын крестьянина королевского домена, Сугерий с юности был отмечен необычайными способностями и своими политическими советами был чрезмерно важен для короля. Людовик VI окончательно уничтожил, военным и политическим путём «разбойных баронов». Людовик VI часто вызывал своих вассалов на суд, и те кто на него не являлся, лишались своих земель и против них организовывались военные кампании. Эта резкая и жёсткая политика явно отразилась на Париже и его окрестностях. Когда Людовик VI скончался в 1137 году, был достигнут уже очень значимый прогресс в укреплении власти Капетингов.
Благодаря политической поддержке и советам от аббата Сугерия, король Людовик VII завоевал большой моральный авторитет во Франции, даже больше чем предшественники. Могущественные вассалы уважали власть французского короля и платили ему дань. Аббат Сугерий в 1137 организовал брак между Людовиком VII и Алиенорой Аквитанской в Бордо, что сделало Людовика VII Аквитанским герцогом и наделило его ещё большей властью. В ходе начавшейся из-за сестры Алиеноры и её отлучения от церкви — войны между графом Тибо Шампанским и Людовиком VII сгорела церковь в городе Витри со всеми полутора-тысячами людей что в ней укрылись, это вызвало в паре разлад.
Король Людовик VII был шокирован этим случаем и искал искупления отправившись в Святую землю. Позднее он принял участие во Втором крестовом походе но его взаимоотношения с Алиенорой не улучшались, а наоборот. В конечном счёте брак был аннулирован Папой Римским и Алиенора вскоре вышла замуж за — Генриха II Плантагенета, который двумя годами позднее стал королём Англии как Генрих II. Людовик VII был могущественным королём и оказался внезапно перед лицом более могущественного вассала, который оказался королём Англии и вместе с тем герцогом Нормандии и Аквитании. В конечном счёте это вылилось в открытую войну и мирный договор был подписан лишь под давлением Папы Римского.
Аббат Сугерий считается родоначальником готической архитектуры. Созданный им архитектурный стиль стал стандартом для большинства кафедральных соборов времён Позднего Средневековья.

### Поздние Капетинги (1165—1328)
Поздние Капетингские короли были гораздо более сильными и влиятельными чем ранние. В то время как Филиппу I с трудом удавалось контролировать своих парижских баронов, Филипп IV мог указывать Папе Римскому и императорам. Поздние Капетинги, хоть и правили зачастую меньшие сроки чем их предшественники, но чаще всего были куда влиятельней. Этот период известен как эпоха подъёма сложной системы международных альянсов и конфликтов противоборствующих сторон, через династии, королей Франции, Англии и императоров Священной Римской империи.

#### Филипп II Август
Правление Филиппа II Августа (наследник престола 1179—1180, король 1180—1223) знаменуется важными шагами в истории французской монархии. Он был первым королём Франции, начавшим использовать собственно титул «король Франции» (rex Franciae) вместо титула «король франков» (rex Francorum или Francorum rex), а также первый из Капетингов, передавший власть наследнику, не коронуя его при своей жизни. Его правление расширило владения Королевского домена и усилило его влияние. Он создал своим правлением условия для появления более могущественных королей, таких как Людовик IX Святой и Филипп IV Красивый.

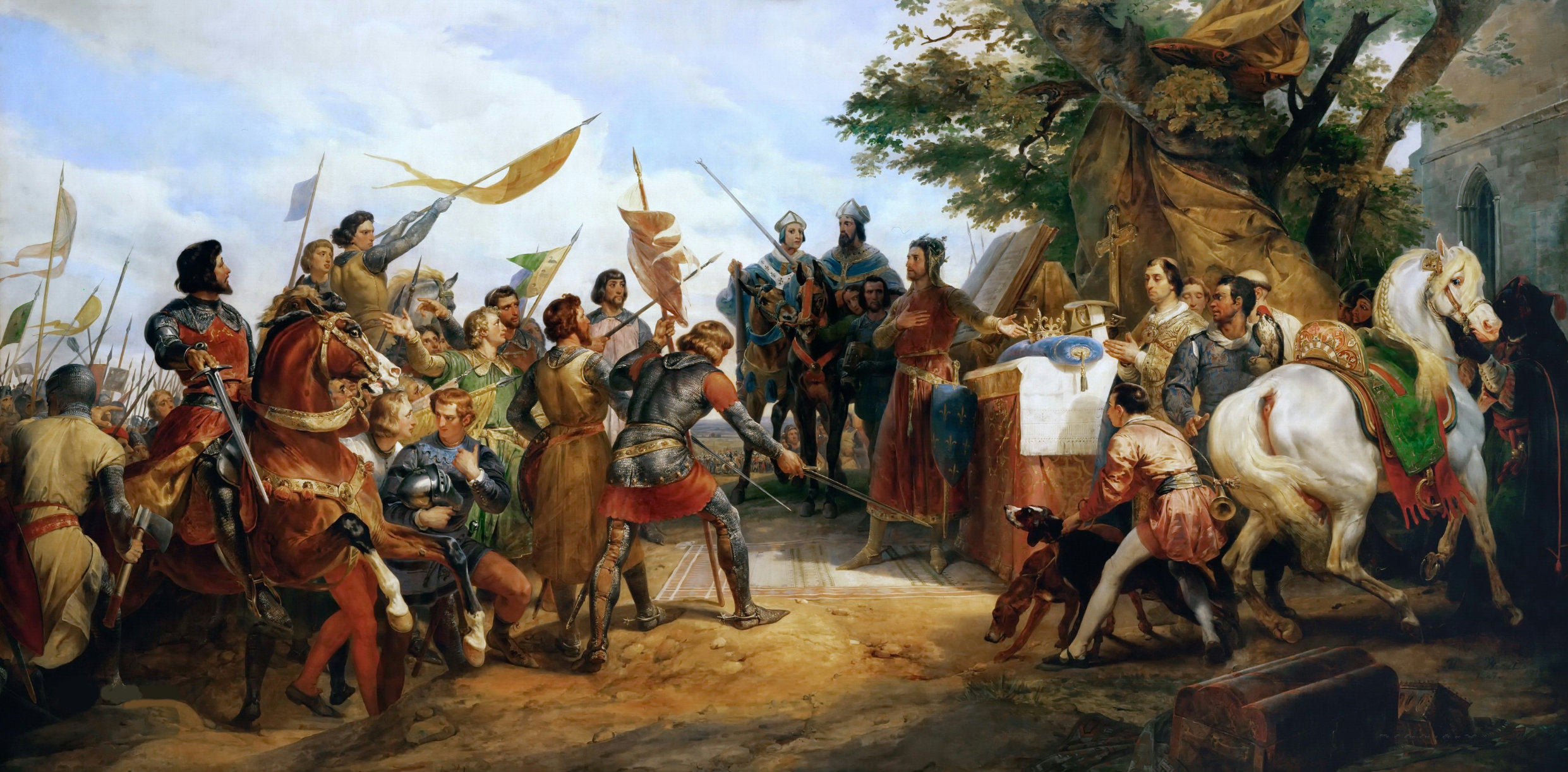
Филипп II, одержав победу в битве при Бувине, превратил Нормандию и Анжу в королевский домен. В битве принял участие сложный комплекс из альянсов трёх могущественных государств: Королевства Франции, Англии и Священной Римской Империи (художник Орас Верне).

Филипп II уделил немалую часть своего правления борьбе с так называемой Анжуйской империей, которая была важнейшей угрозой королевству Франции с начала восхождения династии Капетингов. В течение первой части своего правления Филипп II пытался использовать сына Генриха II Плантагенета против него. Он вступил в союз с герцогом Аквитании и сыном Генриха II — Ричардом I Львиным Сердцем — и вместе они перешли в решительную атаку на дом и крепость Генриха II — Шинон и отстранили его от власти.
Чуть позднее Ричард заменил своего отца как правитель Англии. Два короля вместе отправились в третий крестовый поход; однако, их союз и дружба разрушились за время похода. Двое королей поссорились между собой и по возвращении на родину начали войну. Дошло до того что Ричард практически победил Филиппа II.
В дополнение к сражениям во Франции, короли Франции и Англии пытались заручиться поддержкой союзников в лице главы Священной Римской Империи. Филипп II Август поддерживал Филиппа Швабского, члена дома Гогенштауфенов, а Ричард Львиное сердце поддерживал будущего Оттона IV, члена дома Вельфов. Оттон IV одержал верх и стал императором Священной Римской империи вместо Филиппа Швабского. Корона Франции была спасена лишь тем — что Ричард Львиное Сердце погиб от ранения при осаде замка собственного вассала в Лимузене.
Иоанн Безземельный, преемник Ричарда, отказался прийти на французский двор для суда над Лузиньянами, и так же как Людовик VI поступал с восставшими вассалами, Филипп II конфисковал владения Иоанна во Франции. Поражение Иоанна было быстрым и его попытки отвоевать свои французские владения в Битве при Бувине (1214) оказались провальными. Филипп II аннексировал Нормандию и Анжу, и взял в плен графов Булони и Фландрии, хотя Аквитания и Гасконь сохранили лояльность Плантагенетам. Дополнительно Битва при Бувине сказалась на союзнике Иоанна, императоре Оттоне IV, который был свергнут Фридрихом II, членом дома Гогенштауфенов и союзником Филиппа. Филипп II, таким образом, стал одной из ключевых фигур в политике Западной Европы.
Филипп II Август основал Сорбонну, сделав тем самым Париж городом учёных.
Принц Луи (будущий Людовик VIII, правивший в 1223—1226) оказался втянут в Английскую гражданскую войну но не смог извлечь из неё пользы хоть и обладал формальными правами на престол. Позднее сын Филиппа продолжал бороться против Плантагенетов а церковь призывала к крестовому походу против альбигойцев. Благодаря этому Южная Франция была поглощена королевским доменом.

#### Людовик IX Святой (1226—1270)
Франция стала по-настоящему централизованной страной в ходе правления Людовика IX (правившего в 1226—1270 годах). Святой Людовик часто изображается как человек с одномерным характером, искренне верующий в Бога и грамотный администратор, заботившийся о тех, кто был ему доверен. Тем не менее, для некоторых его правление было далеко от совершенства: он осуществил неудачные крестовые походы, некоторые его решения подняли оппозицию, а также он сжёг еврейские книги по запросу от Папы Римского. Его суждения были не всегда практичны, но казались справедливыми по меркам того времени. Похоже, у Людовика IX было сильное чувство справедливости, и он всегда тщательно обдумывал решение, прежде чем вынести приговор. Это хорошо заметно по тем словам, которые Людовик ответил французским священнослужителям, требовавшим отречения от церкви его вассалов:
Это было бы против воли господней и против права и закона, вынуждать человека искать отпущение грехам, тогда как он оклеветан духовенством.

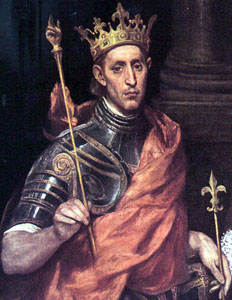
Король Людовик IX.

Людовику было всего 12 лет на момент восхождения на престол. Его мать — Бланка Кастильская — была эффективным регентом (хотя формально титул не использовала). Власть Бланки вступала в сильное противоречие с баронством до тех пор пока Людовик не стал достаточно взрослым, чтобы править самостоятельно.
В 1229 году королю пришлось бороться с длительными забастовками Парижского университета. Латинский квартал сильно пострадал от этого.
Королевство продолжало оставаться уязвимым: в графстве Тулузы бушевала война, и поэтому королевская армия была занята вооружённым сопротивлением в Лангедоке. Граф Раймунд VII Тулузский в конечном счёте подписал мирный договор в 1229, по которому он потерял половину земель и обязался выдать свою дочь за королевского брата Альфонса де Пуатье. В их браке не родилось детей, и по упомянутому договору графство Тулузы отошло во владение королю. Так графство Тулузы прекратило самостоятельное существование.
Король Генрих III всё ещё не признавал главенство Капетингов над Аквитанией и надеялся вернуть Нормандию и Анжу в новую «Анжуйскую империю». Он высадился в 1230 году под Сен-Мало с крупным войском. Союзники Генриха III из Британии и Нормандии не оправдали его надежд. Вторжение переросло в Сентожскую войну (1242).
В конечном счёте, Генрих III потерпел поражение и был вынужден признать господство французского короля, однако Людовик не отобрал у Генриха III Аквитанию из принципов благородства. Людовик IX стал наиболее могущественным землевладельцем Франции. Была некоторая оппозиция его правлению в Нормандии, но управлять ею было всё равно легко, особо в сравнении с графством Тулузы, которое потребовало завоеваний. Королевский совет, который позднее развился в парламент, был основан в период правления именно Людовика. После его конфликта с Генрихом III, Людовик смог установить сердечные отношения с Плантагенетами.
Людовик IX Святой поддерживал новые веяния в архитектуре, в частности готическую архитектуру; его Сент-Шапель стала одной из известнейших готических построек, также ему приписывается создание Библии Мациевского. Королевство под правление Людовика приняло участие в седьмом и восьмом крестовом походе — но оба обернулись полной неудачей.

#### Филипп III Смелый и Филипп IV Красивый (1270—1314)
Филипп III стал королём после смерти Людовика Святого в 1270 году во время восьмого крестового похода. Филипп III был прозван «смелым» за свою отвагу в пешем бою и бою на лошади, а не по причине характера своего правления. Филипп III принял участие в ещё одном провальном крестовом походе: Арагонском, который стоил ему жизни в 1285 году.
Большие административные реформы произошли при правлении Филиппа IV, также звавшегося Филиппом Красивым. При нём были ликвидированы тамплиеры, заключён старый союз, и основан Парижский парламент. Филипп IV был столь силён, что мог диктовать свою волю Римскому папе и императорам, в отличие от ранних Каппетингов. Папство переместилось в Авиньон и все тогдашние Папы были французами, например марионетка Филиппа IV: Папа Климент V.

### Ранние короли Валуа и Столетняя война (1328—1453)

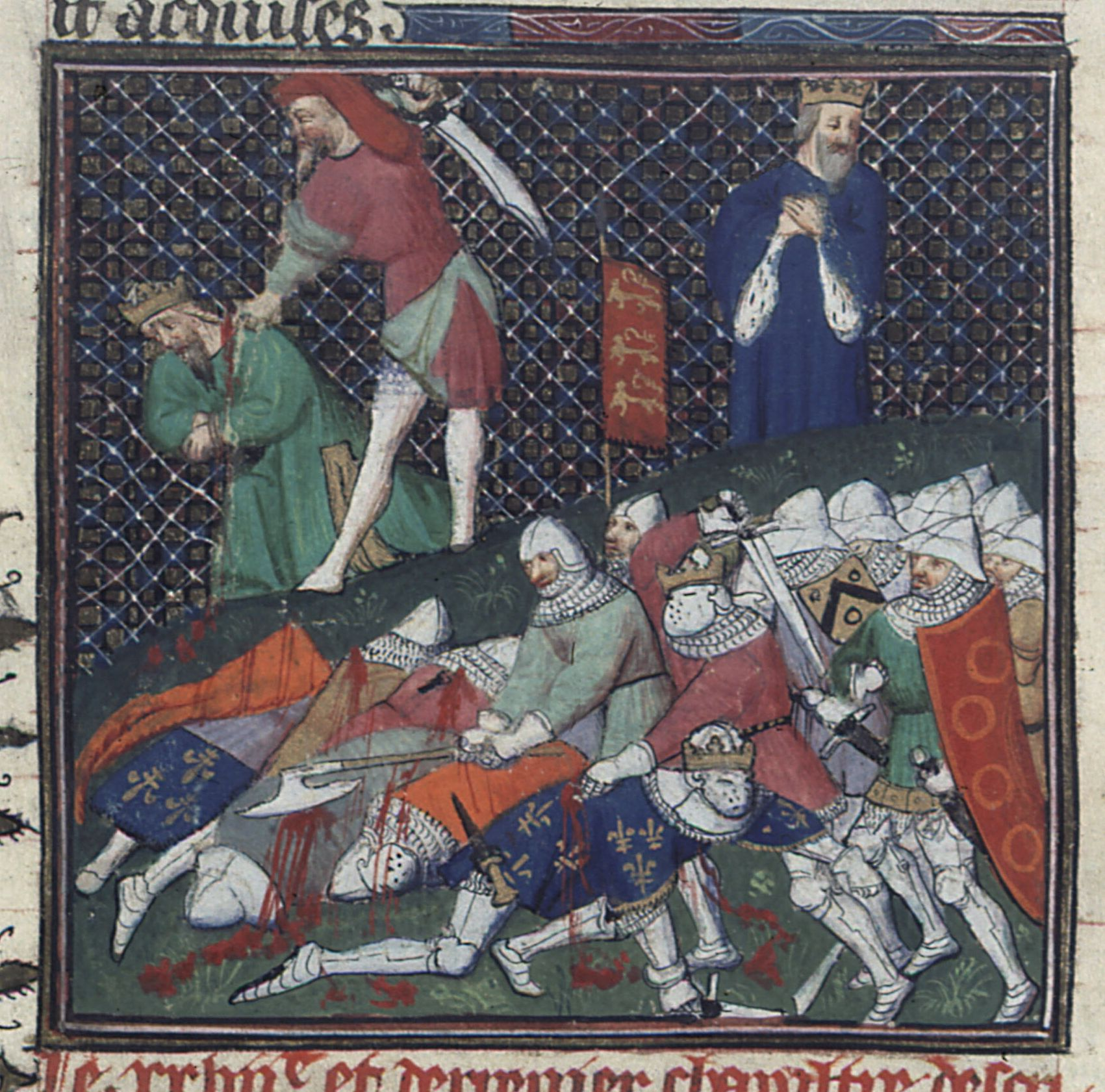
Взятие в плен Иоанна II в Битве при Пуатье в 1356.

Конфликт между домами Плантагенетов и Капетингов вылился в так называемую Столетнюю Войну (на самом деле несколько разных войн с 1337 по 1453 годы), когда Плантагенеты всеми силами заявляли права на престол Франции и стремились его отобрать у Валуа. На этот период пришлась эпоха Чёрной смерти, и нескольких гражданских войн. Население Франции сильно пострадало от эпидемии и войн. В 1420 году благодаря Договору в Труа Генрих V (король Англии) стал наследником Карла VI (короля Франции) в обход законного наследника. Генрих V не пережил Карла, потому символом дуалистической монархии Англии и Франции — стал его сын: Генрих VI который консолидировал в себе власть над Англией и Францией.
Считается, что именно тяжелейшие условия французского населения времён Столетней войны пробудили французский национализм, символом которого стала Жанна д’Арк (1412—1431). Хоть это и спорно, «Столетнюю войну» помнят больше как Франко-английские войны, чем как последовательную феодальную борьбу. В процессе этих войн Франция эволюционировала в политическом и военном отношении.
Несмотря на первоначальные успехи франко-шотландской армии в битве при Боже (1421), последовавшие сокрушительные поражения при Пуатье (1356) и Азенкуре (1415) заставили французский нобилитет задуматься о том, что они не могут выстоять только как рыцари, без организованной регулярной армии. Карл VII (правивший в 1422—1461) основал первую регулярную французскую армию, ордонансовые роты, которые нанесли поражение Плантагенетам в битве при Пате (1429) и снова, уже с применением пушек, в битве при Форминьи (1450). Битва при Кастийоне (1453) считается завершающим этапом войны, но Кале и Нормандские острова остались за Плантагенетами.

## Раннее Новое время во Франции (1453—1789)

### Короли на протяжении периода
Период Раннего Нового времени охватывает правление королей, с 1461 год по год Великой Французской революции, наступивший в 1789:
- Валуа
  - Людовик XI Благоразумный, 1461−1483
  - Карл VIII Любезный, 1483—1498
  - Людовик XII Отец Народа, 1498—1515
  - Франциск I, 1515—1547
  - Генрих II, 1547—1559
  - Франциск II, 1559—1560
  - Карл IX, 1560—1574 (1560—1563 под регентством Екатерины Медичи)
  - Генрих III, 1574—1589
- Бурбоны
  - Генрих IV Великий, 1589—1610
  - Регентство Марии Медичи, 1610—1617
  - Людовик XIII Справедливый и глава правительства Кардинал Ришельё, 1610—1643
  - Регентство Анны Австрийской и глава правительства Джулио Мазарини, 1643—1651
  - Людовик XIV Король-солнце и глава правительства Жан-Батист Кольбер, 1643—1715
  - период регентства Филиппа II Орлеанского, 1715—1723
  - Людовик XV Возлюбленный и глава правительства Андре-Эркюль де Флёри, 1715—1774
  - Людовик XVI, 1774—1792

### Жизнь в эпоху Раннего Нового времени

#### Французская идентичность
Франция времён Старого Порядка занимала территорию около 500 000 км². В 1484 году во Франции проживало 13 миллионов человек, а в 1700 — 20 миллионов. К 1700 году Франция занимала по численности населения второе место в Европе. В Великобритании в это время проживало от 5 до 6 миллионов, а в Испании и Австрии — приблизительно по 8 миллионов. После 1700 года Франция начала уступать другим европейским странам по темпам роста населения.
В 1500 году смысл фразы «быть французом» ещё не был важен, так как люди всё ещё цеплялись за местную самобытность, однако приблизительно с 1600 года население страны все чаще начало идентифицировать себя как «Бон Франсуа».

#### Власть
Политическая власть того периода росла и ширилась. Суды («парламенты») были наделены сильной властью, особо во Франции. Однако, у короля было всего около 10 000 должностных лиц на королевской службе — очень мало для такой страны, что осложнялось медленным внутренним сообщением и плохо продуманной системой дорог. Транспортировка и сообщение были быстрее морем или речным транспортом. Различные сословия — духовенство, дворянство и простолюдины — иногда пересекались в «Генеральных штатах», но на практике генеральные штаты не имели серьёзной власти, и могли только подавать прошение королю, а не принимать законы.
Католическая церковь контролировала около 40 % от национальных богатств, что обеспечивалось долгосрочными пожертвованиями, которые лишь росли, а не уменьшались. Король, (не Папа) назначал епископов, но как правило вёл переговоры и учитывал мнение дворянских семей, которые имели тесные связи с местными монастырями или церковными учреждениями.
В плане богатства дворянство было на втором месте, но были очень разрозненны и далеки от единства. У каждого дворянина были свои земли, своя собственная сеть региональных связей, и собственные военные силы.
Города обладали квази-независимым статусом, и в значительной мере контролировались зажиточными торговцами или гильдиями. Париж был крупнейшим городом с населением 220 000 человек (на 1547 год), и продолжал усиленно расти. В Лионе и Руане проживало около 40 000 человек. В Лионе было сильно развито банковское дело и была яркая и богатая культура. В Бордо же проживало в 1500 году всего 20 000 человек.
Крестьяне составляли подавляющее большинство населения, которое имело твердо-узаконенные права, которые власти были вынуждены уважать. В 1484 году почти 97 % французского 13-миллионного населения жило в сельской местности. В 1700 году почти 80 % из 20 миллионного населения было крестьянами.
В XVII столетии крестьяне были сильно связаны с рыночной экономикой, обеспечивая большую часть инвестиций необходимых для агрокультурного роста, и часто перемещались из селения в селений (или в город). Географическая мобильность, напрямую привязанная к рынку и необходимость в капитале для инвестиций, были основным путём социальной мобильности. «стабильное» ядро французского общества того периода, это члены городских гильдий и сельские труженики, но даже они несмотря на удивительную географическую и социальную стабильность, требовали регулярного обновления.
Принятие существования разных сообществ, постоянное напряжение между ними, и обширная территориальная и социальная мобильность привязанная к рыночной экономике содержат ключи для ясного понимания эволюции социальной структуры, экономики, и даже политической системы тогдашней Франции. Коллинз (1991) утверждал, что парадигма школы «Анналов» недооценивать роль рыночной экономики потерпела крах в попытках объяснить природу капитальных вложений в сельское хозяйство; и сильно преувеличивала социальную стабильность того периода.

#### Язык
Несмотря на то, что большинство простолюдинов во Франции общались на местных диалектах, официальный язык зародился в Париже и французский язык — стал самым предпочтительным для европейской аристократии. Император Священной Римской империи Карл V говорил, «На испанском я говорю с Богом, на итальянском — с женщинами, на французском — с мужчинами, на немецком — со своими лошадями».
Благодаря международному общению, возникла необходимость систематизировать французский язык. Было предпринято несколько реформ французского языка. Писатель эпохи Ренессанса Франсуа Рабле способствовал превращению родного языка в литературный, его язык характерен повторным введением латинских и греческих слов. Жак Пелетье продолжил эту работу и внёс свой вклад в модернизацию французского языка. Он реогранизовал систему длинной шкалы (созданную Шюке Николя) добавив имена для промежуточных чисел («миллиарды» вместо «тысяч миллионов», и т. д.).

### Консолидация (XV—XVI столетия)

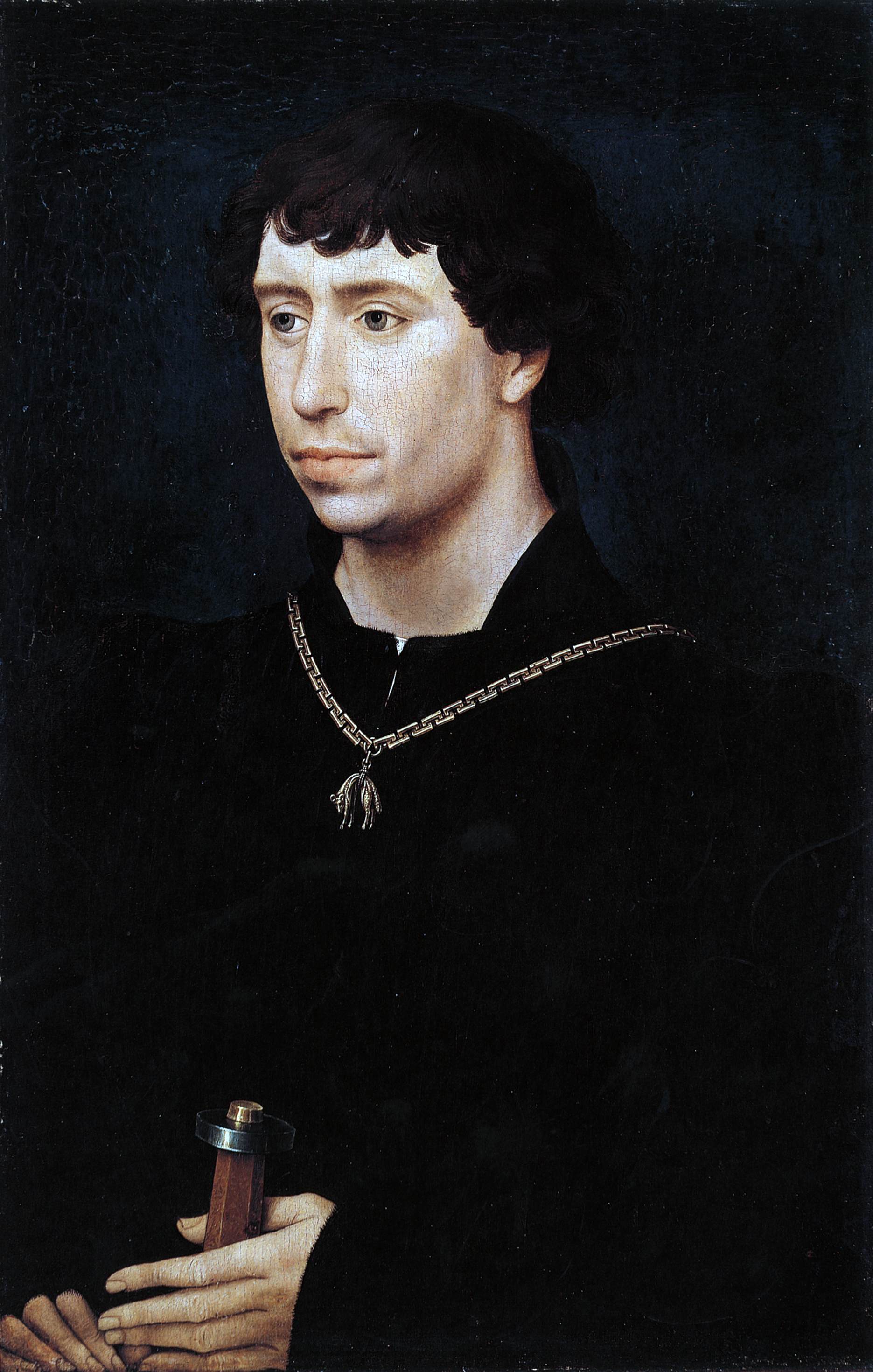
Карл Смелый, последний герцог Бургундии из рода Валуа. Его смерть в Битве при Нанси (1477) положила начало разделу его земель между королями Франции и династией Габсбургов

Со смертью в 1477 году Карла Смелого Франция и Габсбурги приступили к длительному процессу деления бургундских земель, приведшему к нескольким войнам. В 1532 году Бретань была включена в Французское королевство.
Франция приняла участие в длительной Итальянской войне (1494—1559), которая привела к рождению Франции эпохи раннего Нового времени. Франциск I столкнулся с могущественными врагами и был взят в плен под Павией. Французская монархия была вынуждена искать сильных союзников и нашла их в лице Османской империи. Османский адмирал Барбароса захватил Ниццу в 1543 году и отдал её Франциску I.
На протяжении XVI столетия испанские и австрийские Габсбурги были самой могущественной силой в Европе. Множество доменов Карла V окружало Францию. Испанская терция эффективно использовалась против французских рыцарей. Впрочем, были и успехи — например, 7 января 1558 года Франсуа де Гиз отобрал у англичан Кале.

#### «Прекрасное XVI столетие»
Экономические историки называют эпоху с 1475 по 1630 года «Прекрасным XVI столетием» благодаря возвращению мира, процветания и оптимизма в ряды нации и неуклонному росту населения. Париж, например, процветал как никогда ранее, и его население достигало 200 000 человек к 1550 году. А в Тулузу Возрождение принесло перемены в архитектуре города и постройку крупных аристократических домов.

### Религиозные войны во Франции

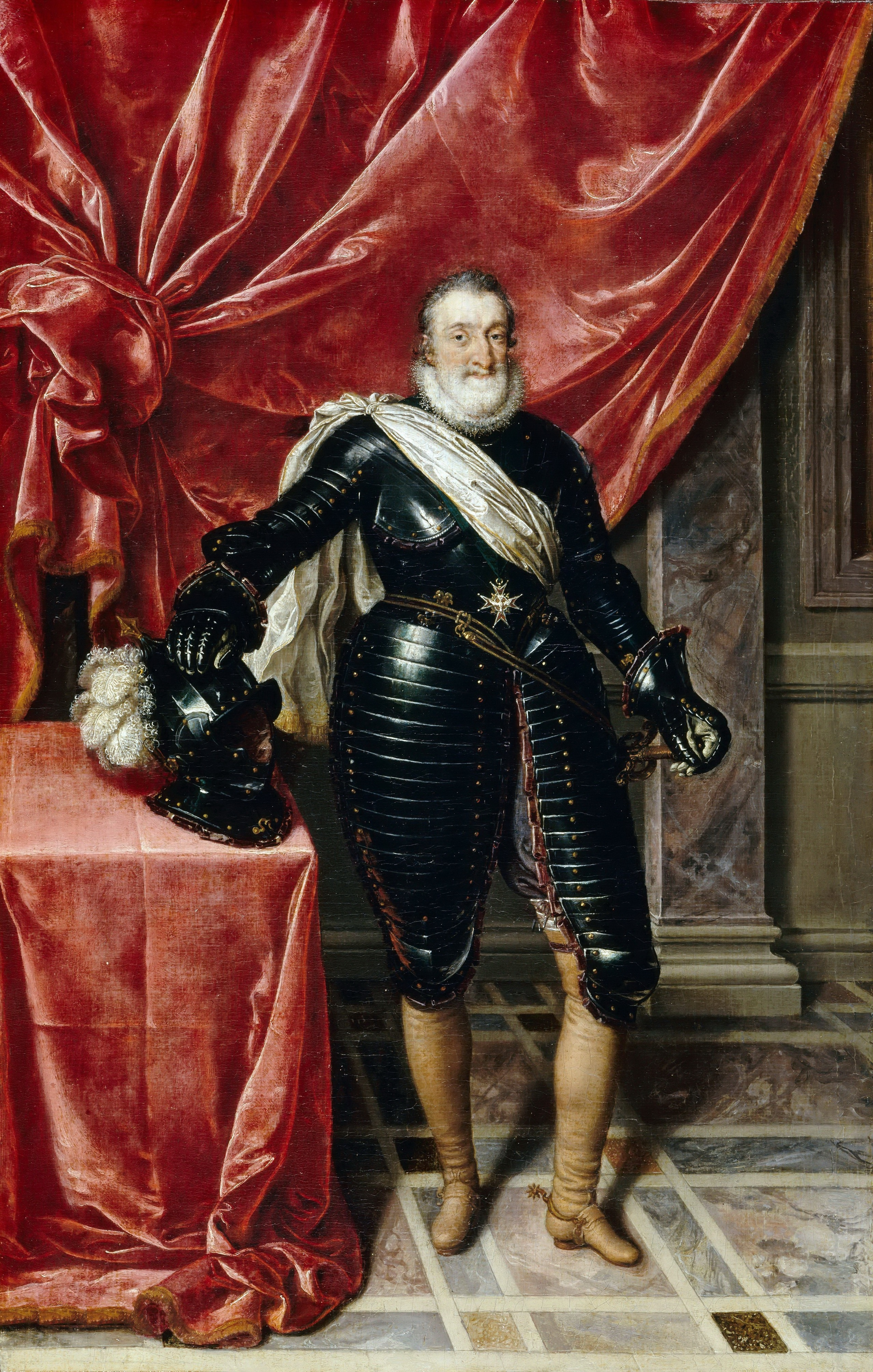
Генрих IV первый Французский король из дома Бурбонов.

Протестантская Реформация, вдохновляемая во Франции в основном Жаном Кальвином, начала оспаривать законность и ритуалы католической церкви. Идеи нашли внимательных слушателей и почитателей в среде элитной аудитории. После 1630 года, разгорелись новые войны и развился глубокий пессимизм у населения, из за появления протестантизма, еретических гонений и гражданской войны.
Основные оплоты кальвинизма располагались на юго-западе Франции и в Нормандии, но даже в этих регионах католики были в большинстве. Агрессивная реакция католиков — возглавляемых могущественным и фанатичным Франсуа де Гизом — привела к резне гугенотов в Васси в 1562 году, и дала начало первой из Французских религиозных войн, в которую вмешались английские, германские, и испанские силы на стороне соперничавших католиков и протестантов соответственно.
Король Генрих II скончался в 1559 на рыцарском турнире, он в свою очередь сменился тремя сыновьями, каждый из которых вступал на престол малолетним или же был слабым, неэффективным правителем. В образовавшемся политическом вакууме обязанности регента выполняла вдова Генриха, Екатерина Медичи, ставшая центральной фигурой в первые годы Религиозных войн. По её инициативе, тысячи гугенотов были убиты в ходе Варфоломеевой ночи в 1572 году.
Религиозная война сменилась Войной трёх Генрихов (1584—1598), в пылу которой Генрих III даже пошёл на преступление и приказал своим телохранителям убить Генриха де Гиза, лидера поддерживаемой Испанией Католической лиги. В качестве возмездия, один из католических священников убил Генриха III. Это привело к восшествию на престол гугенота Генриха IV; для того чтобы принести мир в страну страдающую от религиозных войн и войн за преемственность, он принял католицизм. Он принял Нантский эдикт в 1598 году, который гарантировал религиозную свободу протестантам, тем самым эффективно прекратив гражданскую войну. Основные положения Нантского эдикта были следующими: а) Гугенотам разрешалось проводить религиозные службы в определённых городах в каждой провинции, б) Разрешено контролировать и укрепить восемь городов (включая Ла-Рошель и Монтобан), в) Специальные суды создавались для гугенотов-нарушителей, г) Гугенотов наделили равными гражданскими правами наравне с католиками.
Когда в 1620 гугеноты провозгласили создание конституции 'Республики Реформированной Церкви Франции', глава правительства: кардинал Ришельё (1585—1642) был наделён всеми государственными полномочиями чтобы остановить их. Поэтому религиозные конфликты возобновились при правлении Людовика XIII, когда Ришельё вынуждал протестантов разоружить свою армию и сдать крепости. Конфликт завершился с Осадой Ла-Рошели (1627—1628), в ходе которой протестанты и их английские сторонники потерпели поражение. Заключённый под Алес мир (1629) подтверждал религиозную свободу, но лишал протестантов военной обороны.
В условиях гонений, гугеноты широко рассеялись по протестантским королевствам Европы и в Америку.

### Тридцатилетняя война (1618—1648)
Религиозные конфликты, от которых страдала Франция, также отразились и на возглавляемой династией Габсбургов Священной Римской Империи. Тридцатилетняя война подорвала могущество католических Габсбургов. Могущественный главный министр Франции Ришельё, который изначально выступал против протестантов, вступил на их стороне в войну — в 1636 году, так как это отвечало «национальным интересам». Солдаты империи Габсбургов вторглись во Францию, разорили Шампань, и почти дошли до Парижа.
Ришельё скончался в 1642 году и его сменил Джулио Мазарини, после того как Людовик XIII скончался годом позже, и в свою очередь сменился Людовиком XIV. В тот период Франции служило множество действительно талантливых полководцев, таких как Людовик II Бурбон—Конде и Анри де ла Тур д’Овернь (Тюренн). Французские силы одержали решительную победу при Рокруа (1643), где испанская армия была уничтожена, а «терция» потерпела поражение. Ульмский договор (1647) и Вестфальский мир (1648) положили войне конец.
Но несмотря на окончание войны множество проблем оставалось нерешёнными. Франция страдала от беспорядков под названием Фронда, которые переросли во Франко-Испанскую войну в 1653 году. Людовик II Бурбон примкнул к Испанской Армии в тот период, но потерпел жестокое поражение в Битве в дюнах (1658) от Анри де ла Тура. Условия которые вылились в ходе переговоров с Испанией в пиренейский мир (1659) были жёсткими, и Франция аннексировала по договору — Северную Каталонию.
В этой суматохе Рене Декарт искал ответы на философские вопросы через использование разума и логики, и сформировал основы Дуализма к 1641 году.

### Колонии (XVI—XVII столетия)
На протяжении XVI столетия Франция уделила внимание тому, чтобы исследовать и утвердить за собой североамериканские территории и основать на них несколько колоний. Одним из великих исследователей, рискнувших в XVI столетии углубиться внутрь североамериканского континента, был Жак Картье.
В начале XVII столетия, после плавания Самюэля де Шемплена, были заложены первые долговременные французские поселения в Новом Свете. Крупнейшими поселениями Новой Франции стали: Квебек (1608) и Монреаль (торговый меховой пост в 1611 году, католическая миссия к 1639 году, и колония с 1642 года).

### Людовик XIV (1643—1715)

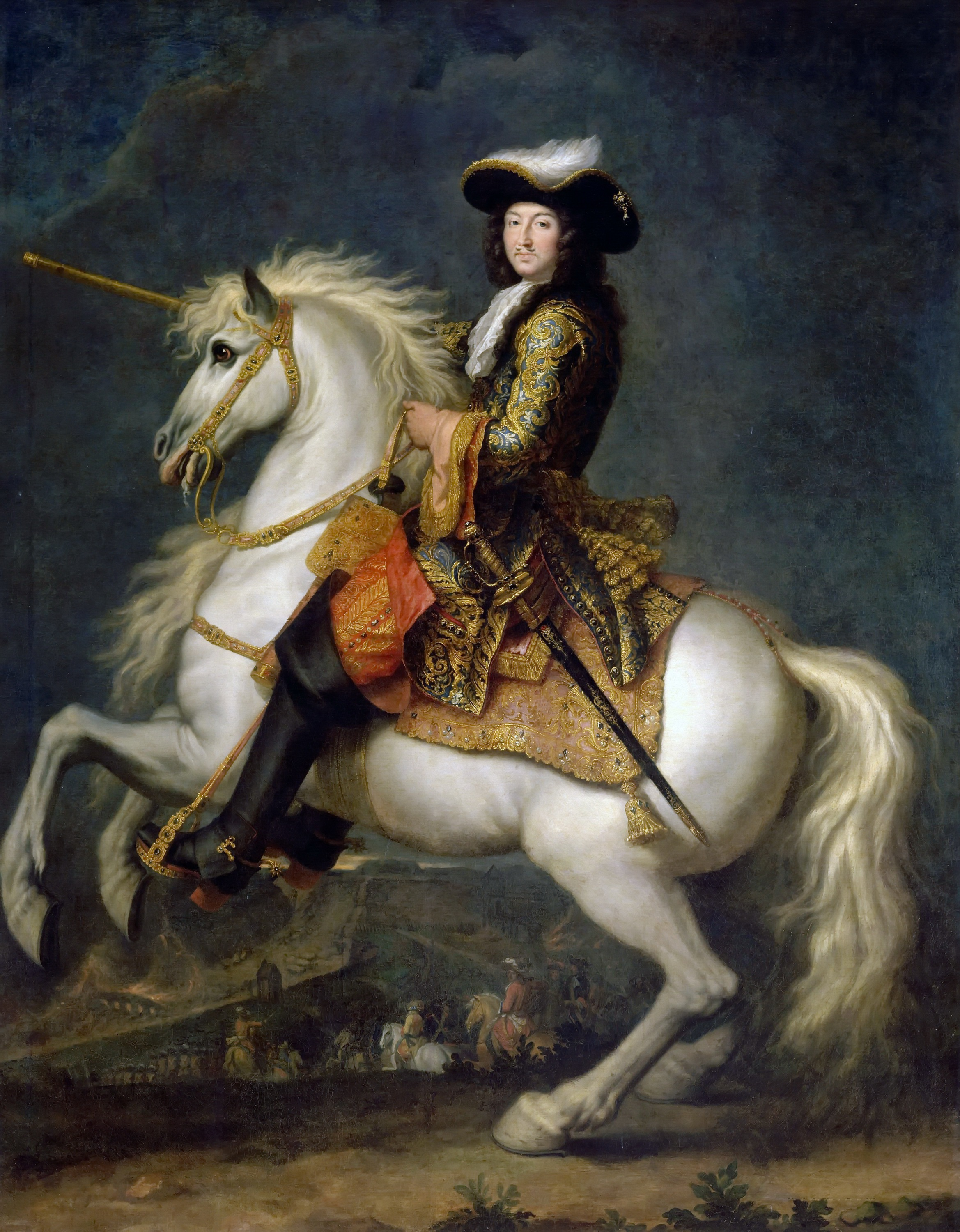
Людовик XIV, «Король Солнце».

Людовик XIV, известный как «Король Солнце», правил Францией с 1643 по 1715 годы, однако его самостоятельный период правления начался лишь с 1661 года после смерти его могущественного главы правительства, итальянца Джулио Мазарини. Людовик верил в даруемое Богом право правления, которое заключалось в том, что монарх превыше всех кроме бога, и следовательно не отвечает перед своим народом, аристократией или церковью. Людовик продолжил работу своих предшественников по созданию централизованного государства, управляемого из Парижа. Он стремился избавиться от остатков феодализма во Франции, и подчинить или ослабить аристократию. Этими средствами он заложил основы для абсолютной монархии во Франции, которая не выдержала Великой Французской Революции. Долгое правление Людовика XIV втянуло Францию во множество войн и опустошило казну.
Его правление началось во время Тридцатилетней войны и Франко-Испанской войны. Его выдающийся военный инженер, Вобан, прославившийся своими пятиугольными крепостями, поддерживал, а Жан Батист Кольбер (министр финансов) балансировал — королевские расходы. Возглавляемая Францией Рейнская лига сражалась с Османскими турками в битве при Сентготтхарде в 1664 году. Битва была выиграна христианами, в основном благодаря отважной атаке 3500 французских пехотинцев возглавляемых Ла Фейядом и Колиньи.
Франция воевала в Деволюционной войне против Испании в 1667 году. Поражение испанцев и вторжение французов в Испанские Нидерланды встревожило Англию и Швецию. Вместе с Соединёнными провинциями, они сформировали тройственный альянс и поставили Людовику XIV ультиматум — предупреждая дальнейшее расширение территорий. Людовик II Бурбон, взял для короля Франции — Франш-Конте, но перед лицом ультиматума, Людовик XIV согласился на мир в Ахене. В соответствии с ним, Людовик XIV не аннексировал Франш-Конте, но получал взамен Лилль.
Установившийся мир был хрупким, и вскоре война разразилась между Францией и Голландией в виде Голландской войны (1672—1678). Людовик XIV запросил поддержку у Голландии в войне против Испанских Нидерландов, но республика отказала. Франция атаковала Голландию и втянула в войну Англию. Путём устроенного искусственного наводнения через открытие шлюзов и затопление низин, французское наступление на Голландию было остановлено. Голландский адмирал Михаил де Рюйтер нанёс несколько стратегически-важных поражений англо-французскому военно-морскому альянсу и вынудил Англию выйти из войны в 1674 году в соответствии с вестминстерским договором. Так как Нидерланды нельзя было удерживать длительный срок, стороны были вынуждены заключить так называемые «Нимвегенские мирные договоры», в соответствии с которыми Франция получала Франш-Конте и множество уступок от Испанских Нидерландов.
6 мая 1682 года, королевский двор переместился в роскошный Версальский дворец, который Людовиком XIV был значительно расширен. Со временем, Людовик XIV вынудил большую часть дворянства, особенно элиту благородного происхождения, переехать в Версаль. Он контролировал благородные сословия сложной системой из пенсий и льгот, и замещал их власть — своей.
Мирное время не продлилось долго, и снова началась война между Францией и Испанией. Война Воссоединения разразилась (1683—1684), и вновь Испания, вместе со своим союзником Священной Римской Империей, были легко побеждены. Тем временем, в октябре 1685 Людовик подписал эдикт Фонтенбло, предписывавший уничтожение всех протестантских церквей и школ во Франции. Такие перемены спровоцировали массовый исход протестантов из Франции. Помимо этого — свыше 2 миллионов человек погибло от голода в 1693 и 1710 годах.
Вскоре Франция снова вступила в войну (Война Аугсбургской лиги). Театр военных действий на этот раз был не только в Европе, но и в Северной Америке. Несмотря на то, что война была долгой и сложной (её также называют «девятилетней войной»), её результаты были неубедительны.Рейсвейкский мирный договор 1697 года подтверждал права французов на Эльзас,Сан-Доминго и Акадию, но отвергал их права на Люксембург. Людовику помимо этого пришлось уйти из Каталонии и Курпфальца, а также отдать Священной Римской Империи несколько захваченных городов.
В 1701 году началась «Война за испанское наследство».Филипп V Анжуйский из рода Бурбонов (внук Людовика XIV) вступил на трон Испании, под именем Филиппа V. Император Священной Римской Империи — Леопольд I выступил против, так как сила, которую давала такая преемственность, могла поколебать баланс сил в Европе. Поэтому он требовал имея следующие по силе права наследования после Филиппа — отдать Испанский трон ему. Англия и Голландия вступили в разразившуюся войну на стороне Леопольда и против Людовика XIV и Филиппа Анжуйского. Союзные войска оказались под командованием Джона Черчилля, 1-го герцога Мальборо, и Евгения Савойского. Они нанесли несколько громких поражений французской армии; второе Гохштедтское сражение 1704 года стало первым крупным поражением французской армии на земле начиная с победы в битве при Рокруа в 1643 году. Тем не менее, крайне тяжёлые и кровопролитные сражения при Рамильи (1706) и Мальплаке (1709) привели к так называемым «пирровым победам» для союзников, так как они потеряли слишком много солдат. Ведомые Вилларом, французские силы восстановили утраченные в сражениях позиции в битве под Денене (1712 год). В конечном счёте был достигнут компромисс между сторонами и заключён утрехтский мирный договор (1713). Филипп Анжуйский остался у престола как Филипп V, король Испании. Император Леопольд не получил трон, однако по договору Филипп V лишался права наследовать Францию.
Людовик XIV хотел остаться в памяти как меценат и патрон искусств, как и его предок Людовик IX. К годам его правления относится пик карьеры и получение французского подданства Жаном-Батистом Люлли, основателем французской оперы, и продуктивная дружба Люлли с комедиографом и актёром Мольером. А архитектор Жюль Ардуэн-Мансар внёс величайший вклад в дальнейшее развитие так называемого «французского барокко».

### Основные перемены во Франции, Европе и Северной Америке (1718—1783)

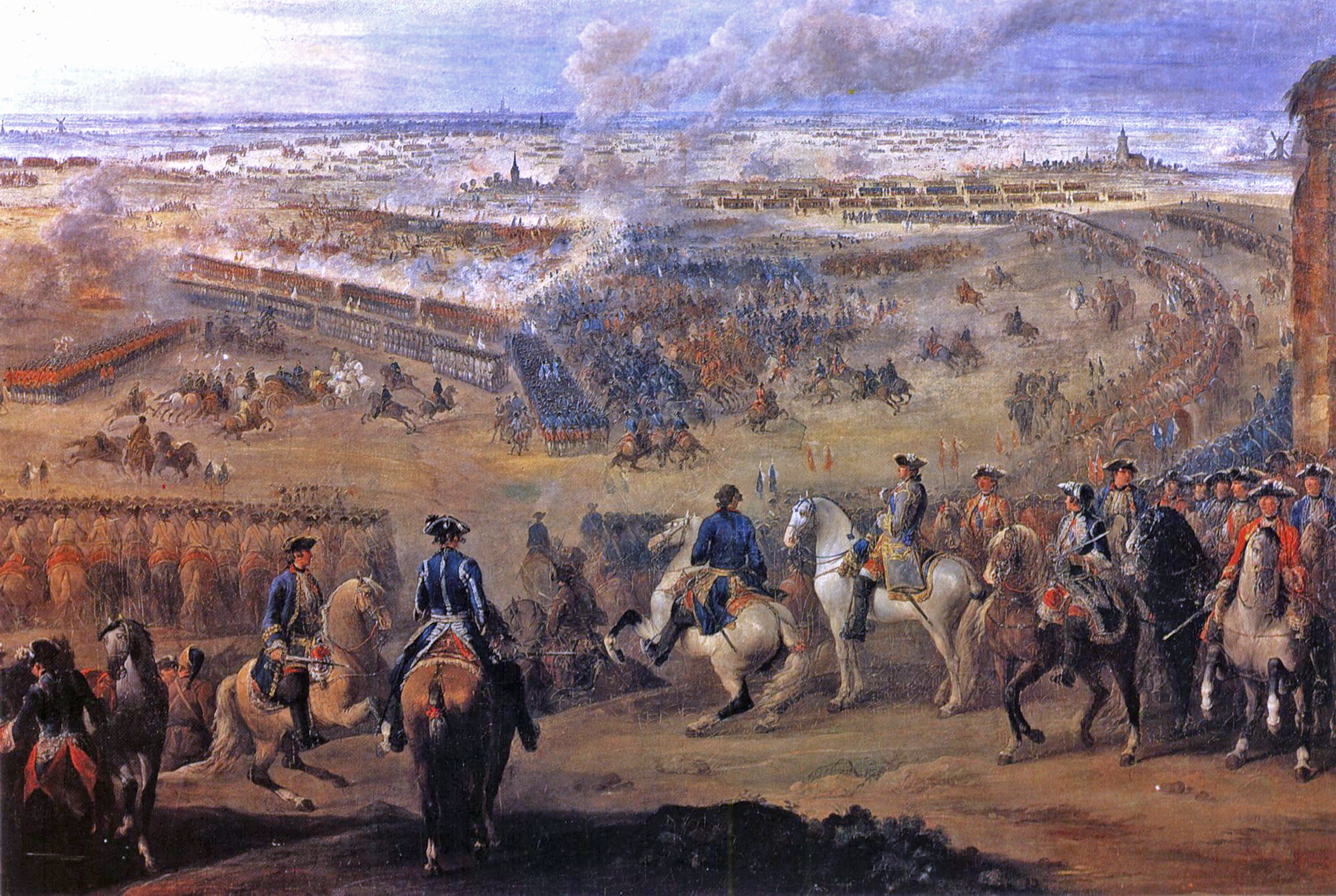
Битва при Фонтенуа, 11 мая 1745 года.

Людовик XIV скончался в 1715 году, и его сменил пятилетний правнук, правивший как Людовик XV до самой смерти в 1774 году. Первые восемь лет регентом при нём был герцог Филипп II Орлеанский, и этот период получил название Регентства. В 1718 году Франция снова вступила в войну, когда Филипп II вступил в войну четвертного альянса против Испании. Королю Филиппу V пришлось выйти из конфликта, столкнувшись с реальностью того, что Испания перестала быть великой европейской державой. Под руководством Кардинала Флёри прилагались усилия к длительному поддержанию мира.
В 1733 году новая война разгорелась в Центральной Европе, получившая известность как Война за польское наследство, и Франция вступила в войну против Австрийской империи. На этот раз не было никакого вторжения в Нидерланды, и Британия демонстрировала нейтралитет. Как результат, Австрия единолично оказалась против Франко-Испанского альянса и попала в ситуацию военной катастрофы. Мир был достигнут Венским мирным договором 1738 года, согласно которому Франция аннексировала герцогство Лотарингию.
Двумя годами позднее, в 1740, началась война за австрийское наследие, и Франция воспользовалась возможностью вступить в конфликт. Война разыгралась как в Европе, так и в Индии и Северной Америке, и неубедительные договорённости между сторонами были достигнуты лишь Ахенским миром 1748 года. Опять же, никто не считал этот мир подлинным, скорее он рассматривался как временная передышка сторон. Пруссия стала новой угрозой, поскольку получила значимые территории от Австрийской империи. Это привело к так называемой «Дипломатической революции» 1756 года, в ходе которой были пересмотрены союзы между сторонами. Франция вступила в союз с Австрией и Россией, тогда как Британия стала союзницей Пруссии.
На Североамериканском театре войны Франция вступила в союз с множеством местных племён в ходе Семилетней войны и, несмотря на временный успех в ходе битвы за форт Нецессити и в битве при Мононгахеле, французские силы потерпели сокрушительное поражение в битве при Квебеке. В Европе повторяющиеся попытки Франции овладеть Ганновером потерпели крах. В 1762 Россия, Франция и Австрия практически сокрушили Пруссию, однако Англо-Прусский альянс сохранился благодаря так называемому Чуду Бранденбургского дома. На морском театре действий поражения, понесённые от военно-морского флота Британии в битве при Лагосе и в сражении в бухте Киберон 1759 года, а также блокада на море, вынуждали Францию держать свои корабли в портах. В конце концов был заключён Парижский мирный договор (1763) года, и Франция утратила свои северо-американские территории.
Успехи Британии в ходе Семилетней войны покачнули авторитет Франции как лидирующей колониальной державы. Франция хотела вернуть свои позиции, и благодаря грамотному руководству Этьена Франсуа де Шуазёля страна приступила к возрождению. В 1766 году Франция вновь аннексировала Лотарингию и выкупила в следующем году Корсику у Генуи.

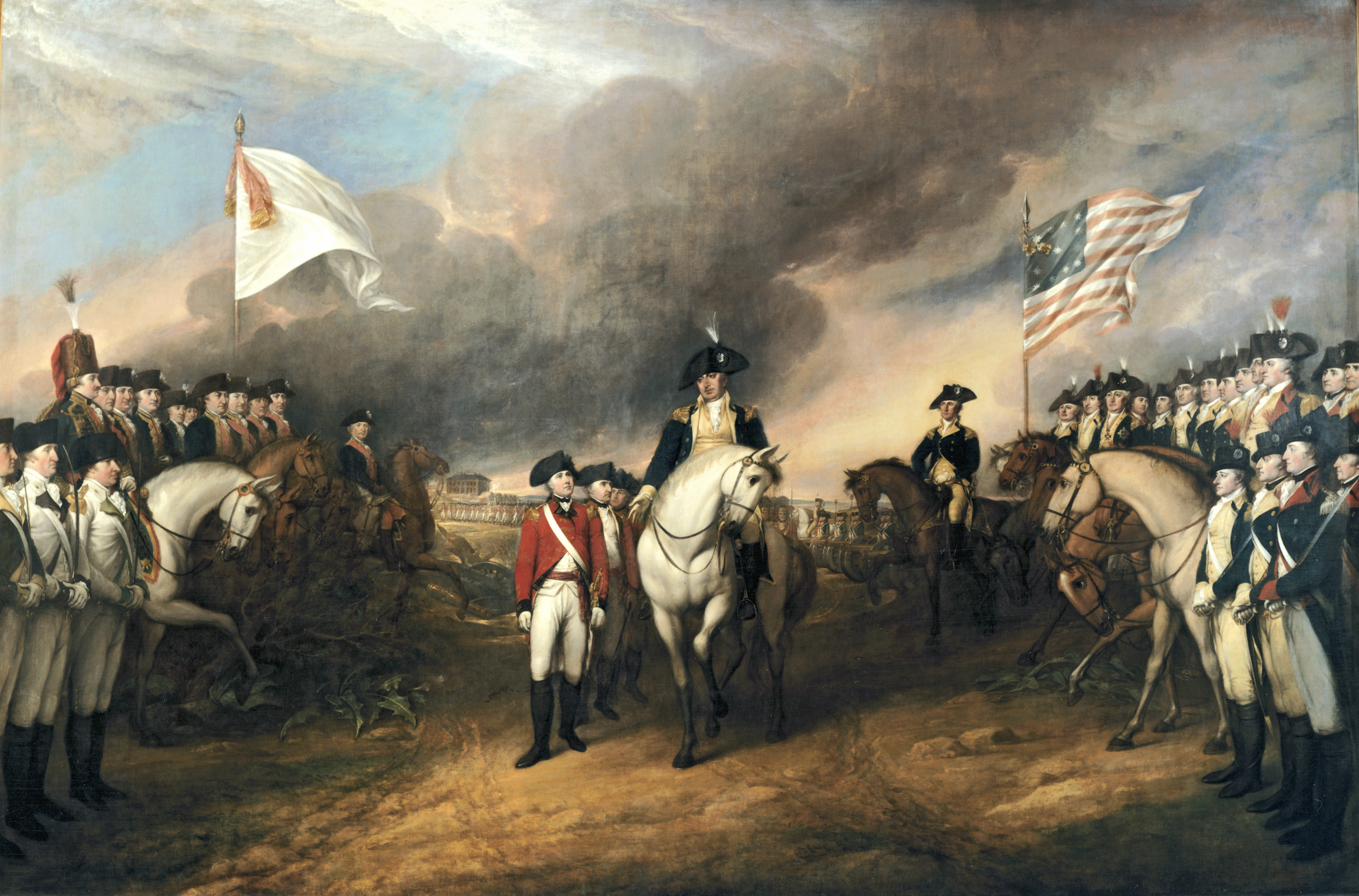
Лорд Корнуоллис сдаётся в ходе осады Йорктауна союзникам в лице американцев и французов (худ. Джон Трамбулл).

Потерпев поражение как колониальная держава, Франция увидела хорошие возможности отомстить за поражение — вступив в альянс с американцами в 1778 году, и отправив на помощь армию и флот, что превратило американскую революцию в мировую войну. Испания, в союзе с Францией, благодаря «Фамильному договору», и Голландская республика вступили в войну. Адмирал де Грасс нанёс поражение британскому флоту в Чесапикском сражении, тогда как Рошамбо и Лафайет присоединились к американским силам и помогли нанести поражение во время осады Йорктауна. Война завершилась подписанием Парижского мира в 1783 году. Соединённые штаты стали независимы. Британский королевский флот одержал крупную победу над Францией в 1782 году в сражении у острова Всех Святых и Франция окончила войну с большими долгами и малыми выгодами в лице острова Тобаго.
Пока государство ширилось, процветали новые идеи Просвещения. Монтескьё предложил идею разделения власти. Множество французских философов того периода (интеллектуалов) оказывали влияние на философию в континентальном масштабе, включая Вольтера, Дидро и Руссо, чьё эссе Общественный договор, или принципы Политического права стало катализатором для государственных и социальных реформ в Европе. Великая Энциклопедия Дидро также оказала влияние на европейское мировоззрение.
Астрономия, химия, математика и технологии процветали. Французские учёные, такие как Лавуазье работали над тем, чтобы заменить архаичные единицы мер и весов на последовательную научно-обоснованную систему. Лавуазье смог сформулировать закон сохранения массы, а также открыл такие элементы как водород и кислород.

### Просвещение

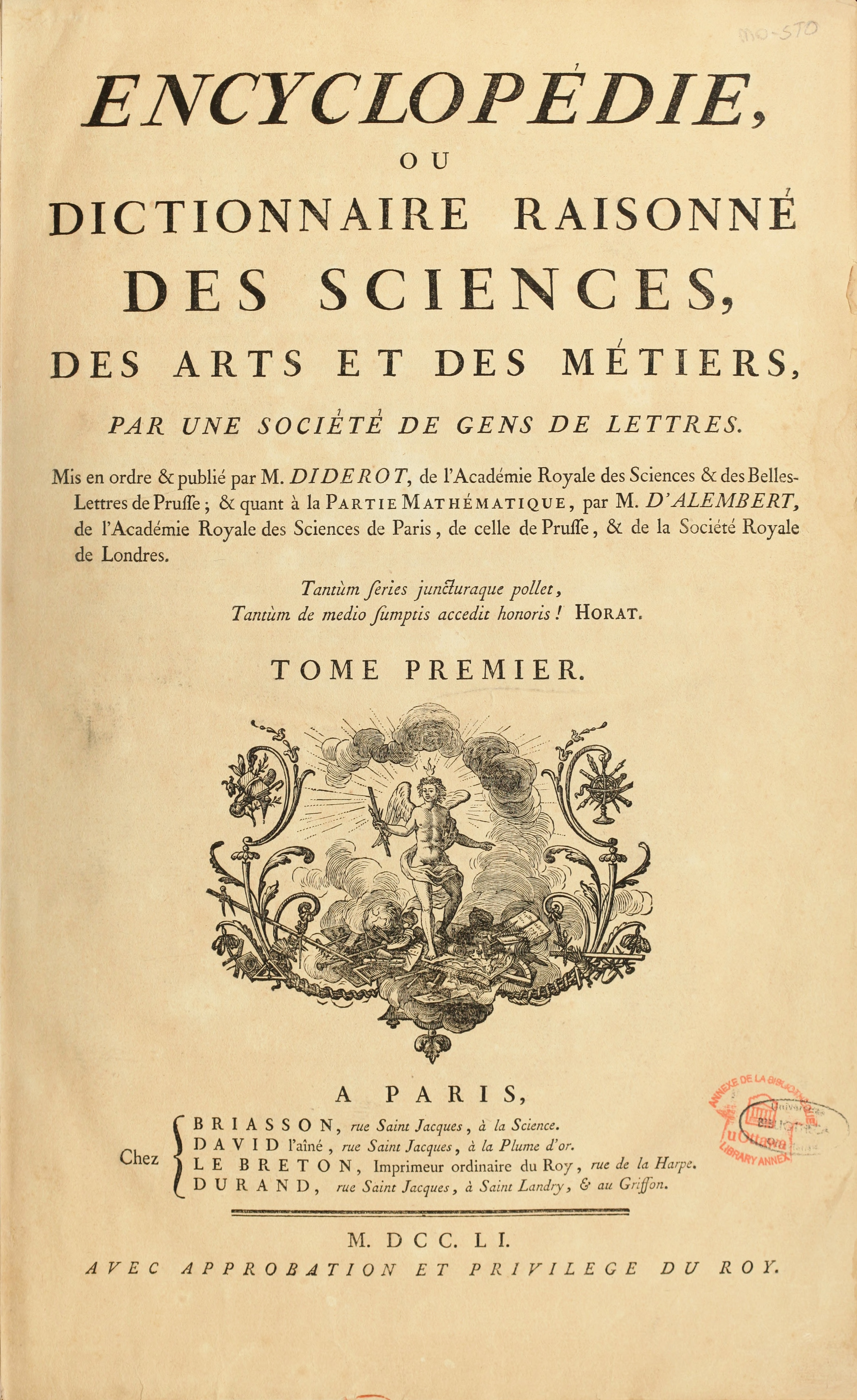
Обложка Энциклопедии

В сообщество «Философов» входили французские интеллектуалы XVIII века, которые оказали значимое влияние на французскую эпоху просвещения и на других интеллектуалов Европы. Их интересы очень сильно разнились и распространялись на науку, литературу, философию и социологию с их проблематикой. Конечной целью общества был человеческий прогресс; концентрируясь на социальных и материальных науках, они верили, что рациональное общество было бы единственным логическим результатом свободного мышления и мотивированного населения. Они выступали за деизм и религиозную толерантность. Многие считали, что религия служит источником конфликтов, и что лишь логичное, рациональное мышление будет вести человечество вперёд.
Философ Дени Дидро был главным редактором известнейшего в эпоху просвещения труда, 72 000-страничной Энциклопедии (1751—1772). Это вызвало революцию в обучении по всему просвещённому миру.
В раннем XVIII веке движение в основном возглавлялось Вольтером и Монтескьё, но движение разрасталось вместе со временем. В целом философы были вдохновлены идеями Рене Декарта, скептицизмом вольнодумцев и популяризацией науки Бернарда де Фонтенеля. Сектантские раздоры внутри церкви, ослабление абсолютной монархии и множество войн Людовика XIV позволили их влиянию распространиться. Между 1748 и 1751 годами философы достигли наивысшего влияния, когда Монтескьё опубликовал О Духе законов (1748) а Жан-Жак Руссо написал Рассуждение о влиянии наук и художеств (1750).
Лидером французского просвещения и писателем, оказавшим огромное влияние на всю Европу, стал Вольтер (1694—1778). Его многочисленные книги включали в себя стихи и пьесы; сатирические работы (Кандид, или Оптимизм (1759)); книги по истории, науке, философии, в том числе многочисленные (анонимные) труды для Энциклопедии; а также активную переписку. Остроумный, неутомимый антагонист союза между церковью и государством, он был выслан из Франции. Находясь в английской ссылке, он смог оценить британскую мысль и, вернувшись, популяризировал Исаака Ньютона в Европе.

## Революционный период

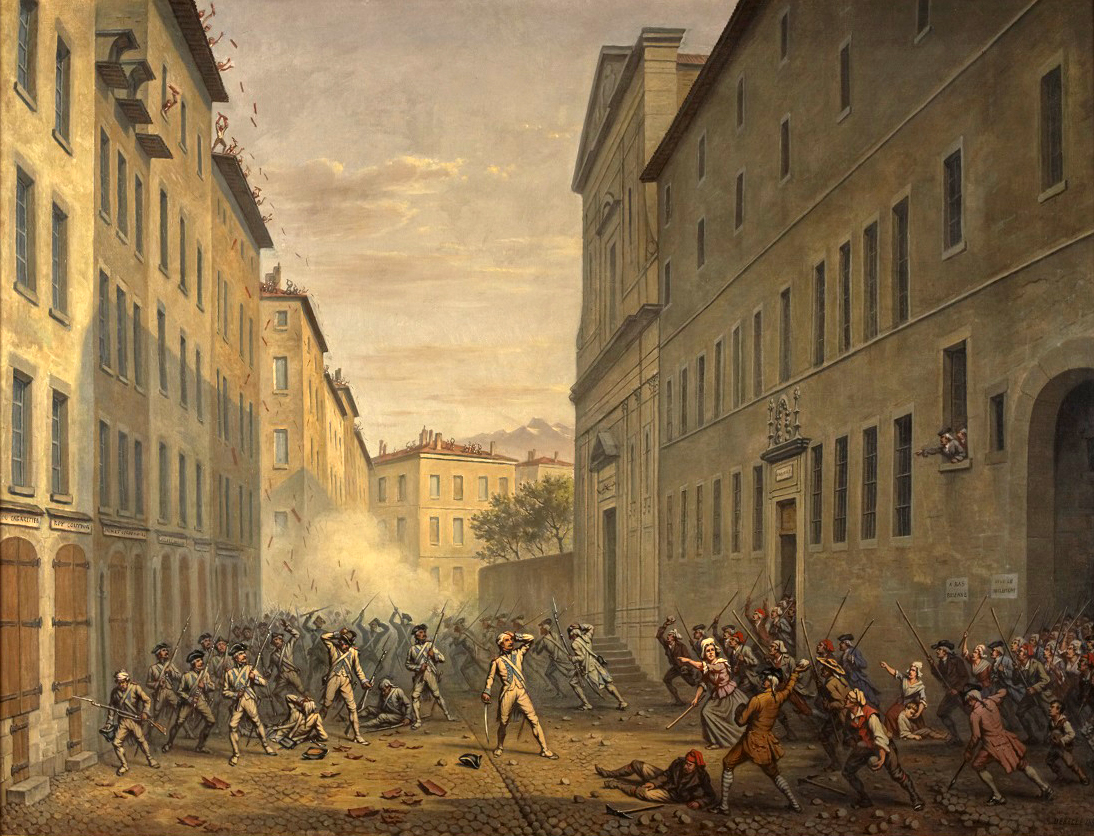
День черепиц, 1788 года в Гренобле стал первым бунтом. (Музей французской революции).

Революционный период начался в 1787 году. В эту эпоху абсолютный монарх был неспособен поддерживать реформы, особенно налогово-бюджетные, необходимые для модернизации Франции в борьбе с распрями между привилегированными группами, возглавляемыми парламентом и дворянством. С другой стороны, новые идеи, привнесённые философами Просвещения и английскими экономистами, распространились среди зажиточных слоёв населения, которые выступали за парламентарную монархию, рационализацию, общественные институты и либерализацию архаической экономической системы. Реакция дворянства и экономический кризис сыграли немаловажную роль в народных потрясениях. Революционный период заканчивается в 1814-1815 годах, когда император Наполеон I был сослан на остров Эльба, а позднее — на остров Святой Елены. Наполеон Бонапарт, укрепивший приобретения революции, распространивший некоторые нововведения в ходе войн и завоеваний, положивший конец французской гражданской войне, рассматривался в глазах современников как продолжатель Революции. Традиционно историки разделяют два главных этапа революционного периода: период Французской революции (1789—1799) и период правления Наполеона (1799—1815).

### Великая Французская революция (1789—1799)

#### Предпосылки Французской революции
Когда король Людовик XV умер в 1774 году, он оставил своему внуку, Людовику XVI, «тяжёлое наследие, с финансами в ужасающем состоянии, несчастными подданными и несостоятельным правительством». Несмотря на это, «народ, в то же время, всё ещё сохранял уверенность в монархии, и вступление Людовика XVI на престол было встречено с энтузиазмом».
Десятилетие спустя, последовавшие войны, особенно Семилетняя война (1756—1763) и Американская война за независимость (1775—1783), по сути дела обанкротили государство. Система налогообложения была крайне неэффективной. Несколько лет плохих урожаев и ненадлежащей транспортной системы вызвали подъём роста цен на продовольствие, голод и недоедание; у третьего сословия усилилось чувство того, что королевский двор изолировался и относится равнодушно к их жизненным тягостям.
В феврале 1787 года, королевский министр финансов, Шарль Александр де Калонн, учреждает Собрание нотаблей, состоящее из дворян, духовенства, буржуа и чиновников, выбранных для того, чтобы обойти местные парламенты. Собранию предлагалось рассмотреть и утвердить новый налог на землю, который смог бы впервые включить в себя налог на дворян и духовенство. Собрание не утвердило налог и вместо того потребовало, чтобы Людовик XVI созвал Генеральные штаты.

#### Учредительное собрание, анархия в Париже и взятие Бастилии (январь-14 июля 1789 года)
В августе 1788 года король согласился учредить Генеральные штаты (май 1789 года). В то время, как третье сословие потребовало и получило «двойное представительство», чтобы сравняться с первым и вторым сословиями, голосование должно было проходить «по приказу» — голоса третьего сословия были взвешенными — двойное представительство фактически отменялось. Это в конечном итоге привело к тому, что третье сословие отделилось от Генеральных штатов и, в сотрудничестве с членами других сословий, провозгласило о создании Учредительного собрания, но не сословий, а «народа».
В попытке сохранить контроль над процессом и не допустить созыва Учредительного собрания, Людовик XVI приказал закрыть Зал заседаний, где проходило собрание. Обнаружив, что дверь в комнату заперта и охраняется, собрание собралось поблизости, в зале для игры в мяч, и 20 июня 1789 года принесло Клятву в зале для игры в мяч, обязавшую их «никогда не разделяться и встречаться везде, где того требовали обстоятельства, до тех пор, пока не будет принята и утверждена на полной основе конституция королевства». К ним присоединись симпатизирующие им члены второго и первого сословий. После того, как король уволил своего министра финансов, Жака Неккера, за поддержку и потворничество третьему сословию, высказывались опасения, что легитимность нового Учредительного собрания может оказаться под угрозой со стороны роялистов.

Клятва в зале для игры в мяч 20 Июня 1789, ключевое событие первых дней революции. Первое открытое выступление третьего сословия против короля Людовика XVI.

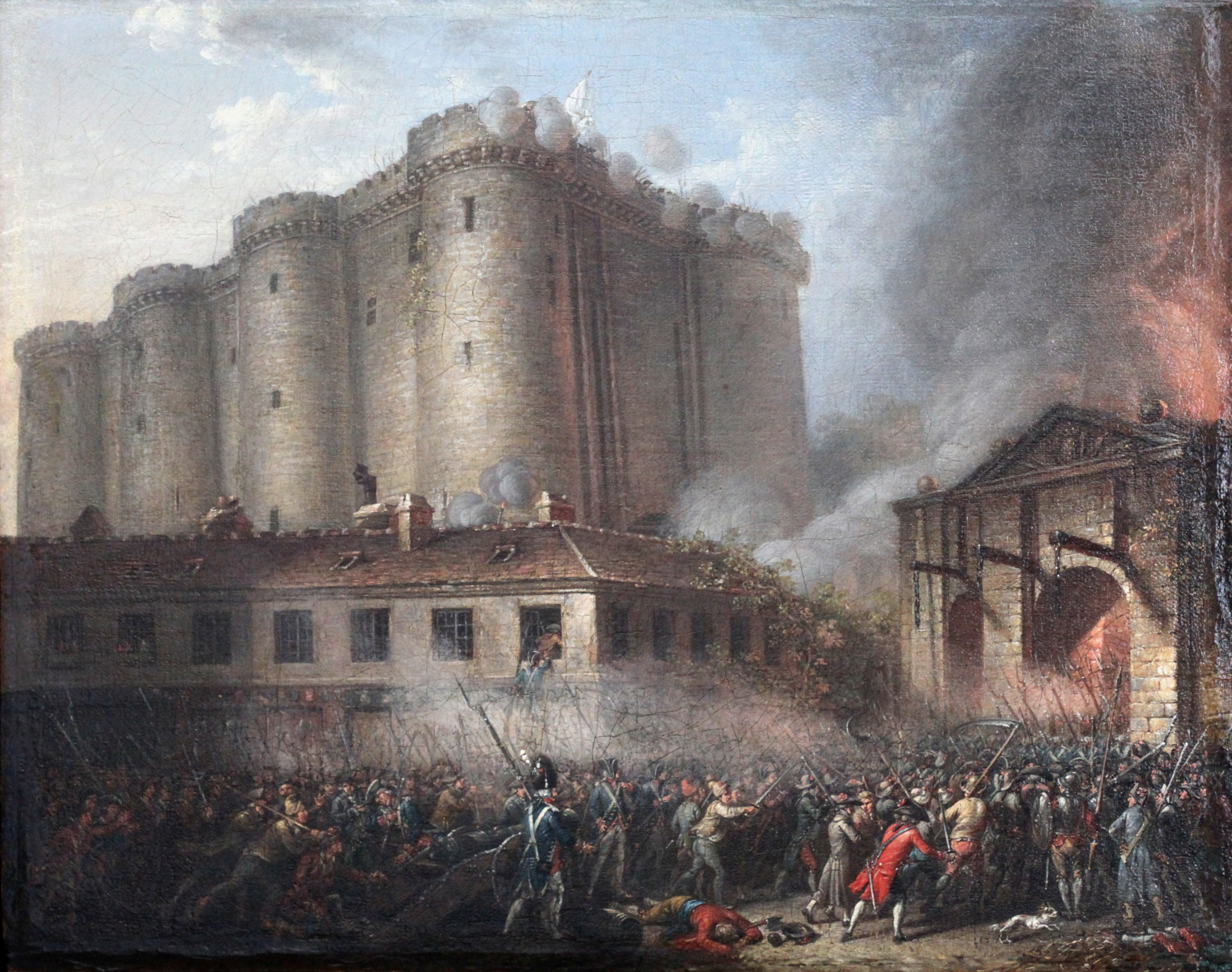
Взятие Бастилии, 14 июля 1789

В скором времени Париж превратился в оплот анархии. Его поглотили беспорядки и повсеместный грабёж. Поскольку король и его сторонники покинули город, мятежники вскоре получили поддержку французской гвардии, включая оружие и тренированных солдат.14 июля 1789 года, повстанцы обратили своё внимание на большой склад оружия и боеприпасов внутри крепости Бастилии, которая также служила символом королевской тирании. Повстанцы взяли крепость, убили губернатора и многих из его охранников.
Теперь Франция ежегодно празднует 14 июля как символ ухода от Старого порядка к более современному, демократичному государству. Жильбер Лафайет, герой американской войны за независимость, взял на себя командование национальной гвардией, и вскоре к до того белым кокардам солдат добавились синий и красный — цвета революционного Парижа. Хоть и был заключён мир, немалая часть дворян была очень недовольна новым порядком и эмигрировала в соседние королевства чтобы подтолкнуть их к противостоянию или войне с новым демократическим режимом правления. Из за нового периода нестабильности, государство ощущало в течение июля и августа 1789 состояние вошедшее в историю как «Великий страх», период насильственного классового конфликта.
Декларация прав человека и гражданина была принята Учредительным собранием в августе 1789 в качестве первого шага к созданию конституции. Она считается предшественником современных международных инструментов права и используя Декларацию независимости США как модель, она определяла набор индивидуальных и коллективных прав для всех сословий как единое целое. Под влиянием доктрины естественных прав, эти права были признаны универсальными и действительными во все времена и в любом месте, признаны относящимися к самой человеческой природе. Помимо этого учредительное собрание изменило исторически сложившиеся провинции на восемьдесят три департамента, с равномерными административными функциями и примерно равными друг другу по населению.

#### Отмена феодализма

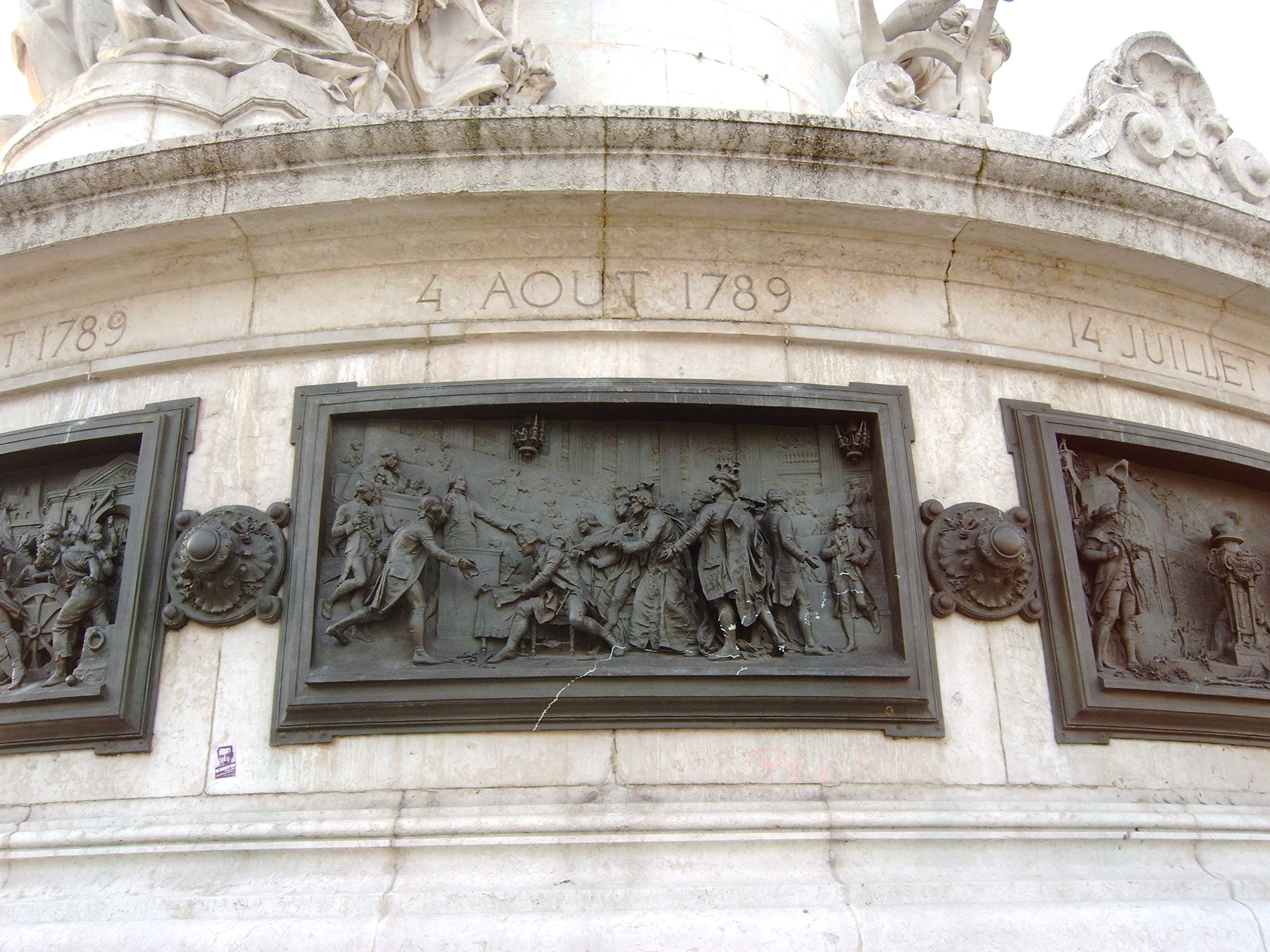
Подписание августовских декретов — в виде барельефа, Площадь Республики в Париже.

В «Ночь чудес» 4 августа 1789 Учредительное Собрание отменило феодализм, что стало известно впоследствии как Августовские декреты, лишая помещичьего права второе сословие (дворян) и лишая права сбора десятины первое сословие (духовенство). В течение нескольких часов, дворяне, духовенство, города, провинции и компании утратили свои особые привилегии. Помимо этого Учредительное собрание отменило геральдическую систему Старого Порядка — гербы, ливреи и.т.д — которая отдаляла более консервативных вельмож от простых людей. Среди всех этих деяний, Учредительное собрание вело работу над Конституцией.
Новая организация судов придала всем магистратам временный характер и независимость от трона. Законодатели отменили наследуемые должности, за исключением лишь самой монархии. Уголовными делами стал заниматься суд присяжных. За королём оставалось уникальное право предложить ведение войны, а за законодательным органом закреплялось право — объявить ли её. Учредительное собрание отменило все внутренние таможни между департаментами и отменяло регламентацию деятельности цехов, корпораций, монополий и т. д. Человек мог получить право вести торговую деятельность только путём покупки лицензии, а забастовки рабочих приобрели нелегальный характер.
Революция привела к массовой передаче полномочий с Римско-католической церкви — государству. При Старом Порядке, Церковь была крупнейшим землевладельцем в стране. Законодательство принятое в 1790 году лишало Церковь права взимать налоги с посевных культур, ликвидировало специальные привилегии для духовенства, и конфисковало её собственность. Учредительное собрание по существу использовало финансовый кризис в стране чтобы присвоить нации собственность Церкви и использовать её для погашения внешнего государственного долга.
Республиканское правительство приняло Международную систему единиц, одобренную ещё Людовиком XVI, которая стала известна как «метрическая система». Шарль Огюсте́н де Куло́н и Андрэ-Мари́ Ампе́р работали над электричеством и электромагнетизмом, и их единицы успешно были интегрированы в метрическую систему.

#### Захват королевской семьи

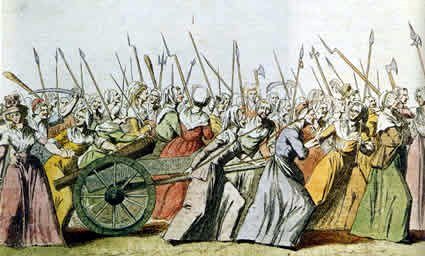
Иллюстрация Похода на Версаль, 5 октября 1789 года.

После того как бунтующая толпа из Парижа атаковала королевский дворец в Версале в октябре 1789 года, ища компенсаций за крайнюю нищету, королевская семья была вынуждена переехать в Тюильри в Париже. Позднее, в июне 1791 года, королевская семья в обстановке секретности попыталась бежать в Монмеди вблизи от северо-восточной границы Франции в надежде добраться до сил ещё верных королю, но были перехвачены по дороге около Варенна, будучи узнаны почтовыми служащими. Они были доставлены обратно в Париж, после чего находились под фактически домашним арестом в Тюильри.
После этого внутри Учредительного собрания наметился разрыв. Выделилась оппозиция революции. Правоцентристские «Роялистские демократы», или монархисты, предлагали изменить государство по аналогии с Британской конституционной линией. «Национальная партия», или левоцентристы, придерживались более радикальных мер. Растущая во влиянии, представленная средним классом Национальная гвардия под управлением Лафайета также постепенно превращалась в силу с которой считались.
Так как большая часть учредительного собрания была за конституционную монархию, а не за республику, разные политические группировки достигли компромисса. В соответствии с конституцией 1791 года, Франция стала конституционной монархией с Людовиком XVI во главе как номинальным лидером. Король должен был делить власть с избранным законодательным собранием, хотя сохранял за собой право вето и право выбора министров. После колебаний и совещаний король принёс присягу на конституции. В конституции значилось, что в случае если король не присягнёт или вернёт присягу назад, если встанет во главе армии против нации или не отринет народное восстание в свою поддержку, то будет де-факто отреченным.
Законодательное собрание впервые собралось 1 октября 1791 и превратилось в хаос менее чем за год. Законодательное собрание состояло из 165 фельянов (конституционных монархистов), 330 жирондистов (либеральных республиканцев), якобинцев (радикальных революционеров), и около 250 депутатов беспартийной принадлежности. Первым делом, Король наложил вето на закон который угрожал эмигрантам смертью, и обязал священнослужителей присяге на верность гражданскому устройству духовенства. В течение года разногласия выросли до такой степени что начался конституционный кризис и революция перешла на новый виток.
Тем временем за границей Франции, была подписана так называемая «Пильницкая декларация» от августа 1791 года, император Священной Римской Империи Леопольд II, граф Карл д’Артуа, и король Фридрих Вильгельм II обязались объединиться против революционной Франции в поддержку Людовика XVI. Эти влиятельные люди требовали распустить Учредительное собрание угрожая в ином случае Франции войной, но вместо того чтобы испугать революционеров — был достигнут прямо противоположный эффект. Границы страны были усиленны. По принятии Конституции 1791 года, конституционная монархия была принята как форма правления, и Людовик поддержал войну против Австрии чтобы повысить свою популярность, положив таким образом начало длительным Французским революционным войнам. Ночью 10 августа, якобинцы, выступавшие против войны, свергнули монархию взяв штурмом Тюильри. Когда Прусская армия вошла во Францию, верность аристократии была поставлена под сомнение, что вылилось в эпизод революции известный как «Сентябрьские убийства».
После первой крупной победы революционных войск в битве при Вальми 20 Сентября 1792 года, на следующий день — была объявлена «Первая французская республика». Заодно был принят и «Французский республиканский календарь».

#### Фракционность в среде революционеров
Национальный конвент делился на несколько фракций, самой опасной из которых были «Монтаньяры». И Монтаньяры и Жирондисты происходили из среды Якобинцев, политического клуба, основанного в соответствии с республиканскими убеждениями, и, члены которого желали создания Французской Демократической республики. Якобинцы, однако, столкнулись с сильным политическим напряжением в 1791 году из-за нескольких революционных событий и разошлись во мнениях, каким путём к демократической республике идти. Члены Монтаньяров (на французском: La Montagne) встали на сторону парижских боевиков, известных также как санкюлоты, которые были сторонниками более репрессивной формы правления, которая закрепила бы максимальные цены на основные потребительские товары, а также за наказание для всех предателей и врагов республики.
Помимо прочего, и в том, что касается войны и в политических делах, Монтаньяры считали, что кризисы требуют чрезвычайных решений. Монтаньяры считали себя истинными патриотами Французской революции. В Монтаньяры входило 302 члена с 1793 по 1794, включая членов комиссии и депутатов, что голосовали вместе с фракцией. Большинство членов были выходцами из среднего класса и, как правило, представляли собой парижское население. Лидерами фракции были Робеспьер, Марат, и Дантон. В конце концов, фракция получила подавляющую власть в конвенте и управляла Францией в Эпоху Террора.

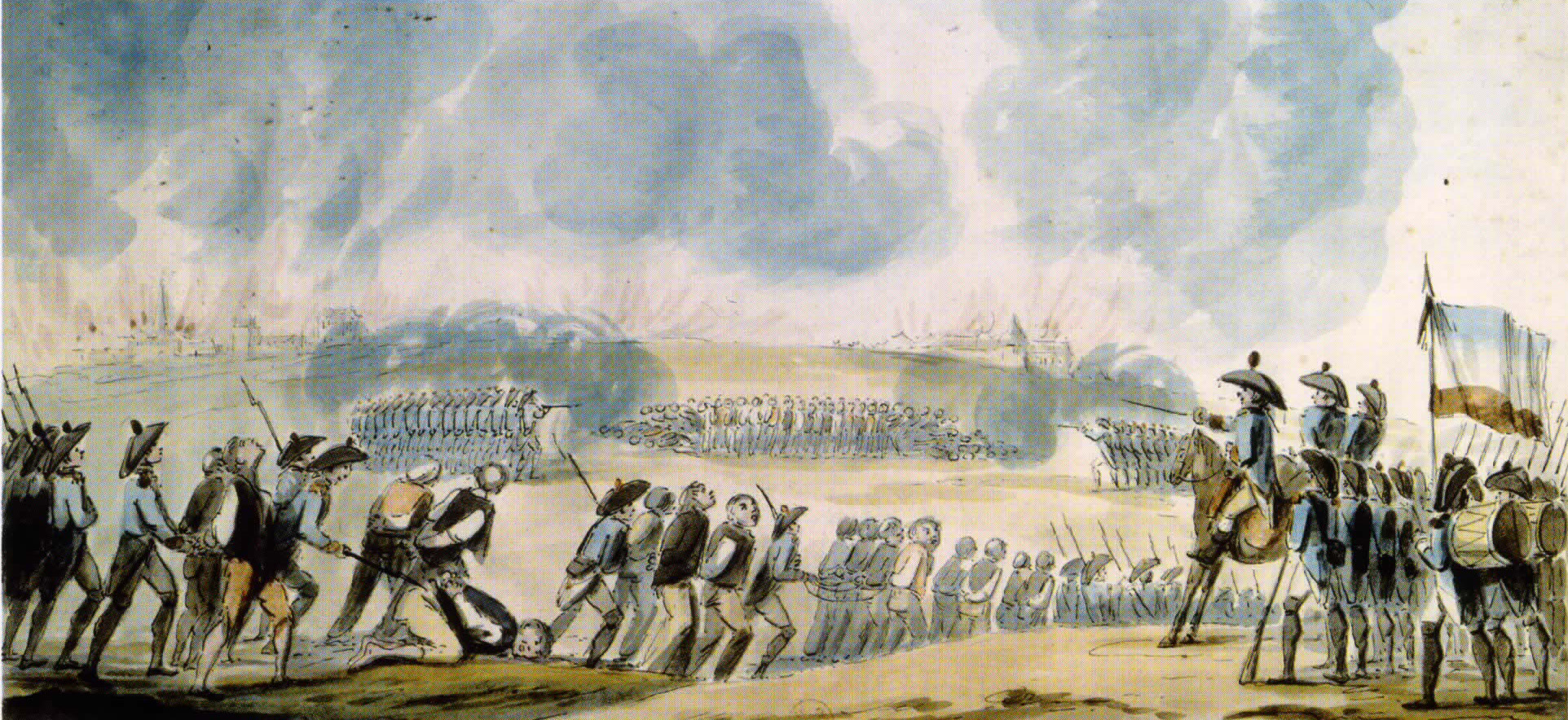
Бой под Нантом, Вандейский мятеж, 1793 год.

Возможно, самыми значимыми факторами положившими раскол в отношения между монтаньярами и жирондистами оказались «Сентябрьские убийства» и суд над Людовиком XVI, в 1792. Официальное падение французской монархии произошло 10 августа 1792 после того, как Людовик XVI был уличён в «измене и сношении с иностранными государствами». Монтаньяры требовали немедленной экзекуции Короля военно-полевым судом, утверждая, что тот подрывает дела Революции. Они настаивали на смертной казни, так как суд потребовал бы соблюдения "презумпции невиновности, " что вставало бы в противоречие с их видением миссии Национального Конвента. Жирондисты, в свою очередь, соглашались что король повинен в измене, но выступали за его помилование или же изгнание из страны и даже предлагали вынести обсуждение на народный референдум. Однако, Суд в конечном итоге принял решение не в пользу короля, и Людовик XVI был гильотирован 21 января 1793 года.
Вторым фактором раскола между монтаньярами и жирондистами послужила «сентябрьская резня» 1792 года. Радикально настроенные парижане, члены национальной гвардии и федераты были озлоблены безуспешным ходом войны с Пруссией и Австрией и принудительной вербовкой 30 000 «добровольцев». 10 августа радикалы ворвались во множество парижских тюрем и убили около 1300 заключённых, большая часть которых были обычными правонарушителями, а не предателями контрреволюционерами, арестованными монтаньярами. Жирондисты не одобряли массовых убийств, но ни монтаньяры из законодательного собрания, ни Парижская коммуна не предприняли каких-либо действий, чтобы помешать резне. Члены Жирондистов позднее обвиняли Марата, Робеспеьера и Дантона в подстрекательстве резни, которая ставила своей целью усиление их диктатуры.

#### Казнь Людовика XVI

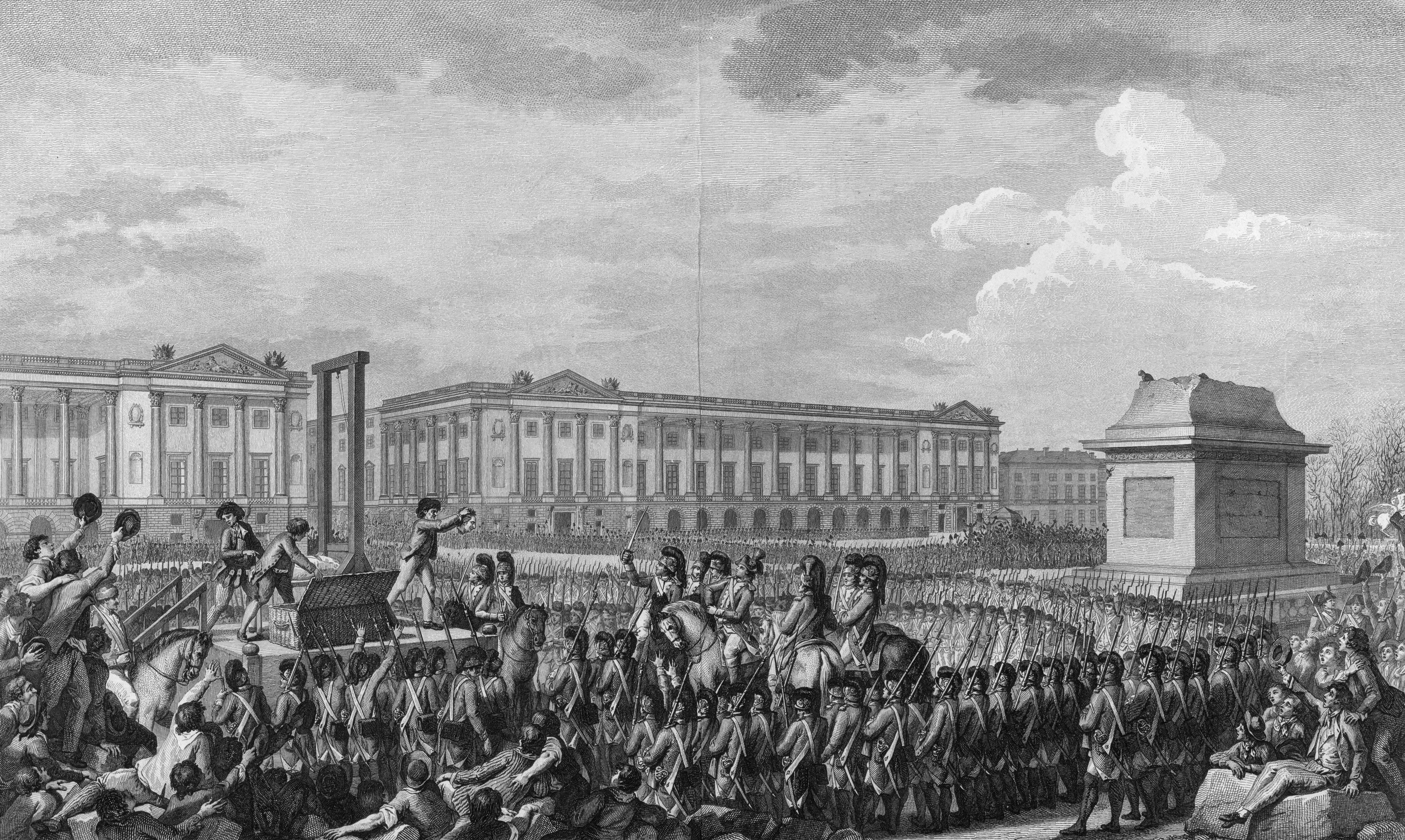
Смертная казнь Людовика XVI — 21 января 1793 года, в месте известном теперь как «Площадь Согласия», перед пустым постаментом статуи его деда, Людовика XV.

Когда был получен Брауншвейгский манифест, в июле 1792 года, угрожавший французскому народу со стороны Австрийской империи и Пруссии, Людовик XVI был заподозрен в измене и доставлен с семьёй из дворца Тюильри в августе 1792 повстанцами при поддержке революционной парижской коммуны. Король и королева были заключены под стражу, и «сессия охвостья» (неполная) Законодательного собрания — отменила монархию. Чуть более трети депутатов присутствовало, и почти все они были Якобинцами. Король позднее был осуждён и, 21 января 1793, казнён через гильотину. Мария-Антуанетта — его супруга, была казнена вслед за ним 16 октября.
То, что осталось от национального правительства, зависело от поддержки повстанческой коммуны. Когда коммуна, послала банды в тюрьмы, чтобы произвольно выносить решения и казнить 1400 заключённых, и после этого направила письма в другие города, приглашая их следовать своему примеру; Ассамблея могла оказать лишь слабое сопротивление. Такая ситуация оставалась до Национального конвента, создавшего новую Конституцию, на заседании от 20 Сентября 1792 и ставшего де-факто новым правительством Франции. На следующий день была отменена монархия и объявлена Республика.
Монтаньяры пошли на создание Комитеты общественного спасения в апреле 1793 под управлением Робеспьера, который ответственен за «Эпоху террора» (5 сентября 1793 — 28 июля 1794), самый кровопролитный и противоречивый эпизод Французской революции. Период между 1792 и 1794 годами, оказался во власти идеологии монтаньяров, вплоть до экзекуции Робеспьера 28 июля 1794 года.
Военные действия шли тяжело. Росли цены, Санкюлоты (бедные чернорабочие и радикальные якобинцы) взбунтовались и развернули контр-революционную деятельность. Это и побудило якобинцев захватить власть через парламентский переворот, подкреплённый силой и общественной поддержкой против фракции жирондистов, а также путём использования Парижских санкюлотов. Союз Якобинцев и санкюлотов стал таким образом эффективным центром нового правительства. Политика резко приобрела самый радикальный характер.

#### Эпоха террора
Начиная с сентября 1793 года период, известный как Эпоха террора и продлившийся почти 12 месяцев, стал самым кровавым и противоречивым во всех смыслах эпизодом Великой Французской революции. Комитет общественного спасения, организованный Национальным Конвентом 6 апреля 1793 года, сформировал из двенадцати своих членов де-факто исполнительную власть во Франции. В условиях войны и когда выживание нации было поставлено на карту, монтаньяры под руководством Робеспьера замкнули на себе все доносы, суды, смертные казни. Примерно 18 000 человек встретили свою смерть под гильотинной или другими способами, после обвинений в контр-революционной деятельности.

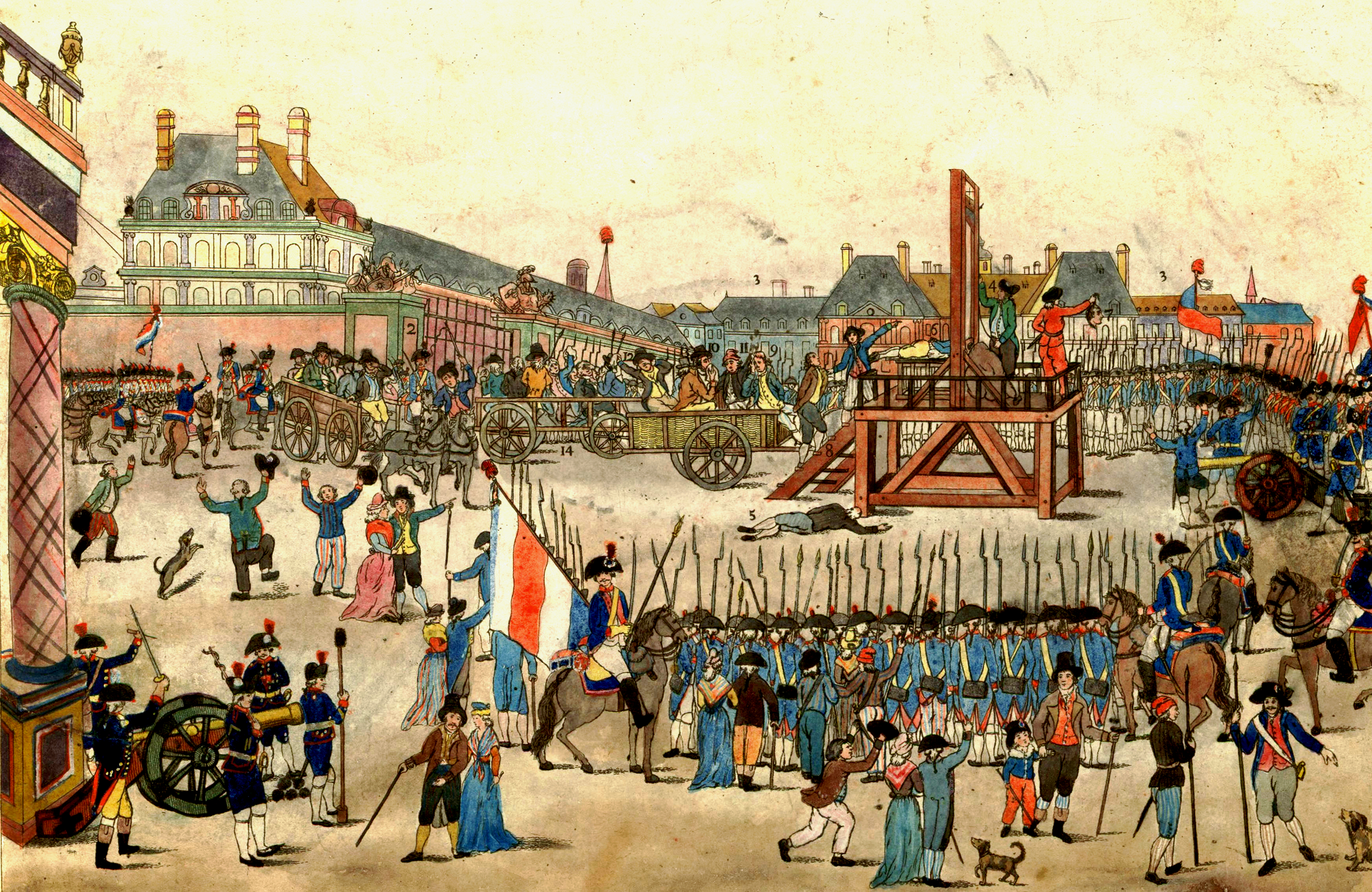
Смертная казнь Робеспьера, Июль 1794.

В 1794 Робеспьер дал указания казнить ультра-радикалов и умеренных якобинцев. В результате таких действий, однако, сама народная поддержка Робеспьера оказалась заметно подорванной. 27 июля 1794 года термидорианский переворот привёл к аресту и смертной казни Робеспьера. Новое правительство, в основном из жирондистов, переживших эпоху Террора, сразу после получения власти немедленно взяли реванш, запретили якобинский клуб и казнили множество из его бывших членов, включая Робеспьера. Этот эпизод революции стал известен как «Белый террор».
После того как появилась боязнь «экспорта революции», после смертной казни Людовика XVI и открытия плавания по реке Шельде — к уже существующей коалиции против Революционной Франции и уже текущим с 1792 года боевым действиям присоединились Испания, Неаполь, Британия и Нидерланды, и война стала называться Войной первой коалиции (1792—1797), первой крупной совместной попыткой множества Европейских держав сдержать Революционную Францию.
Республиканское правительство в Париже в привычной для себя тогда радикальной манере объявило о переходе к концепции Тотальной войны и назначило Levée en masse (массовый военный призыв). Роялисты потерпели поражение в ходе осады Тулона в 1793 году, позволив республиканцам перейти в наступательную фазу войны и предоставив молодому офицеру Наполеону Бонапарту определённую известность. После победы под Флёрюсом республиканцы оккупировали Бельгию и Рейнскую область. Вторжение в Нидерланды позволило создать марионеточную «Батавскую республику». В конечном счёте в 1795 году в Базеле был заключён мир между Францией, Испанией и Пруссией.

#### Директория
Конвент утвердил новую «Конституцию III года» 17 августа 1795 года; она была ратифицирована национальным плебисцитом и вступила в силу 26 сентября 1795 года. Новая Конституция устанавливала правление Директории и первый двухпалатный законодательный орган во французской истории. Парламент состоял из 500 представителей — le Conseil des Cinq-Cents (Совет пятисот) — и 250 сенаторов — le Conseil des Anciens (Совет старейшин). Исполнительная власть принадлежала 5 «директорам», назначаемым Советом Старейшин из списка предоставляемого Советом Пятисот. Нация желала покоя и исцеления многочисленных ран. Те, кто желал возвращения монархии, и восхождения на престол Людовика XVIII, и восстановления «Старого порядка», и те, кто желал возвращения «Эпохи Террора», оказались в сильном меньшинстве. Возможность иностранного вторжения пропала после провала действий Первой коалиции.
Четыре года директории оказались временем ненадёжного правительства и постоянных волнений. Последовавшая политика сделала невозможным доверие или доброжелательные отношения между сторонами. По мере того, как большинство французов хотели избавиться от правления Директории - они могли добиться своей цели лишь экстраординарными и решительными методами. Директория в привычной манере пошла против конституции и после того, как выборы пошли против них, прибегла к оружию. Они решили продолжать войны как лучшее объяснение в своей надобности. Директория была вынуждена полагаться на войска, которые тоже выступали за продолжение войны и становились всё менее лояльны к гражданскому населению.
Директория окончила своё существование в ходе государственного переворота в 1799 году, когда Наполеон установил правление Консулата. Некоторое время Консулат действовал в рамках Первой Республики. В 1804 году Консулат сменился Первой империей, основанной Наполеоном в 1804 году.

### Эпоха Наполеона

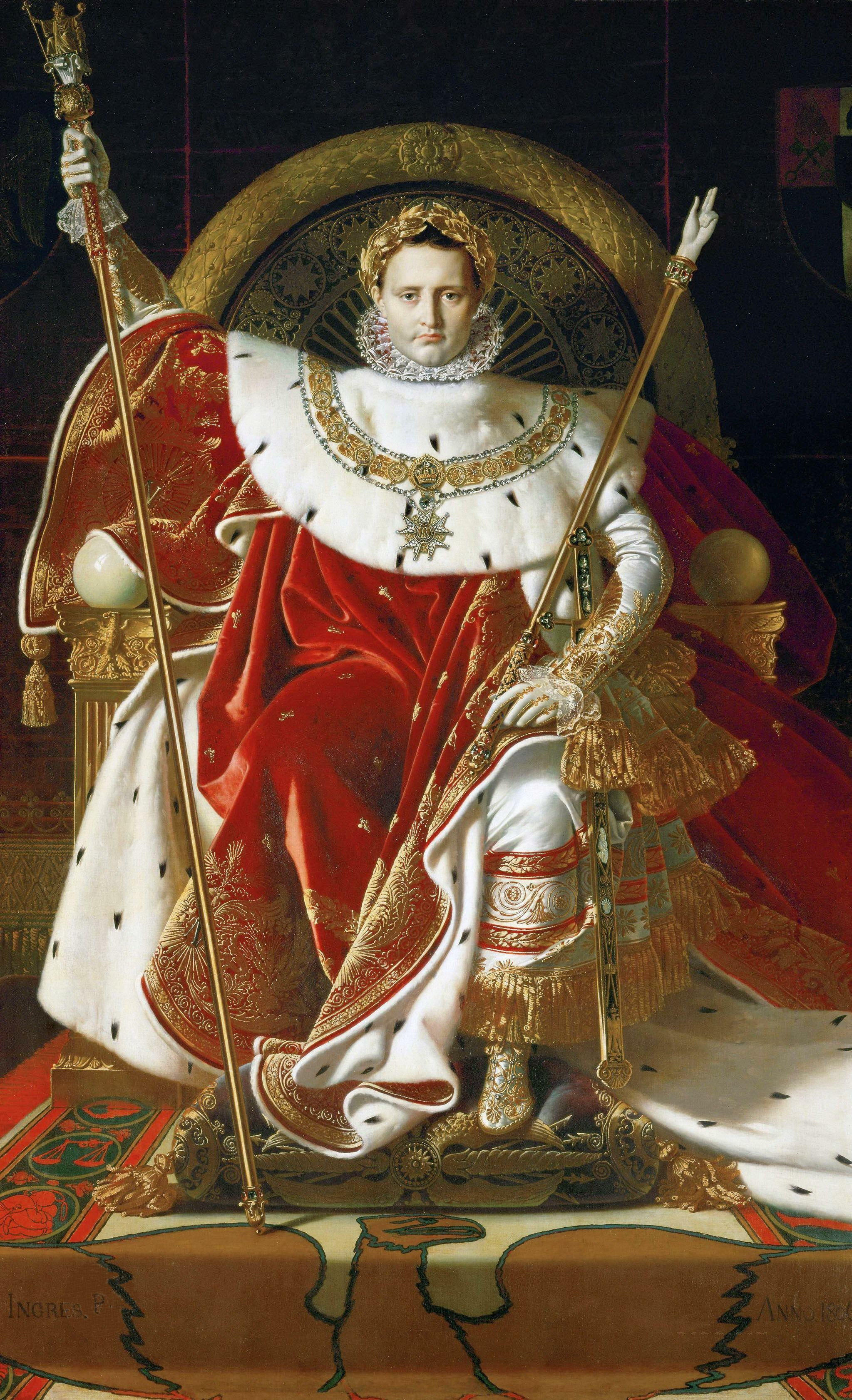
Наполеон на императорском троне, картина Жана Энгра.

В ходе войны первой коалиции (1792—1797), Директория сменила Национальный Конвент. Пять директоров управляли Францией. Так как Британия ещё находилась в фазе войны с Францией, возник план отобрать Египет у Оттоманской империи, союзника Британии. Это была идея Наполеона одобренная Директорией с целью отправить ставшего чрезмерно популярным генерала вдаль от родины. Наполеон нанёс поражение оттоманским силам в Битве у пирамид (21 июля 1798) и направил сотни учёных и лингвистов для тщательного исследования современного ему и древнего Египта. Однако всего лишь несколько недель спустя, адмирал Горацио Нельсон внезапно уничтожил французский флот в битве при Абукирке (1—3 августа 1798). Наполеон вторгся в Сирию, из которой угрожала наступлением турецкая армия, но потерпел поражение и вернулся во Францию без армии, которая капитулировала.
Существованию Директории угрожала Вторая коалиция (1798—1802). Роялисты и их союзники всё ещё мечтали о восстановлении монархии, и в то же время Прусская и Австрийская корона не могли смириться с территориальными потерями в прошлой войне. В 1799 русская армия смогла выбить французов из Италии в битве на реке Адде, а австрийские войска одержали победу в Швейцарии в битвах при Штокахе и Цюрихе. Наполеон захватил власть в ходе государственного переворота и установил власть Консулата в 1799 году. Австрийская армия потерпела поражение в битве при Маренго (1800 год) и далее в битве при Гогенлиндене.
Несмотря на успехи Французского флота в Булони, Британский флот под командованием Нельсона уничтожил стоявшие на якоре Датский и Норвежский флот в Копенгагенском сражении, так как Скандинавские королевства выступали против Британской блокады Франции. Тем не менее Вторая Коалиция потерпела крах и было заключено два мирных соглашения: Люневильский и Амьенский мир. Краткий отрезок спокойствия последовал в 1802—1803 годах, в ходе которых Наполеон продал Французскую Луизиану — США, так как её было бы слишком сложно защищать вдали от метрополии.
В 1801 Наполеон заключил «Конкордат» с Папой Пием VII, который открыл фазу мирных взаимоотношений между Церковью и государством во Франции. Политика Революции была пересмотрена, за исключением того что Церковь свои земли назад не получила. Епископы и священники стали получать зарплату от государства, также Государство оплачивало строительство церквей и их содержание. Помимо этого Наполеон реорганизовал Высшее образование, путём разделения Национального института на четыре (а позднее пять) академии.

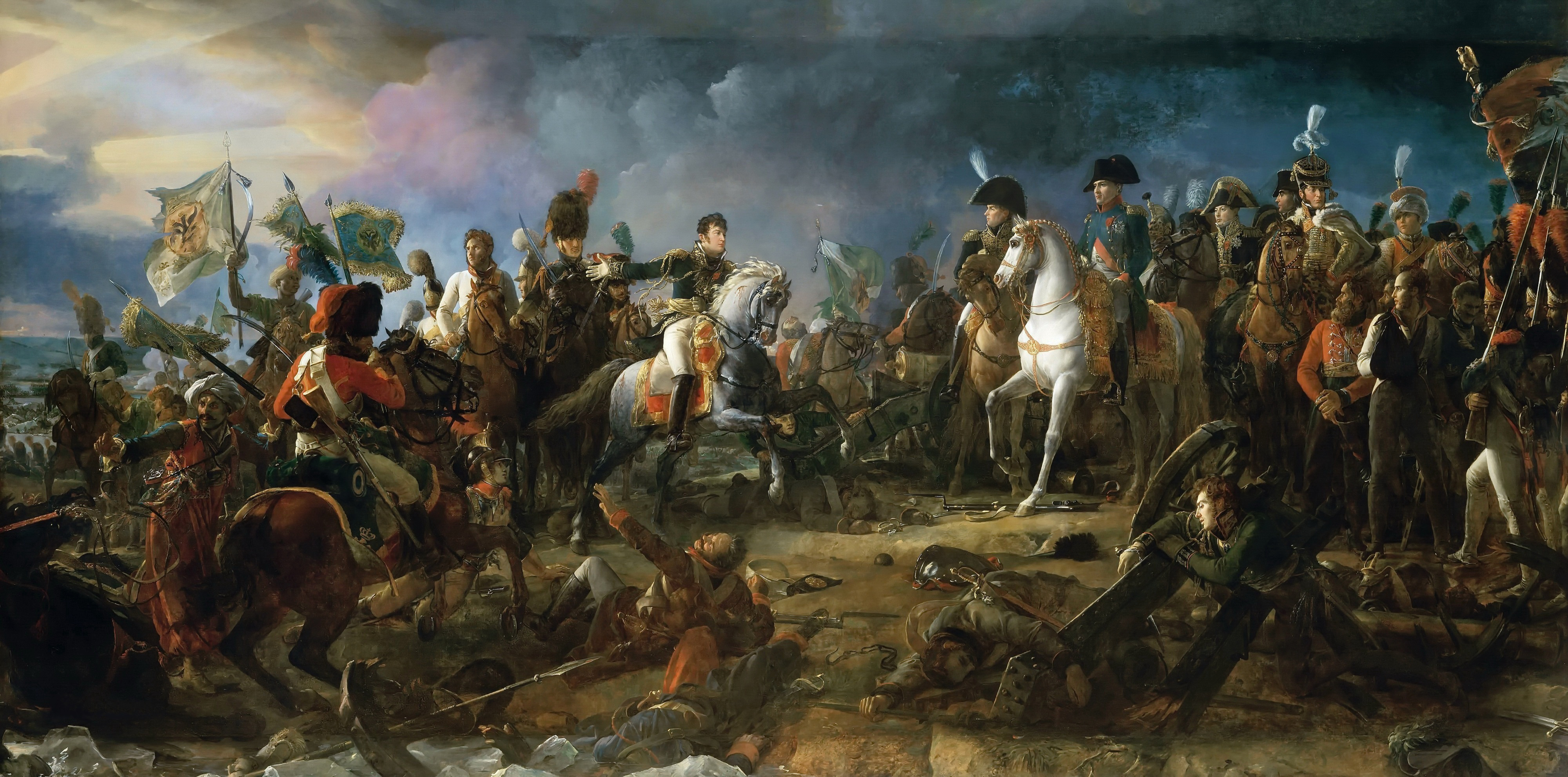
Наполеон в битве под Аустерлицем, картина Франсуа Жерара

В 1804 Наполеон получил титул императора от сената, что положило начало Первой империи. Правление Наполеона было конституционным, и несмотря на автократию, было куда более продвинуто чем традиционная европейская монархия того периода. Провозглашение Первой империи послужило причиной для создания Третьей коалиции. Французская армия была реорганизована и получила новое название — Великая армия в 1805 году, и Наполеон используя пропаганду и национализм контролировал французское население. Французская армия одержала важную победу в битве под Ульмом (16-19 октября 1805), где была взята в плен целая Австрийская армия.
Франко-Испанский флот потерпел поражение в битве при Трафальгаре (21 октября 1805) что положило конец всем планам по вторжению в Британию. Несмотря на морские поражения, Наполеон нанёс сильное поражение силам Австрийской и Русской империи в битве под Аустерлицем (также известной как «Битва трёх императоров» 2 декабря 1805), уничтожив тем самым Третью коалицию. Был заключён вынужденный Пресбургский мир; Австрийская империя утратила титул императора Священной Римской империи, а на бывших владениях Австрийской империи был создан «Рейнский союз».

#### Общеевропейские усилия по сдерживанию Наполеона
Пруссия присоединилась к Российской империи и Британии, сформировав тем самым Четвёртую коалицию. Хоть к коалиции и присоединились союзники, Французская империя была также не одинока, и имела сложную цепочку из союзов и зависимых территорий. Численно превосходящая французская армия разгромила Прусскую армию в битве при Йене и Ауэрштедте в 1806; Наполеон взял Берлин и дошёл до Восточной Пруссии. Там Российская империя потерпела поражение в битве под Фридландом (14 июня 1807). Был заключён тильзитский мир, в результате которого Россия присоединилась к континентальной блокаде Британии, а Пруссия отделила половину своих территорий в пользу Франции. Было основано Варшавское герцогство на отчуждённых Пруссией польских территориях, и Польские солдаты вступили в «Великую армию» в значимых количествах.
Желая обрушить экономику Британии, Наполеон установил так называемую «Континентальную блокаду» Британии в 1807 году, в своём стремлении помешать европейским торговцам вести с Британией торговые дела. Однако, огромные объёмы контрабанды вредили экономике наполеоновской Франции, и нанесли ей больше вреда чем Британии.

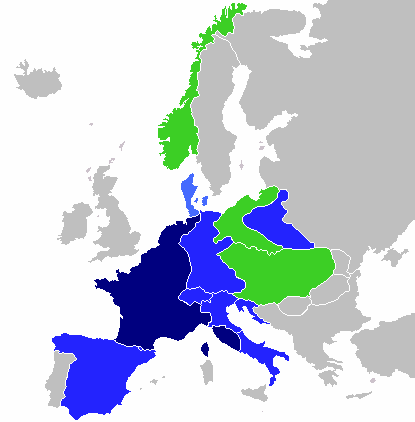
Размеры Первой империи

Завершив активную фазу боевых действий на востоке, Наполеон снова обратил внимание на запад, так как империя всё ещё находилась в условиях войны с Британией. Только две страны оставались нейтральны к сложившейся ситуации: Швеция и Португалия, на последнюю Наполеон и обратил внимание. Было заключено соглашение в Фонтенбло (1807) и сформирован Франко-Испанский альянс против Португалии, что облегчалось желанием Испанцев приумножить территории. Французские армии вступили на Испанские земли с целью атаковать Португалию, но вместо этого захватили испанские крепости и застали королевство врасплох. Жозеф Бонапарт, брат Наполеона, был поставлен как король Испании вместо Карла IV отрёкшегося от престола.
Оккупация Иберийского полуострова вызвала сильнейший подъём местного национализма, и вскоре испанское и португальское сопротивление, используя партизанскую тактику, нанесло поражение силам французов в битве при Байлене (Июнь и Июль 1808). Британцы отправили небольшую 16 тысячную армию для поддержки Португалии. И французы после поражения от англо-португальских сил под Вимейру (21 августа 1808) были вынуждены подписать конвенцию в месте под названием Синтра. После этого французы эвакуировались из Португалии в полном составе. За Францией оставалась Каталония и Наварра, испанские войска имели все шансы изгнать французские силы вторжения, если бы атаковали снова, но они это не сделали.
Вскоре после этого, вторжение в Испанию Наполеон возглавил лично, что описывалось современниками как «волна из огня и стали». Однако, деятельность Французской империи по расширению не могла долго оставаться незамеченной другими Европейскими державами, переставшими её считать непобедимой. В 1808 Австрия сформировала Пятую коалицию в стремлении сломить французскую армию. Австрийская империя одержала победу над французами под Асперн-Эсслингом, но потерпела поражение под Ваграмом, а чуть позднее потерпела ещё одно поражение от поляков в битве под Рашином (апрель 1809). Несмотря на то, что это были не самые сокрушительные поражения в истории Австрии, Шёнбруннский мир в октябре 1809 лишил Австрию немалой части территорий, ослабляя её как никогда прежде.

Наполеон Бонапарт покидает Москву, картина Адольфа Нортена.

В 1812 началась война с Российской империей, втянувшая Наполеона в сокрушительный для него поход. Наполеон собрал крупнейшую на тот момент армию которую когда-либо видела Европа, из солдат со всех подчинённых ему или зависимых территорий, чтобы вторгнуться в Россию, которая вышла из соглашения о континентальной блокаде и собирала армию вблизи от Польских границ. После изнурительного марша и кровавой, но безрезультатной Бородинской битвы, вблизи от Москвы, «Великая армия» вступила в Москву, только лишь затем чтобы обнаружить город сожжённым, с использованием тактики выжженной земли.
Наполеон принял решение покинуть территорию России ближе к концу 1812 года. Однако в ходе марша император потерял почти всю свою армию, уничтоженную суровыми условиями русской зимы, голодом и истощением, налётами партизан и кавалерийскими частями Русской армии. На испанском фронте французские войска потерпели поражение в битве под Виторией (июнь 1813) и затем в битве за Пиренеи (июль-август 1813). Под последовавшими ударами испанских партизан, французы были вынуждены эвакуировать войска из Испании.
Так как Франция потерпела сокрушительное поражение сразу на двух фронтах, страны, ранее захваченные и контролировавшиеся Наполеоном увидели отличную возможность нанести ответный удар. Шестая коалиция была сформирована под лидерством Российской империи. Немецкие государства, входившие в Рейнскую Конфедерацию выступили против Наполеона. После чего Наполеон потерпел сокрушительное поражение в «Битве народов» вблизи от Лейпцига 10-16 октября 1813, затем в ходе шестидневной кампании (февраль 1814) Наполеон снова потерпел поражение, однако тактические решения им применённые, до сих пор считаются шедевром, так как союзники понесли куда большие потери. Наполеон отрёкся от престола 6 апреля 1814, и был изгнан на Эльбу.
Консервативно настроенный Венский конгресс занялся восстановлением перемен привнесённых войной. Однако внезапно возвратившийся Наполеон, вновь взял над Францией контроль, собрал армию и пошёл с нею на своих противников в ходе кампании, получившей название «Сто дней». Кампания завершилась полным и окончательным поражением в битве под Ватерлоо в 1815, и изгнанием Наполеона на отдалённый остров Святой Елены в Атлантике.
Монархия была восстановлена под правлением Людовика XVIII, младшего брата Людовика XVI, который был до того изгнанником. Однако многие революционные и Наполеоновские реформы были им нетронуты.

#### Воздействие Наполеона на Францию
Наполеон централизовал властные полномочия и принятие окончательных решений на Париже, в то время как провинциями управляли могущественные префекты, избираемые лично им. Они обладали, куда большим могуществом, чем королевские интенданты «старого порядка» и оказали благотворное влияние на единение нации, снижение региональных различий. Однако принятие всех конечных и глобальных решений, производилось в Париже.
Религиозные проблемы в государстве в течение революции обострились как никогда, однако Наполеон нашёл решение и для них. Он смог переменить мнение как духовенства, так и множества набожных католиков, от враждебности к поддержке правительства. Власть Наполеона признавалась римской католической церковью, а католицизм был признан государственной религией Франции благодаря «конкордату Наполеона» (заключённому с папой Пием VII), и жизнь церкви возвратилась в нормальное русло; земли церкви возвращены конечно не были, но иезуитам позволили возвратиться и противоборства между церковью и правительством прекратились. К Протестантам, иудеям и атеистам население относилось терпимо.
Французская налоговая система коллапсировала в 1780-х годах. В 1790-х революционное правительство захватило и продавало церковные земли и земли казнённых и изгнанных аристократов. Наполеон же ввёл современную, эффективную налоговую систему, которая гарантировала стабильный поток доходов и делала возможными долгосрочные инвестиции.
Наполеон сохранил систему призыва на воинскую службу, созданную в 1790-х годах, согласно которой — любой юноша обязан был служить в армии, которая быстро ширилась благодаря ядру из карьеристов талантливых офицеров. До революции — офицерский корпус формировался из аристократии. После неё, повышение давалось за заслуги и достижения — «любой рядовой, может за заслуги дорасти до маршальского жезла», принцип которым жила французская армия тех времён.
Современная эра высшего французского образования стартовала в 1790-х годах. Революция 1790-х отменила традиционные университеты. Наполеон стремился заменить их новыми институтами, например «Политехнической школой» (современной «Высшей политехнической школой» в Париже), ориентированной тогда на технологии. Начальному образованию в Наполеоновской Франции уделяли мало внимания.

#### Кодекс Наполеона
Важное влияние, как на Французское законодательство — так и на Общеевропейское, оказал «Кодекс Наполеона» созданный выдающимися юристами под руководством Наполеона. Удостоившийся похвал за свою ясность и точность формулировок, он быстро распространился по Европе и Миру в целом, положив конец феодализму и освобождая крепостных там где его принимали или перенимали идеи заложенные в кодексе. Кодекс признавал принципы гражданской свободы, равенства перед лицом закона, и светский характер государства. Кодекс отказывался от устаревшего права первородства (по которому наследовал лишь старший сын) и требовал чтобы наделы поровну делились между всеми детьми. Судебная система подверглась стандартизации; все судьи назначались национальным правительством в Париже.

## Длинное XIX столетие (1815—1914)
Столетие после ухода из политики такой значительной фигуры, как Наполеон I, оказалось политически нестабильным. В своём труде «Франция, 1814—1914» профессор Кембриджа, Роберт Томбс, пишет:
Каждый глава государства с 1814 по 1873 провёл часть своей жизни в изгнании. Каждый новый режим ставил своей целью сдерживание Испанской или Российской политики. Даже в мирное время правительства сменялись раз в несколько месяцев. В менее мирные времена, политически мотивированные убийства, тюремные заключения и депортации становились неисчислимы.
Франция уже не являлась доминирующей силой, какой она была до 1814 года, но всё ещё играла важную роль в европейской экономике, культуре, дипломатии и военном деле. Бурбоны вернулись к власти, но, вызвав недовольство, сначала власть старшей ветви Бурбонов была свергнута в 1830, однако новый режим младшей ветви был низложен уже в 1848 году, после чего племянник Наполеона I стал президентом республики. Он основал Вторую империю как император Наполеон III, в 1852 году. В 1870 году был пленён прусскими войсками при Седане и свергнут, в унизительной для Франции франко-прусской войне, сделавшей Германию доминирующей силой в Европе. Была провозглашена Третья республика, но возможность возвращения к монархии сохранялась до 1880-х годов. Франция создала колониальную империю с наиболее значимыми владениями в Африке и Индокитае. Экономика была стабильна, активно развивалась железнодорожная инфраструктура.

### Перемены во французском обществе
Великая Французская революция и правление Наполеона I принесла серию крупных перемен в жизнь Франции, которую реставрация Бурбонов не рискнула повергать вспять. Во-первых, Франция стала сильно централизованной страной, в которой основная масса решений исходила из Парижа. Политическая география была реорганизована и стала унифицированной. С того времени Франция была разделена на более чем 80 департаментов. Каждый департамент обладал одинаковой административной иерархией, на вершине которой находился префект, назначаемый центральной властью. Комплекс из перекрывающих друг друга подсудностей, присущий «старому порядку», был отменён, и был принят единый стандартизированный юридический кодекс. Централизации подверглась и образовательная система. Новые университеты с технической направленностью были созданы в Париже, и по сию пору играют важную роль в подготовке элиты.
Старая аристократия смогла вернуться на родину, и восстановить свои права на часть земель которыми они владели непосредственно. Однако, они утратили все свои сеньориальные права на остальную часть сельскохозяйственных угодий, и крестьяне больше не находились под их контролем. Старая аристократия с почтением относилась к идеям Просвещения и рационализма. Новая аристократия стала более консервативной, и гораздо более поддерживающей Католическую церковь. Для получения лучших рабочих мест в новой для них системе меритократии, аристократам пришлось напрямую конкурировать с растущим бизнесом и классом профессионалов. Анти-клерикальные настроения стали много сильнее чем когда либо прежде, но теперь базировались на некоторых представителях среднего класса и в среде крестьянства.
Огромная масса Французского народа была представлена крестьянами в сельской местности, или обедневшими рабочими в городах. Они получили новые права, и новое ощущение возможностей. Но несмотря на освобождение от старого бремени из контроля и налогов, крестьянство оставалось ещё очень традиционным в своём социально-экономическом поведении. Многие охотно брали ипотечные кредиты, чтобы скупить столько земли сколько возможно, для себя и для своих детей, потому для большинства населения Франции стало привычной статьёй расходов — рассчитываться по долгам. Рабочий класс в городах оставался ещё незначительным элементом, хотя и был освобождён от многих ограничений наложенных ещё средневековой системой гильдий. Однако Франция проходила индустриализацию медленными темпами, поэтому немалая часть труда была ручной, без машин или технологий которые могли бы помочь. Франция оставалась локализованной, особо с точки зрения языка, однако уже нарастал Французский национализм проявлявший свою гордость в армии, и зарубежной политике.

### Религия
Католическая церковь утратила все свои земли и строения в ходе Великой Французской Революции, и они были либо проданы, либо попали под муниципальный контроль. Епископы по-прежнему правили своей епархией (которая соответствовала границам департамента), но общаться с Папой Римским могла лишь через правительство в Париже. Епископы, священники, монахи и монахини и прочие религиозные деятели получали зарплату от государства. Все старые религиозные обряды были сохранены, и правительство взяло на содержание религиозные постройки. Церкви было разрешено вести образовательную деятельность в своих семинариях и отчасти в местных школах, хоть вопросы такого образования и были политизированы в 20 столетии. Епископы утратили былое могущество, и не имели более политического веса. Однако, Католическая церковь была перестроена и сделала акцент на личной религиозности, которая давала власть над психологией верующих людей.
Франция того периода как и сейчас была представлена в основном католиками. Перепись 1872 года насчитала 36 миллионов человек, из которых 35.4 миллионов были католиками, 600 000 протестантами, 50 000 иудеями и 80 000 вольнодумцами. Революция не смогла уничтожить католическую церковь внутри страны, и Конкордат Наполеона от 1801 восстановил её статус. Реставрация Бурбонов в 1814 возвратила обратно многих богатых дворян и помещиков которые поддерживали церковь, рассматривая её как бастион консерватизма и монархизма. Однако монастыри утратили свои обширные землевладения и политическую власть; немалая часть земли была отдана городским предпринимателям которые почти не имели исторически обусловленных связей ни с землёй, ни с крестьянами.
Немалая часть священников сменила род деятельности и переобучилась в период с 1790 по 1814 годы. В результате численность приходского духовенства снизилась с 60 000 человек в 1790 году, до 25 000 в 1815, в большинстве своём пожилых людей. Некоторые регионы, особо вблизи от Парижа, остались всего с несколькими священниками. С другой стороны, часть традиционных регионов крепко придерживалась веры, во главе с местными дворянами и уважаемыми семействами.
Возвращение Церкви протекало медленно, особенно в крупных городах и промышленных районах. Благодаря систематической миссионерской деятельности и новому взгляду на проведение литургии и молитву Деве Марии, а также благодаря поддержке Наполеона III, возвращение Церкви свершилось и достигло прежнего уровня присутствия. К 1870 году было уже 56 500 священников, представлявших собой более динамичную и юную силу в деревнях и посёлках, с густой сетью из школ, благотворительных и светских организаций. Консервативные католики были широко представлены в национальном правительстве 1820—1830 годов, но чаще всего играли вторичные политические роли или были вынуждены бороться с либералами, социалистами и светскими лицами.

### Реставрация Бурбонов

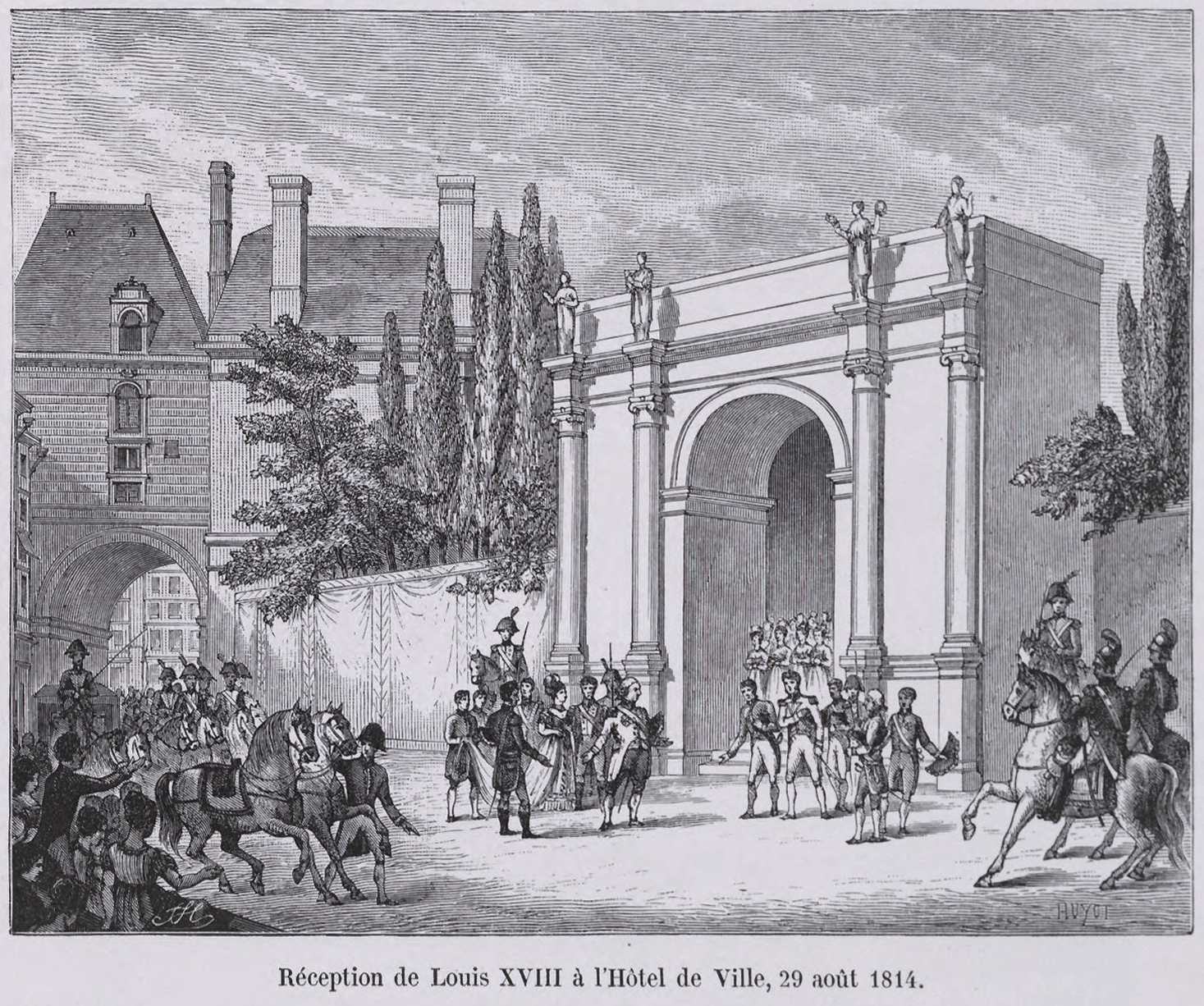
Людовик XVIII возвращается в Отель-де-Виль 29 августа, 1814 года.

Период времени, который пришёлся на Реставрацию Бурбонов, то есть восстановление монархии, характеризовался постоянным конфликтом между ультра-роялистами, которые хотели восстановления бытовавшей до 1789 года системы абсолютной монархии, и либералами, желавшими усиления конституционной монархии. Людовик XVIII, младший брат казнённого Людовика XVI, правил с 1814 по 1824 годы. Став королём, Людовик создал конституцию, известную как «Хартия 1814 года». Новая конституция сохраняла множество свобод выигранных в ходе Великой Французской революции, и предусматривала парламент — состоящий из избираемой палаты депутатов, и назначаемой королём — палаты пэров.
Право голоса для избрания в палату депутатов, принадлежало лишь богатым и влиятельным людям. Людовика на троне сменил его младший брат, Карл X, правивший с 1824 по 1830 годы. 12 июня 1830 года, Жюль Полиньяк, министр Карла X, используя слабость местного Дея, дал приказ на вторжение в Алжир — который был присоединён к Франции как новая колония. Новость о падении Алжира едва успела добраться до Парижа, как новая революция вспыхнула и быстро привела к смене режима.

### Июльская монархия (1830—1848)

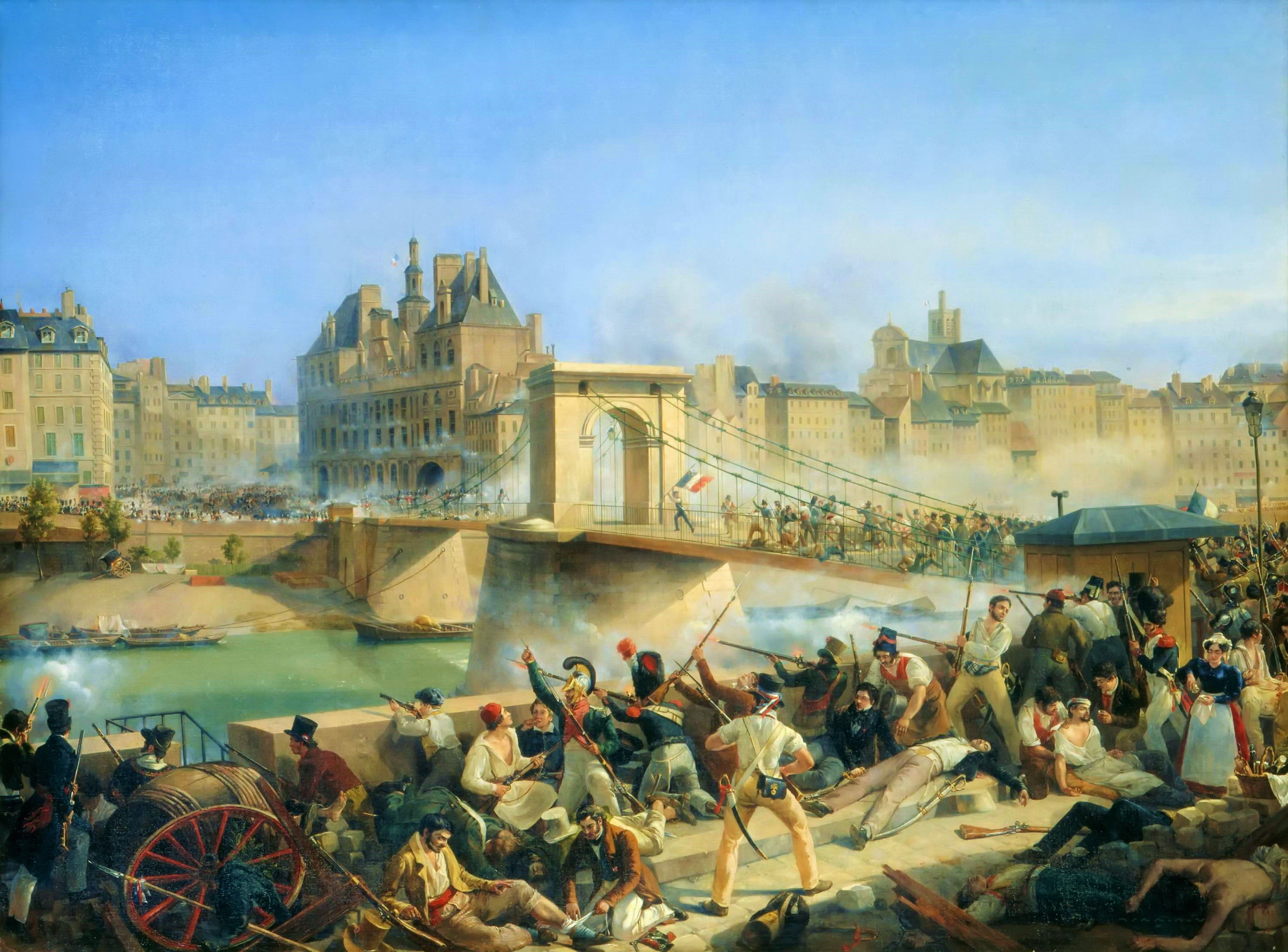
Взятие Отель-де-Виль — резиденции Парижского правительства — в ходе Июльской революции 1830 года.

Протест против Абсолютной монархии буквально витал в воздухе. Выборы депутатов от 16 мая 1830 очень невыгодно сложились для короля Карла X. В ответ на это, он начал политику репрессий, но это лишь усугубило кризис. 26-29 июля 1830 года, преследуемые депутаты, находившиеся под цензурой журналисты, студенты из Университета и множество рабочих людей, наводнили улицы Парижа и начала постройку баррикад, что стало известно впоследствии как «Три славных дня» (на французском: Les Trois Glorieuses). Карл X был свергнут и заменён королём Луи-Филиппом в ходе Июльской революции. Эти события традиционно рассматриваются как восхождение буржуазии против абсолютной монархии Бурбонов. Фактически ключевой фигурой революции стал Жильбер Лафайет взявший на себя руководство силовым свержением Карла X и игравший затем немалую роль в возведении на престол Луи-Филиппа. Интересы буржуа в ходе революции представлял Адольф Тьер, будущий премьер министр и первый президент Третьей республики.
В течение «Июльской монархии» Луи-Филиппа I (1830—1848), доминировала так называемая haute bourgeoisie (высшая буржуазия) из банкиров, финансистов, промышленников и торговцев.
В течение режима Июльской монархии, процветали идеи романтизма. Ведомая романтизмом атмосфера протеста и бунта ощущалась во Франции везде. 22 ноября 1831 в Лионе (втором крупнейшем городе Франции) рабочие по шёлку восстали и захватили мэрию как знак протеста против сокращений заработной платы и рабочих условий. Это один из первых документально известных примеров рабочей забастовки во всем мире.
Из-за постоянных угроз трону, Июльская монархия правила всё жёстче и всё более с позиции «сильной руки». Вскоре любые политизированные собрания были объявлены вне закона. Однако, «Банкеты» всё ещё были легальны, и с 1847 года, началась кампания из банкетов реформистов, требовавших больше свобод. Кульминацией стал запрет «банкета» правительством в Париже от 22 февраля 1848. В ответ граждане всех классов вышли на улицы Парижа бунтуя против Июльской Монархии. Требованиями толпы было — отречение «Гражданина короля» Луи-Филиппа и создание во Франции — представительной демократии. Король отрёкся от престола, и была провозглашена Вторая республика. Альфонс де Ламартин, бывший лидером умеренных республиканцев во Франции, в 1840-е стал министром иностранных дел и по сути премьером Временного правительства. Фактически же, Ламартин был главой государства в 1848 году.

### Вторая республика (1848—1852)
В стране росло расстройство трудящихся классов своими условиями жизни, а недавно созданное Учредительное собрание не спешило решать их проблемы. Демонстрации и забастовки рабочих стали повсеместными так как рабочие не собирались далее терпеть такое положение вещей. Демонстрации достигли кульминации к 15 мая 1848 года, рабочие из секретных организаций и обществ подняли вооружённое восстание против анти-рабочей и анти-демократичной политики проводимой Учредительным собранием и Временным правительством. Опасаясь полного срыва законности и порядка, Временное правительство отозвало из Алжира генерала Луи Кавеньяка, в июне 1848, чтобы подавить вооружённое восстание рабочих. С июня 1848 по декабрь 1848 генерал Кавеньяк стал главой исполнительной власти Временного правительства.
Луи Наполеон Бонапарт был избран как президент 10 декабря 1848, одержав на выборах убедительную победу. Президент пользовался широкой поддержкой населения. Различные классы французского общества голосовали за Луи Наполеона по очень разным и часто противоречивым причинам. Луи Наполеон, сам поощрял такого рода противоречия, стремясь «быть своим, для всех». Одним из главных его обещаний крестьянству и остальным группам населения было не вводить новые налоги.
Большинство в новом Учредительном собрании состояло из приверженцев монархии, делясь на партию легитимистов (сторонников графа де Шамбора) и партию орлеанистов (сторонников графа Парижского). Из за неопределённости окружающей политические позиции Луи Наполеона, его политическая программа и повестки дня на посту президента вызывала очень много сомнений. В качестве премьер-министра, он избрал Одилона Барро, не вызвавшего возражения центриста, возглавлявшего «лояльную оппозицию» при Луи Филиппе. Остальные назначенцы оказались из разных фракций монархистов.
Папа Римский лишился своей власти в ходе революции 1848 года, и Луи Наполеон отправил 14 000 человек пехоты в составе экспедиционного корпуса в Папскую Область под командованием генерала Шарля Удино чтобы восстановить его в правлении. В позднем апреле 1849 года, генерал потерпел поражение и был отброшен от Рима добровольческим корпусом Джузеппе Гарибальди, но все же со второй попытки, оправившись от ран захватил Рим.
В июне 1849, вновь вспыхнули демонстрации против курса правительства, и были подавлены. Лидеры восстания были арестованы, включая известных политиков. Правительство запретило целый ряд демократических и социалистических газет во Франции; их редакторы были арестованы. Карл Маркс ощущая опасность своего положения, был вынужден переехать в Лондон в августе.
Правительство искало пути сбалансировать бюджет и сократить свои долги. С этой целью, Ипполит Пасси получил назначение министра финансов. Когда законодательное собрание встретилось в начале октября 1849 года, Пасси предложил ввести налог на прибыль, чтобы помочь сбалансировать финансы Франции. Буржуазия, которой пришлось бы платить большую часть налога, протестовала. Фурор поднявшийся вокруг налога на прибыль вызвал отставку Барро с поста премьер-министра, но и новый «винный налог» также вызвал протесты.
В 1850 году выборы прошли в консервативном духе. Был принят закон Фаллу, передававший обучение в руки католического духовенства. Это открыло новую эру сотрудничества между государством и Церковью, которая продлилась до принятия законов Жюля Ферри в 1879 году. Закон Фаллу гарантировал всеобщее начальное образование во Франции и расширял возможности для получения среднего образования. На практике, учебные программы были схожи и в государственных и в католических школах. Католические школы в основном использовались для обучения девочек, которыми долгое время пренебрегали. Хоть новый избирательный закон и был принят с уважением к принципу универсального (мужского) избирательного права, более строгие требования к наличию жилья, фактически лишили части гражданских прав, а именно права голоса 3 000 000 из 10 000 000 избирателей.

### Вторая империя (1852—1871)

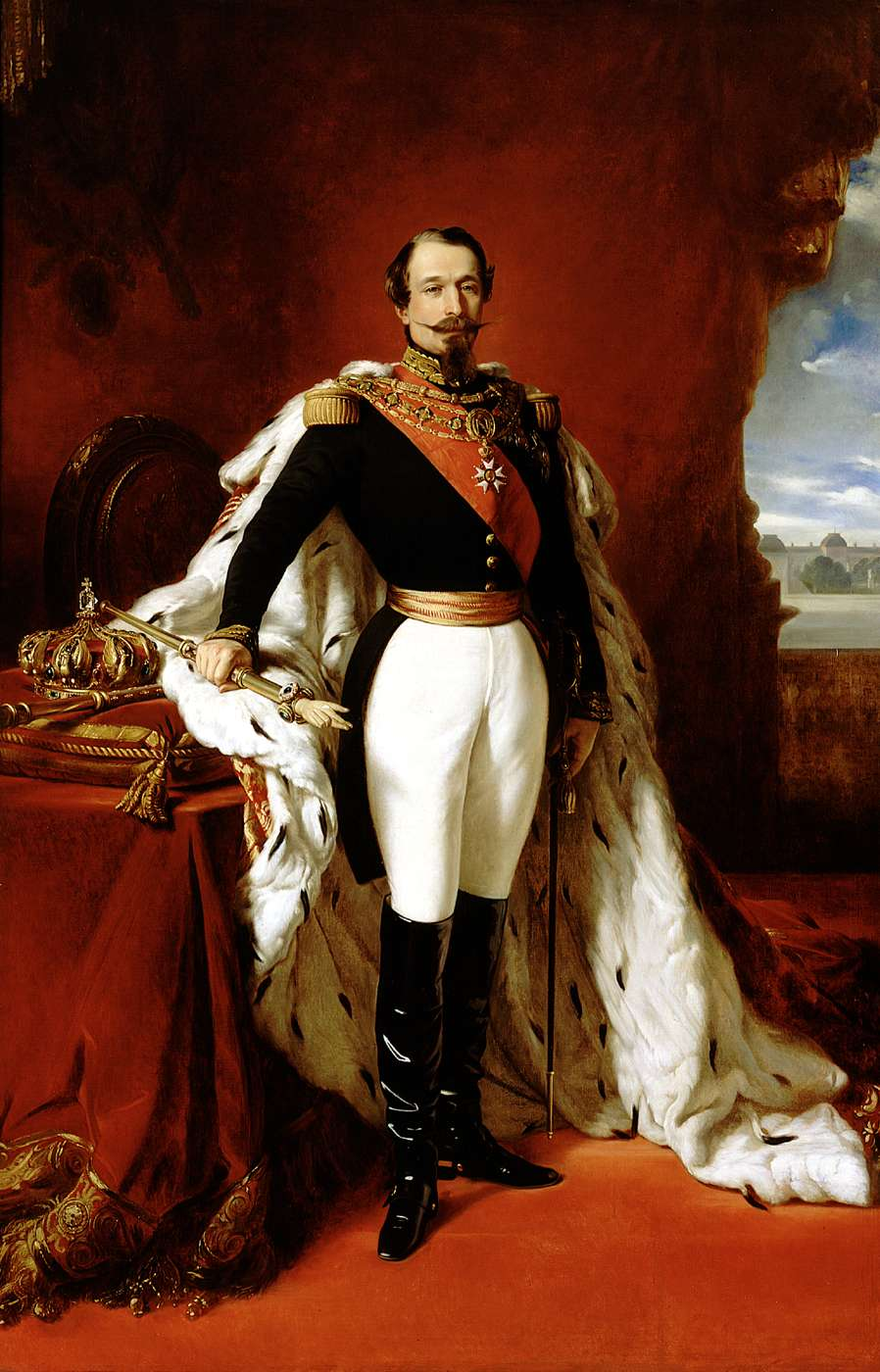
Наполеон III, император Франции.

В 1851 году, Луи Наполеон не был допущен к переизбранию на должность президента Франции, по Конституции 1848 года. Не желая мириться с этим — он провозгласил себя Пожизненным президентом после декабрьского переворота, результаты которого были закреплены в сомнительном референдуме.
Наполеон III принял титул императора в 1852 и удерживал его вплоть до своего падения в 1870 году. Время его правления известно как эпоха индустриализации, урбанизации (включая массовую перепланировку Парижа графом Османом) и экономического роста.
Несмотря на свои обещания в 1852 году — мирно править, Император не мог устоять от желания завоевать славу в зарубежной политике. Личность императора считали загадочной и скрытной; у него были неблагонадёжные поданные, и в течение правления император терял поддержку своих сторонников. В конечном счёте он был некомпетентен как дипломат. Впрочем, Наполеон III одержал и некоторые успехи: он усилил французский контроль над Алжиром, построил базы в Африке, начал захват Индокитая, и открыл торговлю с Китаем. Он поддержал французскую кампанию по постройке Суэцкого канала, несмотря на попытки Британии это остановить. Однако в Европе, Луи Наполеон терпел неудачу за неудачей. Крымская война 1854-56 не принесла никаких выгод. Наполеон слыл большим поклонником Италии и хотел видеть страну единой, хотя она и могла составить его державе конкуренцию. Император заключил соглашение с Кавуром, премьер-министром Сардинского королевства, с целью объединиться против Австрии и создать Итальянскую конфедерацию из четырёх новых государства во главе с Папой Римским. Однако События 1859 года вышли из под всякого контроля. Австрия потерпела быстро поражение, однако вместо четырёх новых государств, народное восстание объединило всю Италию под Сардинским королевством. Папа удержал за собой Рим только благодаря тому что Наполеон отправил пехоту для его защиты. В награду он заполучил графство Ниццу (которое включало в себя Ниццу и часть прилегающей Альпийской территории к северу и востоку) а также Савойское герцогство. Наполеон настроил против себя католиков, так как Папа утратил большую часть своих территорий. Кроме этого Наполеон настроил против себя и антиклерикально настроенных либералов на своей родине и своих бывших итальянских союзников, защитив Папу в Риме.
Росло недовольство Британии гуманитарной интервенцией Франции в Сирию (1860—1861). Наполеон понизил тарифы, что в долгосрочной перспективе должно было позитивно сказаться на экономике, а в краткосрочной перспективе разозлило владельцев крупных имений, текстильной промышленности и промышленников чёрной металлургии, а рабочие недовольные медлительной политикой в отношении стачек оказались в итоге настроены против императора. Ситуация только ухудшалась в 1860-е годы после вмешательства Наполеона в войну с США в 1862 году, когда интервенция в Мексику 1861-67 потерпела полное поражение. Кукольный император оставленный им на троне, был свергнут и казнён. В конце концов Луи Наполеон вступил в войну с Пруссией в 1870 когда уже было слишком поздно остановить объединение Германии. Наполеон потерял всех сторонников; после неудачной попытки заключить альянс с Австрией и Италией, Франция, не имея союзников, потерпела сокрушительное поражение. Страна потеряла Эльзас и Лотарингию. Как писал английский историк Алан Тейлор: «Он похоронил Францию, как великую державу».

#### Зарубежные войны
В 1854, Вторая Империя присоединилась к Крымской войне, на стороне Британии против Российской империи, которая потерпела поражение при Обороне Севастополя в 1854—1855 и в сражении при Инкермане в 1854. В 1856 Франция присоединилась ко Второй опиумной войне на стороне Британии против Китая; задержание судна с контрабандой под британским флагом было использовано как повод, а поражение Китая позволило диктовать свои интересы в Юго-восточной Азии по условиям Тяньцзинских трактатов от 1858 года.
Пока Франция вела переговоры с Нидерландами о приобретении Люксембурга в 1867 году, Пруссия начала грозить Франции войной из за двойственного статуса этой территории. Событие, ставшее известным как «Люксембургский кризис», стало шоком для французских дипломатов, потому что до этого уже было соглашение между Прусским и Французским правительствами по Люксембургу. Наполеон III стал объектом всё более и более резкой критики со стороны республиканцев, например Жюля Фавра, и положение императора с течением времени становилось всё более и более хрупким.
Франция искала новые цели для своих интересов в Азии. Целями оживших имперских амбиций Франции стали Африка и Индокитай, во главе угла стояли финансовые интересы, которыми двигали пожелания создать до-революционную империю. Франция вторглась в Корею в 1866 году, использовав в качестве повода убийство христианских миссионеров. Франция одержала верх на Кореей и даже смогла извлечь из этого выгоды и добычу. В следующем году была сформирована Французская экспедиция в Японию с целью помочь Сёгунату Токугава в модернизации армии. Однако, Токугава потерпел поражение в Войне Босин в битве при Тоба Фусими от крупных имперских сил.

#### Франко-прусская война (1870-71)

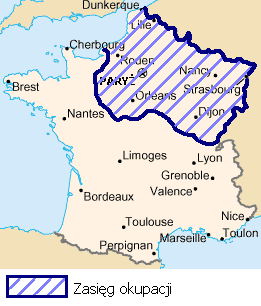
Области Франции занятые после Франко-прусской войны, до выплаты репараций.

Рост напряжения в 1869 году по поводу возможной кандидатуры Леопольда Гогенцоллерна-Зигмарингена на трон Испании, вызвало повышение враждебности Франции к Пруссии. Принц Леопольд по просьбе Вильгельма I отказался от претензий на престол Испании. Однако Франция этим не удовлетворилась и продолжила череду дипломатических требований. Вплоть до требования дать письменное обещания «никогда не покушать на достоинство Франции». Канцлер Германии Отто фон Бисмарк, прекрасно понимавший, что Франция хочет добиться дипломатией того, чего не могла войной, отказал в приёме французскому послу и добавил, что «более не имеет ему ничего сообщить». Как канцлер и рассчитывал, реакция Парижа на публикацию депеши была бурной, и большинство французских депутатов проголосовало за войну с Пруссией.
Инцидент в конечном счёте привёл к разгромной для Франции Франко-прусской войне (1870-71). Немецкий национализм объединил немецкие государства, за исключением Австрии, против Наполеона III. Франция потерпела поражение при Меце, а затем при Седане. Император Луи-Наполеон III, вместе с 86 тысячами французских пехотинцев, сдался германским войскам 1-2 сентября 1870.
Двумя днями позднее, 4 сентября 1870, Леон Гамбетта провозгласил во Франции Новую республику. Несколько позднее, когда Париж был окружён германскими войсками, Гамбетта покинул город на воздушном шаре. Гамбетта руководил обороной страны из провинции и, благодаря его усилиям, французские войска в течение нескольких месяцев выдерживали бои с превосходящими силами противника. Мец оставался под осадой до 27 октября 1870, когда 173 тысячи французских пехотинцев в конечном счёте сдались. Находившийся в окружении Париж был вынужден сдаться 28 января 1871 года. Французское правительство подписало Франкфуртский мир, позволявший аннексировать недавно созданной «Германской империи» 2 провинции, Эльзас и Лотарингию, до выплаты военных репараций.

### Модернизация и железные дороги (1870—1914)
Казавшийся извечным мир Французского крестьянства, начал стремительно преображаться с 1870 по 1914 годы. Французские крестьяне были бедны и заперты в старые традиции до появления железных дорог, республиканских школ, и введения всеобщей воинской повинности, которые переменили сельскую Францию. Централизованное правительство в Париже ставило своей целью создание единого национального государства, потому требовала от всех студентов изучать стандартизированный французский язык. В процессе перемен ковалась новая национальная самобытность французов.
Железные дороги стали своего рода инструментом — для модернизации традиционных регионов страны, и одним из ведущих сторонников такого подхода, был поэт и политик Альфонс де Ламартин. В 1857, в бытность полковником армии он понадеялся что железные дороги могут многое улучшить для «населения II или III века находящегося вдали от собратьев» и ликвидировать «дикие инстинкты, рождённые изоляцией и страданиями». Руководясь схожим мышлением, Франция построила централизованную систему железных дорог которая исходила из Парижа (и несколькими путями на юг страны, разделяла запад и восток государства). Проект ставил своей целью достижение культурных и политических целей, в большей степени чем максимальную эффективность. После консолидации, шесть компаний контролируемых монополиями своих регионов, в тесном взаимодействии с правительством приступили к грузовым и пассажирскими перевозкам — контролируемые в вопросах тарифов, финансов, и местами даже в технических деталях.
Департамент «Ponts et Chaussées» (мостов и дорог) предложил работу британским инженерам, проделал массу подготовительной работы, провёл инженерную экспертизу и планирование, приобрёл землю и построил постоянную инфраструктуру — железнодорожное полотно, мосты и туннели. Департамент также субсидировал необходимые в военном отношении линии вдоль Германской границы. Частные управляющие компании обеспечили наёмный труд, проложили дорожки для обходчиков и построили станции. Они приобрели подвижной состав — 6000 локомотивов бывших в эксплуатации до 1880 года, которые перевозили 51 600 пассажиров в год, или 21 200 тонн груза. Большая часть оборудования импортировалась из Британии и поэтому не стимулировала машинную промышленность Франции.
Хотя единомоментный запуск системы был бы политически целесообразным, он откладывался, так как потребовал бы ещё больше полагаться на временных экспертов из Британии. В ходе строительства сеть натыкалась на ряд проблем с финансированием. Решение было найдено в финансировании семейством Ротшильдов и закрытыми кругами внутри Парижской Биржи, но во Франции не возник тот же тип национальной фондовой биржи который процветал в Лондоне и Нью Йорке. Система позволила модернизировать части провинциальной Франции которых достигла, но не помогла создать местные промышленные центры. Критики вроде Эмиля Золя жаловались, что строительство железных дорог способствуют коррупции внутри политической системы.
Железнодорожное строительство вероятно способствовало промышленной революции во Франции, помогая национальному рынку сырья, вин, сыров, импортной продукции. Однако цели ставившиеся французами при построении системы были моралистскими, политическими и военными, чаще чем экономическими. Как результат, грузовые поезда были короче и нередко менее нагружены чем в таких быстро проходящих индустриализацию странах как Британия, Бельгия и Германия. Другие потребности провинции — такие как улучшение дорог и каналов, скорее пострадали от расширения железнодорожных путей из-за недостатка в финансировании, потому железные дороги оказали, скорее негативный эффект на незатронутые регионы.

### Третья республика и Парижская коммуна
После поражения Франции на франко-прусской войне (1870—1871), германский канцлер Отто фон Бисмарк предложил весьма жёсткие условия заключения мира — включая временную оккупацию Германией провинций Эльзас и Лотарингии. Новая Французская национальная ассамблея решила принять мир на немецких условиях. Избранная 8 февраля 1871, Национальная ассамблея состояла из 650 депутатов.
Заседая в Бордо, Национальная ассамблея провозгласила Третью республику. Несмотря на то, что 400 членов Национальной ассамблеи были монархистами (Гамбетта был одним из «не-монархистских» республиканцев, избранным в Ассамблею от Парижа), 16 февраля 1871, Адольф Тьер был избран как глава исполнительной власти республики. Из-за революционных волнений в Париже правительство Тьера расположилось в Версале.

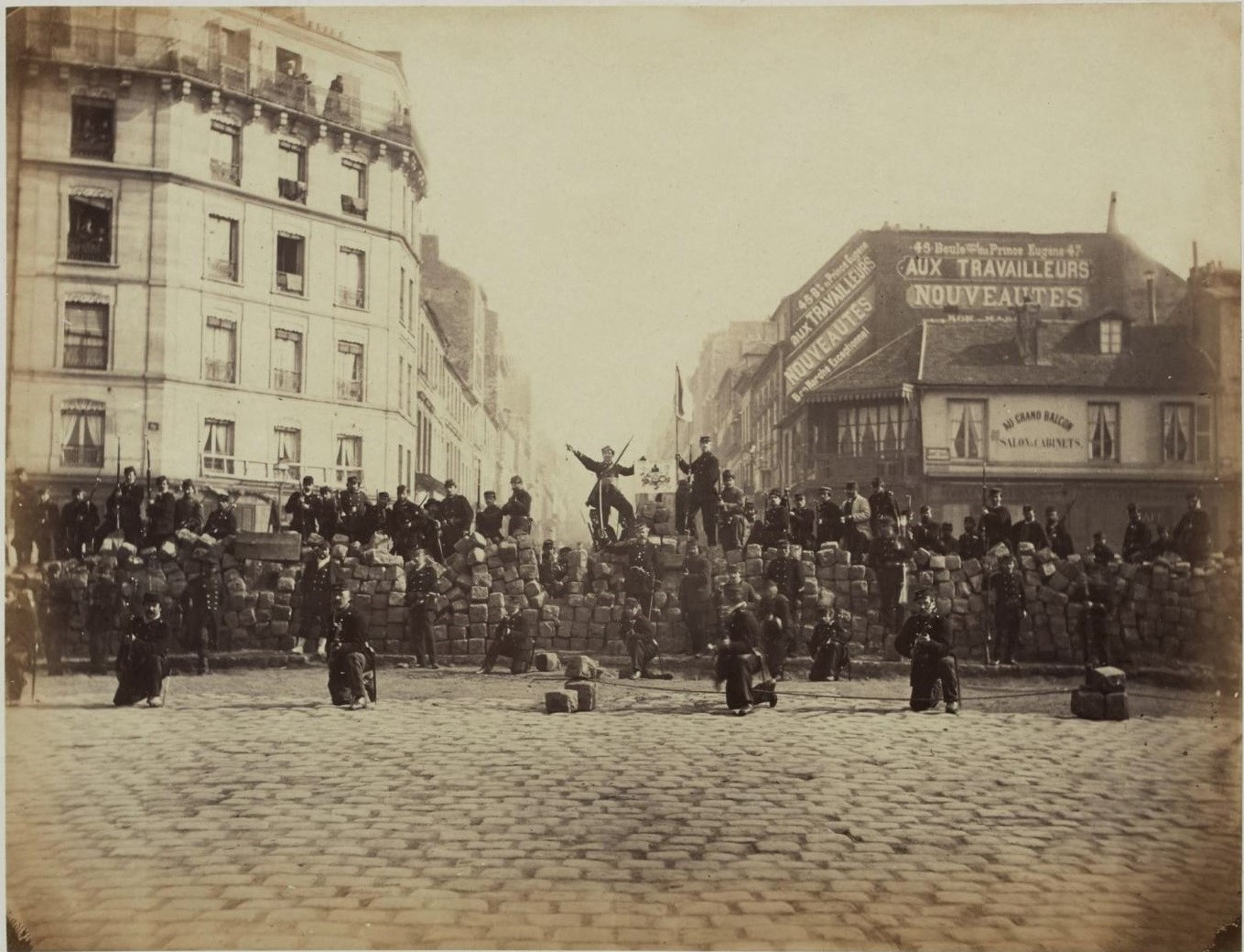
Баррикада в Парижской коммуне, 18 марта 1871.

В конце 1870 и начале 1871 года, рабочие в Париже организовали череду преждевременных и неудачных мелких восстаний. Национальная гвардия в Париже становилась всё более беспокойной и не подконтрольной полиции, штабному начальству, и даже собственным командирам Национальной гвардии. Тьер ощутил что ситуация приближается к революции, и 18 марта 1871, отправил регулярные армейские части чтобы взять под контроль артиллерию принадлежащую Национальной гвардии. Некоторые солдаты регулярной армии братались с мятежниками, и восстание ширилось.
Баррикады вновь построились по тому же принципу что и в 1830 и 1848 годы. Была объявлена парижская коммуна. И вновь в центре внимания оказался — Отель-де-Виль, в нём стало заседать революционное правительство. Другие крупные города Франции последовали Парижскому примеру, например Лион, Марсель, и Тулуза. Все коммуны за пределами Парижа были быстро подавлены правительством Тьера.
На выборах 26 марта 1871 было провозглашено правительство из рабочего класса. Огюст Бланки находился в заключении, но множество делегатов было его сторонниками, называясь «бланкистами.» Анархистское меньшинство составляли и последователи Жозефа Прудона (1809—1855); как анархисты, «Прудонисты» призывали к отказу от правительства или ограничению его влияния и хотели революции чтобы следовать произвольным политическим курсом с минимумом планирования. Записи арестов тех времён свидетельствуют в пользу того что типичные коммунары выступали против военных, духовенства, сельских аристократов. Они видели в буржуазии — только врагов.
После двух месяцев французская армия двинулась на Париж чтобы возвратить мятежную столицу, пройдя через череду яростных схваток в рабочих кварталах. Около полутора сотен революционеров было расстреляно у Стены коммунаров, а всего в ходе городских боёв без суда и следствия было убито порядка 15 000. В народной памяти французов этот исторический эпизод был прозван La Semaine Sanglante («Кровавая неделя» 21—28 мая 1871), после разгрома революции 13 000 человек было осуждено военными судами; 7500 было сослано в Новую Каледонию; 21 человек расстрелян, тысячи людей бежали в изгнание. Правительство получило поддержку своих действий на национальном референдуме с 321 000 голосами в свою пользу, и 54 000 против.

#### Политическое соперничество
Республиканское правительство столкнулось с сопротивлением контрреволюционеров, отвергавших наследие Великой Французской революции. Немалая часть легитимистов (включая Графа де Шамбора, внука Карла X) и роялистов отвергали республиканские взгляды, в которых видели наступление эпохи модерна, атеизма, разрушения традиций Франции. Конфликт вылился в уход в отставку Тьера в 1873 году, после обвинений в «недостаточной консервативности», и замещение его должности — Патрисом де Мак-Магоном в качестве нового президента. На фоне слухов о интригах правых партий и/или готовящемся то ли Бонапартистами, то ли Бурбонами государственном перевороте в 1874 году, Национальная Ассамблея села за составление новой конституции которая была бы приемлема для всех.
Новая конституция предусматривала всеобщее мужское избирательное право и провозглашала создание двухкамерного законодательного собрания, Из сената и палаты депутатов. Изначально в республике преобладали роялисты, но республиканцы («Радикалы») и бонапартисты их потеснили. Первые выборы по новой конституции — состоялись в начале 1876 года — и окончились победой республиканцев, с 363 республиканцами против 180 монархистов. Однако, 75 монархистов избранных в палату депутатов — были бонапартистами.
Возможность государственного переворота буквально витала в воздухе. Жюль-Арман Дюфор на посту премьер-министра потерпел поражение в попытке сформировать новое правительство. И избранный Мак-Магоном, Жюль Симон также потерпел неудачу, вызвав кризис «16 мая 1877», приведший к отставке Мак-Магона. Реставрация короля казалась монархистам очень близкой, и они предложили королевские почести — Графу де Шамбору, внуку Карла X. Однако тот отказался от королевского титула ссылаясь на геральдические причины. Больше такой шанс монархистам не предоставлялся, и монархисты были вынуждены сплотиться под знамёнами республики и примкнуть к Тьеру. Новым президентом республики в 1879 стал Жюль Греви. В январе 1886, Жорж Буланже стал военным министром с подачи Жоржа Клемансо. Это стало эпохой Буланже и новых условий для угрозы государственных переворотов.
Легитимисты (Бурбоны) как фракция, в основном покинули политику, но один из сегментов — Аксьон Франсез в 1898, в ходе Дела Дрейфуса; стал весьма влиятельным движением вплоть до 1930-х годов, в частности среди консервативных католических интеллектуалов.
На протяжении 1879—1899 власть находилась в руках умеренных республиканцев, и формальных «радикалов» (вокруг Леона Габметы); называемых «Оппортунистами».

#### Зарубежная политика
Внешняя политика Франции базировалась на страхе перед Германией, чей более крупный размер и быстрый рост экономики не мог быть сопоставлен с реваншизмом, требовавшим возвращения Эльзаса и Лотарингии. В то же самое время, в процессе раздела Африки, французские и британские интересы пришли к конфликту. Самым опасным эпизодом противостояния стал Фашодский кризис 1898 года, когда французские войска пытались претендовать на часть Южного Судана, и якобы действую в интересах египетского хедива прибыли британские силы. Под сильнейшим давлением французы уступили этот район британцам. Статус Кво был закреплён соглашением между двумя странами, признавая Британский контроль над Египтом, а за Францией признавался Марокко, но в целом Франция потерпела унизительное поражение.
Суэцкий канал, изначально построенный Францией, превратился во франко-английский проект к 1875 году, так как обе страны видели этот объект жизненно важным для поддержания их владений в Азии. В 1882 году, Британия фактически оккупировала Египет, а ещё несколькими годами ранее выкупила долю Египта в Суэцком канале в счёт долгов. К тому моменту ведущий французский экспансионист Жуль Ферри покинул должность, и правительство Франции уступило Египет — Британии.
Франция обладала территориями в Азии и искала там союзников, которых нашла в лице Японии. В ходе визита во Францию, Ивакура Томоми запросил помощи в реформировании армии. Исходя из чего в Японию были отправлены французские военные миссии в 1872—1880, в 1884—1889 и последняя в 1918—1919 с целью помочь в модернизации японской армии. Конфликты между императором Китая и Французской республикой в Индокитае привели к Франко-китайской войне (1884—1885). Адмирал Курбе фактически уничтожил китайский флот стоявший на якоре в Фучжоу. Заключённый в результате мирный договор, передал под протекторат Франции северный и центральный Вьетнам, разделённые на Бакбо и Аннам.
В своих стремлениях изолировать Германию, Франция пошла на большие усилия чтобы добиться взаимопомощи от Англии и России. Заключённый в 1894 году Франко-русский союз, затем Англо-французское соглашение (1904), и в конечном счёте Англо-русское соглашение (1907), привели к созданию Антанты. Этот альянс с Британией и Россией против Германии и Австрии в конечном счёте привёл Россию и Британию, в качестве союзников Франции в ходе Первой мировой войны.

#### Дело Дрейфуса
Недоверие к Германии, вера в армию и французский антисемитизм слились воедино, чтобы превратить дело Дрейфуса (несправедливый суд и осуждение еврейского офицера за «измену» в 1894 году) в политический скандал удивительной тяжести. В течение десятилетия нация была разделена на «дрейфусье» и «анти-дрейфусье», а крайне правые агитаторы от католичества продолжали нагнетать обстановку вокруг этого — даже после признания офицера невиновным. Писатель Эмиль Золя опубликовал открытое письмо на тему несправедливости вдохновлённое этими событиями, (J’Accuse…!) и был осуждён правительством за клевету. Дрейфус был помилован лишь в 1906 году. Результатом стало — ослабление консервативных элементов в политике. Умеренные политики оказались глубоко разделены в связи с делом Дрейфуса, что позволяло Радикалам удерживать власть с 1899 до Первой Мировой войны. на протяжении этого периода, кризисы вроде попытки «Буланжистов» совершить государственный переворот (1889) в очередной раз указали на хрупкость республики.

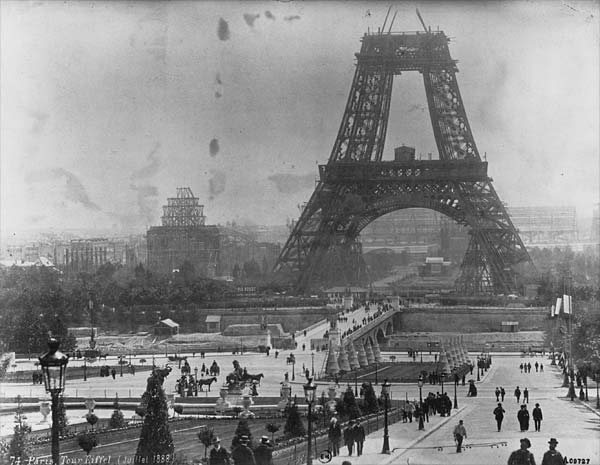
Эйфелева башня в процессе строительства в июле 1888.

#### Религия (1870—1924)
На протяжении всего существования Третьей республики шло сражение за статус Католической церкви. Французское духовенство и епископы были тесно связаны с Монархистами, и многие его иерархи происходили из благородных семей. Республиканцы находились по большей части в антиклерикальном среднем классе, который видел альянс церкви с монархистами угрозой республике, и грозой современному духу прогресса. Республиканцы ненавидели церковь за её политическую и классовую принадлежность; для них церковь представляла устаревшие традиции, суеверия и монархизм. Республиканцы были усилены протестантами и еврейской поддержкой. Многочисленные законы были приняты для ослабления Католической церкви. В 1879 священники были исключены из административных комитетов больниц и комиссий по благотворительности. В 1880 новые меры были направлены против религиозных общин. С 1880 по 1890 год во многих больницах на смену монахиням пришли мирянки. Конкордат Наполеона 1801 года продолжал действовать, но в 1881 году, правительство урезало зарплату священникам, которые ему не нравились.
«Школьные законы» республиканца Жюля Ферри создали условия для национальной системы государственных школ, которые преподавали строгую пуританскую мораль, но никакой религии. Хотя частно финансируемые католические школы не воспрещались. Гражданский брак стал обязательным, был введён институт развода, а капелланы покинули армию.
После становления Льва XIII Папой-Римским в 1878 году, он пытался наладить отношения государств и церкви. В 1884 году он обратился к французским епископам просьбой не враждовать с государством. В 1892 он выпустил энциклику советующую французским католикам, сплотится вокруг республики и защитить церковь, участвуя в республиканской политике. Все попытки улучшить ситуацию потерпели неудачу.
Глубоко укоренившиеся подозрения остались с обеих сторон и лишь воспламенились новой силой — в связи с делом Дрейфуса. Католики по большей части оказались на стороне «анти-дрейфусье». «Ассумпционисты» публиковали анти-семитские и анти-республиканские статьи в журнале La Croix. Приведённые в бешенство республиканские политики, стремились отомстить. Часто они работали в союзе с Масонскими ложами. И Вальдек-Руссо (1899—1902) и Эмиль Комб (1902—1905) в ходе своего председательства в совете министров боролись с Ватиканом в части назначения епископов. Капелланы были удалены из военно-морских и военных госпиталей(1903—1904), а солдатам приказали реже посещать католические клубы (1904). Комб став премьер-министром в 1902, был полон решимости победить католицизм полностью. Он закрыл все приходские школы во Франции. Кроме того он повлиял на парламент с целью отменить все церковные указы. Это означало, что все пятьдесят четыре указа будут расторгнуты, и приблизительно 20 000 католиков немедленно покинули Францию, по большей части направившись в Испанию.
В 1905 году, действовавший с 1801 года Конкордат был отменён; Церковь и государство стали разделены. Вся собственность Церкви была конфискована.
Запрещено участие религиозных организаций в школах. Упразднялась система повсеместного религиозного образования. Образование секуляризировалось, и было отделено от церкви.
Общественные богослужения были переданы ассоциациям католических мирян, контролировавших доступ в церкви. Потому и мессы и ритуалы продолжались. Церковь сильно пострадала и потеряла половину своих священников. В конечном счёте, однако, она обрела автономию — поскольку у государства больше не было права голоса при выборе епископов, и Галликанизм был побеждён. Консервативные католики восстановили своё влияние в парламенте в 1919 году, и отменили большинство наказаний, наложенных на Церковь, вернули епископам контроль над церковными землями и зданиями. Новый Папа Римский очень хотел помочь переменам, и дипломатические отношения с Ватиканом были восстановлены. Тем не менее, продолжалась долгосрочная секуляризация французского общества, так как большинство людей посещали церковные церемонии только для таких крупных событий, как рождение, брак и похороны.

#### Прекрасная эпоха
Конец XIX и начало XX века французы называют Belle Époque, благодаря миру, процветанию и культурным инновациям. Благодаря творчеству Моне, Сары Бернар, и Дебюсси, а также новым формам развлечения — кабаре, канкану, и появлению кинематографа, новым формам искусства включая импрессионизм и Арт-Нуво.
Всемирная выставка 1889 года — продемонстрировала миру обновлённый Париж, который мог смотреть на всё это с вершины Эйфелевой башни. Башня, рассчитанная на несколько десятилетий, так и не была снята и стала самой знаковой достопримечательностью Франции.
Тем не менее, Франция была страной, внутренне разделённой по идеологии, религии, классу, регионализму и деньгам. На международном фронте Франция неоднократно оказывалась на грани войны с другими державами, например в ходе Фашодского кризиса 1898 года, с Великобританией за контроль над Восточной Африкой.

## Колониальная империя

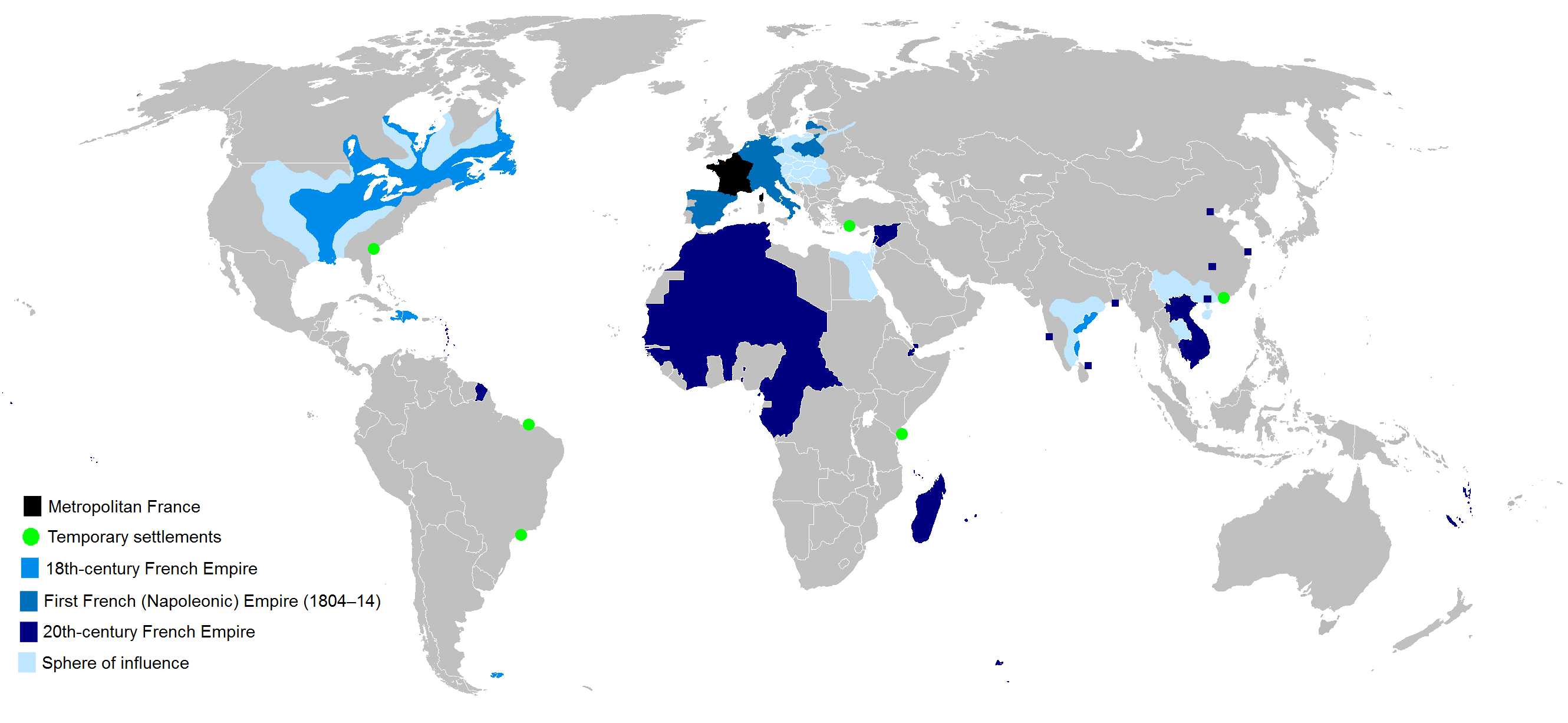
Синий цвет = вторая французская колониальная империя 1830—1960

Вторая колониальная империя представляла собой заморские колонии, протектораты и мандатные территории, которые попали под французское правление с XVI века и далее. Как правило, проводится различие между «первой колониальной империей», существовавшей до 1814 года, когда большая её часть была утрачена, и «второй колониальной империей», которая началась с завоевания Алжира в 1830 году. Вторая колониальная империя пришла к концу после потери в более поздних войнах: Индокитайской (1954) и Алжирской (1962), а также относительно мирной деколонизации в других территориях после 1960 года.
Франция проиграла Британии войну, которая к 1765 году лишила её почти всех колоний. Франция создала новую империю в основном после 1850 года, сосредоточившись главным образом в в Африке, а также в Индокитае и южной Океании. Республиканцы, поначалу враждебно настроенные к колониализму, стали поддерживать его только после того, как Германия после 1880 года начала строить свою собственную колониальную империю. По мере своего развития, колонии брали на себя роль торговли с Францией, в особенности поставок сырья и промышленных товаров, а также повышали престиж своей родины, и играли важную роль в распространении французской цивилизации, языка и католической религии. Она также предоставляла человеческие ресурсы во время мировых войн.
Французы восприняли колонизацию как свою моральную миссию: поднять мир до французских стандартов, принеся христианство и французскую культуру. В 1884 году главный сторонник колониализма Жюль Ферри заявил: «Высшие расы имеют право над низшими, они обязаны их цивилизовывать». Аборигенам предлагались полные гражданские права в обмен на процесс ассимиляции. В реальности, всей полнотой прав обладали только французы, а аборигены получали их крайне ограниченными. Исключая Алжир, лишь малая часть этнических французов селилась в колониях. Даже в Алжире «пье-нуар» (Французские поселенцы) всегда оставались меньшинством..
На своей вершине развития, империя была одной из крупнейших в истории. Включая метрополию, общее количество земель под французским суверенитетом достигло 11 500 000 км² в 1920 году, с населением 110 миллионов человек в 1939 году. В ходе Второй Мировой войны Шарль Де Голль и патриотическое движение «Сражающаяся Франция» использовали заморские колонии в качестве баз, с которых они боролись за освобождение Франции. Историк Тони Чейфер писал: «Стремясь восстановить свой статус мировой державы после унижения, поражения и оккупации, Франция стремилась сохранить свою заморскую империю в конце Второй мировой войны». Однако после 1945 года анти-колониальные движения успешно бросили вызов европейской власти. Конституция Франции от 27 октября 1946 (Четвёртая Республика) учредила Французский Союз, просуществовавший до 1958 года. Новые остатки колониальной империи были интегрированы во Францию как заморские департаменты и территории в пределах Французской Республики. В настоящее время они составляют около 1 % колониальной территории до 1939 года; в 2013 году в них проживало 2,7 миллиона человек.
Историк: Роберт Олдрич писал: «Остатки Империи мало интересовали французов… Однако, за исключением травмирующей деколонизации Алжира, примечательно то, как мало долговременных последствий для Франции повлёк за собой отказ от империи».

## 1914—1945

### Демографическая тенденция
Население Франции росло очень неторопливо: с 40,7 млн в 1911 году, до 41,5 млн в 1936 году. Ощущение того, что население страны слишком мало, особенно на фоне ускоренного роста популяции в могущественной Германии, не покидало французов всё начало XX века. В 1930-е годы стала активно пропагандироваться политика натализма и претворяться в жизнь в 1940-е.
Франция испытала взрыв рождаемости после 1945 года; он обратил вспять долгосрочный рекорд низкого уровня рождаемости. Кроме того, наблюдалась устойчивая иммиграция, особенно из бывших французских колоний в Северной Африке. Население выросло с 41 млн человек в 1946 году до 50 млн в 1966 году и 60 млн в 1990 году. Численность сельского населения резко сократилась с 35 % в 1945 году до менее 5 % к 2000 году. К 2004 году Франция занимала второе место в Европе по уровню рождаемости после Ирландии.

### Первая мировая война

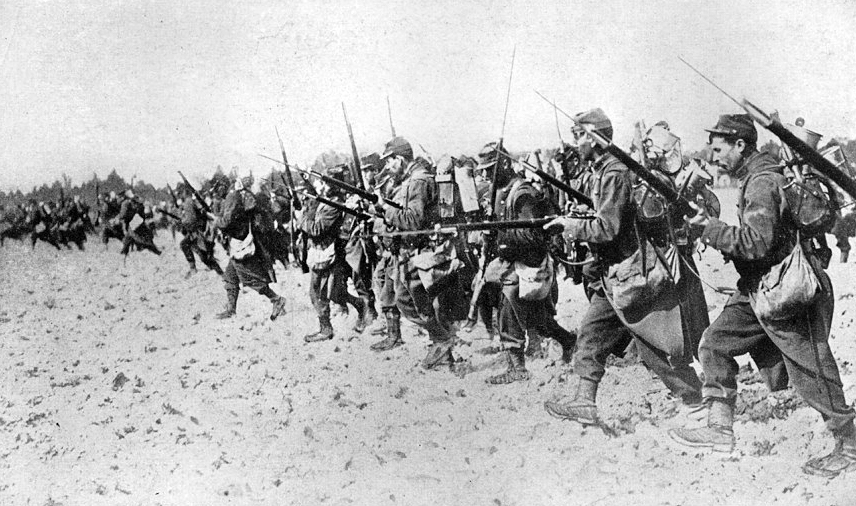
Французская штыковая атака времён Первой мировой войны

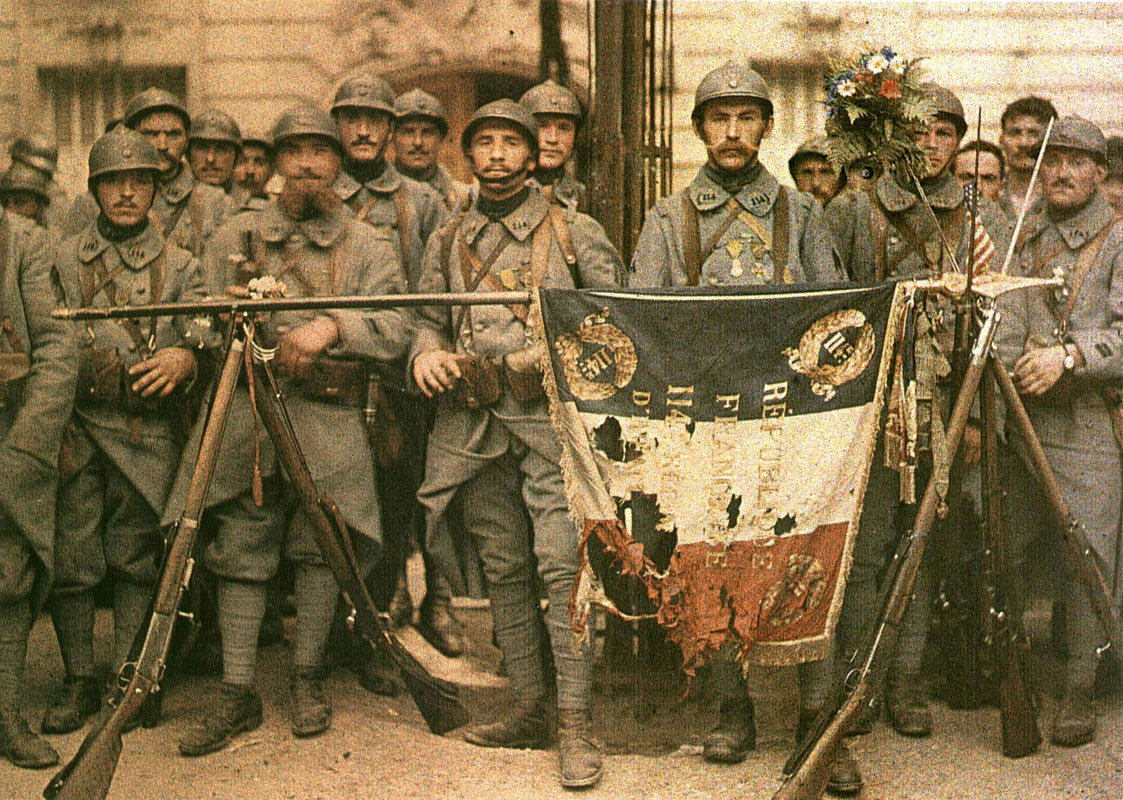
114-я пехотная дивизия в Париже, 14 июля 1917 года.

Франция совершенно не ожидала войны в 1914 году. Страна посылала своих солдат снова и снова только для того, чтобы они снова и снова были остановлены немецкой артиллерией, траншеями, колючей проволокой и пулемётами с ужасающими потерями. Несмотря на потери крупных промышленных районов, Франция производила огромное количество боеприпасов, которые вооружали как французскую, так и американскую армии. К 1917 году пехота уже была на грани мятежа от чудовищных потерь. Тем не менее, они сплотились и разгромили мощное немецкое наступление, пришедшее весной 1918 года, и даже смогли заставить захватчиков отступать. Ноябрь 1918 года принёс всплеск гордости и единства, а также безудержное требование мести.
Будучи озабоченной внутренними проблемами, Франция уделяла мало внимания внешней политике в период с 1911 по 1914 годы, хотя она продлила военную службу с двух до трёх лет из-за сильных возражений социалистов в 1913 году. Стремительно развивающийся Балканский кризис 1914 года застал Францию врасплох, и она почти не сыграла роли в начале Первой мировой войны. Сербский кризис спровоцировал сложный комплекс из военных союзов между европейскими государствами, в результате чего большая часть континента, включая Францию, была втянута в войну в течение нескольких недель. Австро-Венгрия объявила войну Сербии в конце июля, вызвав мобилизацию в России. К 1 августа Германия и Франция также отдали приказ о мобилизации. Германия была гораздо лучше подготовлена в военном отношении, чем любая другая страна, включая Францию. Германская империя, как союзник Австрии, объявила войну России. Франция была в союзе с Россией и поэтому была готова вступить в войну против Германской империи. 3 августа Германия объявила войну Франции и направила свои войска через сохранившую нейтралитет Бельгию. Британия вступила в войну 4 августа и начала отправлять войска 7 августа. Италия, хотя и была связана с Германией, оставалась нейтральной, а затем присоединилась к союзникам в 1915 году.
Германский «План Шлиффена» состоял в том, чтобы как можно быстрее победить французов. Немцы захватили Брюссель в Бельгии 20 августа, а вскоре и большую часть Северной Франции. Первоначально планировалось продолжить движение на юго-запад и атаковать Париж с запада. К началу сентября они находились в 65 км от Парижа, и французское правительство перебралось в Бордо. Однако союзники, наконец, остановили наступление к северо-востоку от Парижа в ходе битвы на реке Марне (5—12 сентября 1914).
Война зашла в тупик, превратившись в знаменитый «Западный фронт», который проходил в основном по Франции и характеризовался очень небольшим подвижками фронта, несмотря на чрезвычайно большие и кровопролитные сражения, нередко с новыми и более разрушительными военными технологиями. На западном фронте небольшие импровизированные траншеи первых нескольких месяцев войны быстро углублялись и усложнялись, постепенно превращаясь в обширные районы из взаимосвязанных оборонительных сооружений. Сухопутная война перешла в форму позиционной: форму войны, в которой обе противоборствующие армии имели статичные линии обороны. Ни одна из сторон не продвинулась далеко вперёд, но обе стороны понесли сотни тысяч жертв. Немецкие и союзнические армии создали, по существу, пару длиннейших траншейных линий от швейцарской границы на юге до побережья Северного моря и Бельгии. Между тем, большие участки северо-востока Франции попали под жестокий контроль немецких оккупантов.
Окопная война на Западном фронте продолжалась с сентября 1914 года по март 1918 года. На территории Франции происходили такие известные сражения, как: битва при Вердене (10 месяцев с 21 февраля по 18 декабря 1916 года), битва на Сомме (1 июля-18 ноября 1916 года) и пять отдельных конфликтов под названием битва при Ипре (с 1914 по 1918 год).
После того, как лидер Социалистов: Жан Жорес, пацифист, был убит в начале войны, французское социалистическое движение отказалось от своих анти-милитаристских позиций и присоединилось к национальной войне. Премьер-министр Рене Вивиани призвал к форме общественного согласия под названием «Union sacrée» («Священный союз»),чтобы левые фракции на время войны прекратили выступления против правительства или забастовки, проявляя тем самым единство и патриотизм перед лицом сильного врага. Во Франции было мало инакомыслящих. Однако военная усталость населения страны к 1917 году заставляла уже с ней считаться и поразила в том числе и армию. Солдаты не хотели вести активное наступление; приходилось считаться с возможностью мятежа, поскольку солдаты говорили, что лучше подождать прибытия миллионов американцев. Солдаты протестовали не только против тщетности лобовой атаки на немецкие пулемёты, но и против ухудшения условий на линии фронта и дома, особенно в связи с редкой возможностью отдыха, плохим питанием, использованием африканских и азиатских колонистов в тылу и озабоченностью благополучием своих жён и детей, оставшихся позади.
После выхода России из войны в 1917 году, Германия теперь могла сосредоточиться на Западном фронте и планировала тотальное наступление весной 1918 года, но должна была сделать это до того, как очень быстро растущая американская армия сыграет свою роль. В марте 1918 года Германия начала наступление и к маю достигла Марны, расположившись уже недалеко от Парижа. Однако в ходе битвы на Марне (15 июля — 6 августа 1918 года) Союзная линия обороны вопреки всем планам держалась. Затем союзники перешли в наступление. Немцы, лишённые подкреплений, день за днём всё больше подавлялись, и высшее командование увидело безнадёжность дальнейшего конфликта. Австрия и Турция рухнули, а правительство кайзера пало. Германия подписала «Компьенское перемирие» и прекратила бои 11 ноября 1918 года, «одиннадцатый час одиннадцатого дня одиннадцатого месяца».

### Потери военного времени
Война велась в основном на французской земле, где погибло 1,4 миллиона французов, включая мирных жителей, и в четыре раза больше военных. Экономика пострадала от немецкого вторжения в крупные промышленные районы на северо-востоке. В то время как на оккупированной территории в 1913 году находилось лишь 14 % промышленных рабочих Франции, она тем не менее производила 58 % стали и 40 % угля. В 1914 году правительство перевело экономику на военные рельсы с ужесточённым контролем за всем и нормированием. К 1915 году военная экономика вышла на высокий уровень, поскольку миллионы французских женщин и колониальных мужчин заменили гражданские роли множества из 3 миллионов солдат. Значительная помощь пришла с притоком американских продуктов питания, денег и сырья в 1917 году. Военная экономика имела свои важные последствия после войны, поскольку это было первым нарушением либеральных теорий невмешательства государства. Ущерб, причинённый войной, составил около 113 % от ВВП 1913 года, главным образом из-за разрушений производств и жилой недвижимости. Государственный долг вырос с 66 % ВВП в 1913 году до 170 % в 1919 году, отражая интенсивное использование облигаций для оплаты войны. Инфляция была сильной, а франк потерял более половины своей себестоимости по отношению к британскому фунту стерлинга.
Самые богатые семьи также пострадали, так как доля богатства 1 % самых богатых семей упала с 60 % в 1914 году до 36 % в 1935 году, а затем до 20 % в 1970 году и по настоящее время. Большой физический и финансовый ущерб был нанесён во время обеих мировых войн: иностранные инвестиции были обналичены, чтобы заплатить за войну, российские большевики экспроприировали крупномасштабные инвестиции, послевоенная инфляция обрушила денежные запасы, акции и облигации, упавшие дополнительно также во время Великой депрессии, а прогрессивные налоги съели накопленное богатство.

### Послевоенное урегулирование

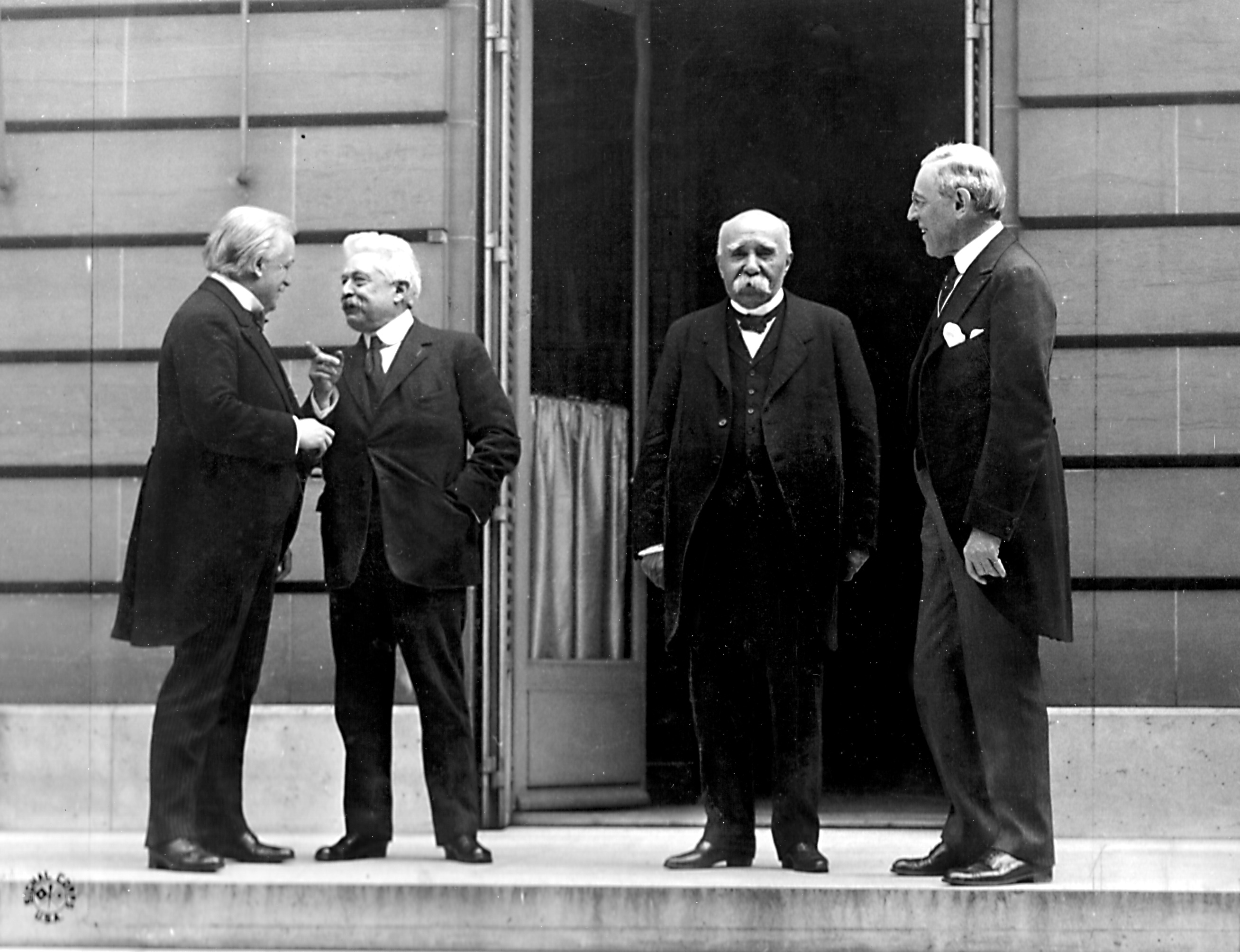
Большая четвёрка (слева направо): Ллойд Джордж, Витторио Орландо, Жорж Клемансо, и Вудро Вильсон в Версале

Мирные условия были выработаны «Большой четвёркой», встретившейся в Париже в 1919 году: Ллойд Джордж от Британии, Витторио Орландо от Италии, Жорж Клемансо от Франции и Вудро Вильсон от США. Клемансо требовал самых жёстких условий и выиграл большинство из них в ходе заключения Версальского договора 1919 года. Германия была вынуждена признать свою вину за начало войны и была частично ослаблена в военном отношении. Германии пришлось заплатить огромные суммы репараций союзникам, которые в свою очередь имели крупные кредиты от США, для погашения долгов.
Франция вернула себе Эльзас-Лотарингию и оккупировала немецкую промышленную зону — Саарский бассейн, регион угольной и сталеварной промышленности. Германские колонии в Африке стали подчинятся мандатам лиги Наций и стали находиться под управлением Франции и других победителей. От остатков Османской империи Франция заполучила мандат на Сирию и Ливан. Французский маршал Фердинанд Фош очень хотел заключения такого мира, который никогда не позволил бы Германии снова грозить Франции, но после подписания Версальского договора сказал: «Это не мир. Это перемирие на 20 лет».

### Межвоенный период

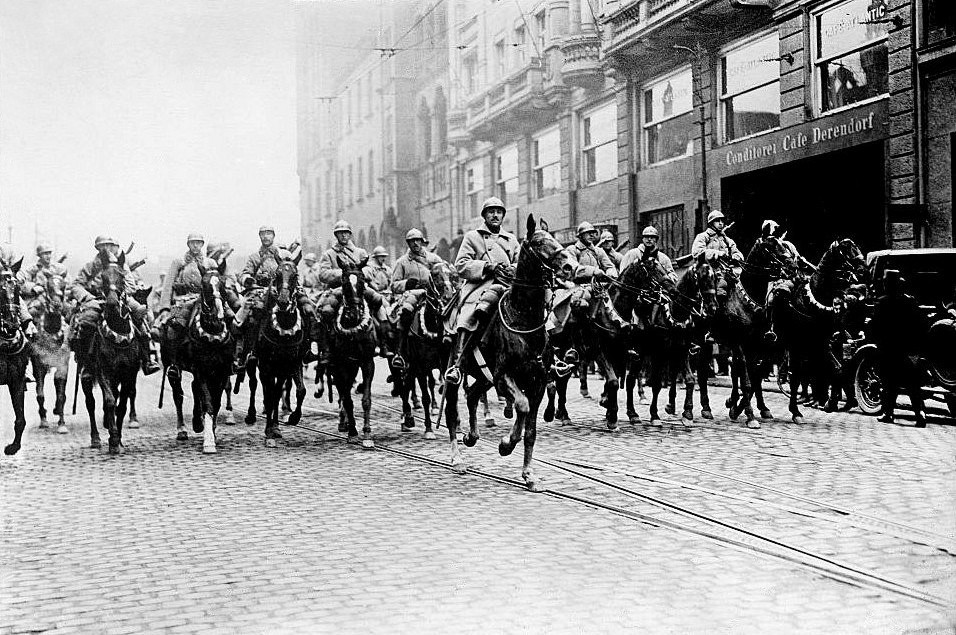
Французская кавалерия входит в Эссен в ходе Рурского конфликта.

Франция была частью союзных сил, которые оккупировали Рейнскую область, следуя заключённому договору. Франция поддерживала Великопольское восстание, а также Польшу в Советско-Польской войне, кроме того, Франция вступила в Рифскую войну на стороне Испании. С 1925 года до своей смерти в 1932 году Астрид Бриан в качестве премьер-министра в течение пяти коротких промежутков времени руководил французской внешней политикой, используя все свои дипломатические навыки и чувство времени, чтобы наладить дружеские отношения с Веймарское республикой в качестве основы подлинного мира в рамках Лиги Наций. Он понял, что Франция не сможет сдержать гораздо большую Германию в одиночку или заручиться по-настоящему эффективной поддержкой Великобритании или Лиги Наций.
В ответ на неспособность Веймарской республики выплатить репарации после Первой мировой войны, Франция оккупировала промышленный район Веймарской республики — Рурскую область как средство обеспечения выплат. Вмешательство вышло неудачным, и Франция приняла американское решение проблем репараций, выраженное сначала в плане Дауэса, а затем в плане Юнга.
В 1920-х годах Франция создала сложную систему пограничной обороны под названием «линия Мажино», предназначенную для борьбы с возможной немецкой атакой, при этом линия Мажино не распространилась на Бельгию, где Германия и атаковала в 1940 году. Кроме этого, были подписаны военные союзы с балканскими странами в 1920—1921, ставшие известными как «Малая Антанта», так как Франции была нужна возможность открытия второго фронта в случае возобновления боевых действий с Германией.

### Вторая мировая война
После нападения нацистской Германии на Польшу Франция вместе с Великобританией 3 сентября 1939 года объявила войну Германии.
Однако в период с сентября 1939 до германской оккупации Норвегии в апреле 1940 года французские войска фактически бездействовали, поэтому противостояние с Германией приобрело характер т. н. «странной войны». В моральном и военном отношениях Франция была совершенно не подготовлена к отражению германского нападения в мае 1940 года. В течение шести роковых недель Нидерланды, Бельгия и Франция были разгромлены, а британские войска изгнаны из материковой Европы.
Соглашение о перемирии, заключённое 22 июня 1940 года, положило конец боям во Франции. 11 июля депутаты парламента собрались в Виши и передали власть маршалу Филиппу Петену. Правительство Виши удерживало контроль над 2/5 территории страны (центральными и южными районами), тогда как германские войска оккупировали весь север и атлантическое побережье.
Немцы проводили жестокую политику на оккупированной территории. Движение Сопротивления, вначале слабое, значительно усилилось, когда немцы стали вывозить французов на принудительные работы в Германию.

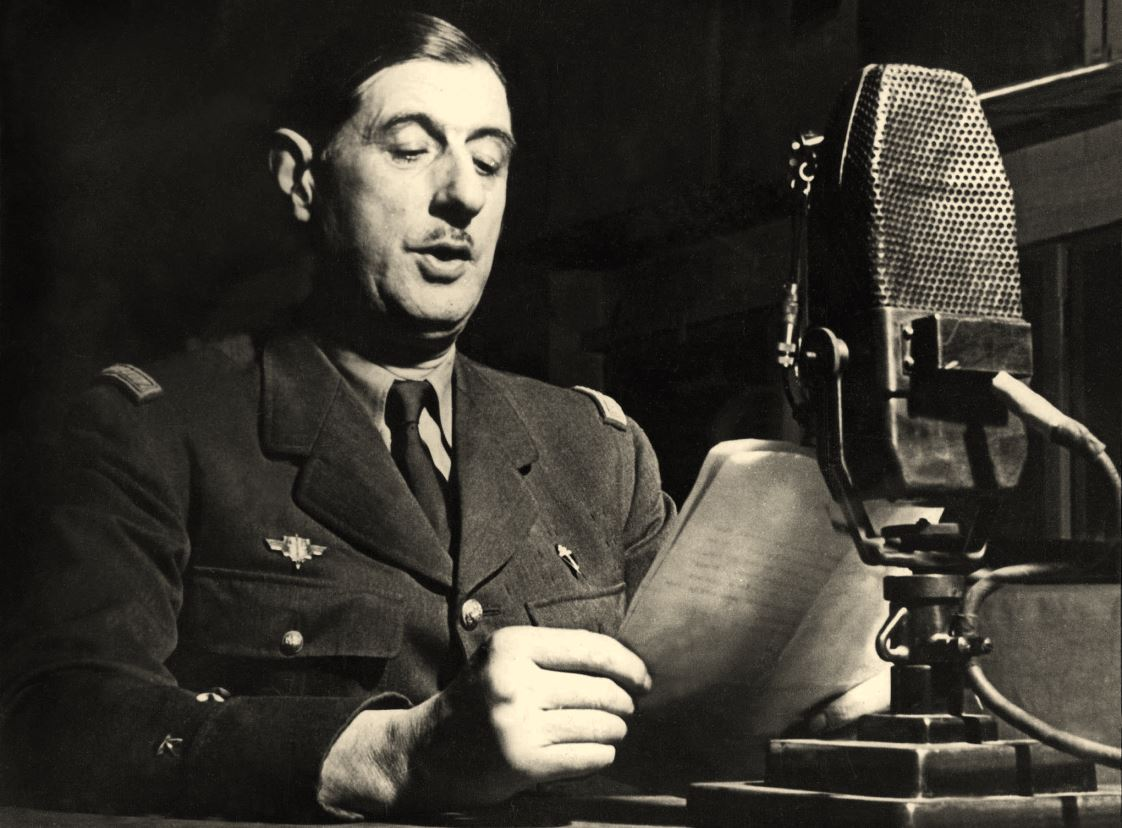
генерал де Голль

18 июня 1940 года генерал Шарль де Голль в Лондоне провозгласил создание организации «Свободная Франция» (с 1942 года — «Сражающаяся Франция»).
8 ноября 1942 года американцы и британцы высадились в Марокко и Алжире. Войска режима Виши к этому моменту были деморализованы и не оказали организованного сопротивления. Американцы и британцы одержали быструю победу с минимальными потерями в течение нескольких дней. Французские силы в Северной Африке перешли на их сторону.
3 июня 1943 года в Алжире был учрежден Французский комитет национального освобождения (ФКНО).
6 июня 1944 года американские, британские и канадские войска высадились в Нормандии. С 31 июля 1944 г. в Нормандии начала высаживаться 2-я французская бронетанковая дивизия под командованием генерала Леклерка.
25 августа 1944 года американские войска и французская дивизия Леклерка вошли в Париж и освободили его от немецких войск вместе с отрядами французского Сопротивления.
Самая крупная французская группировка — «Армия Б» (переименованная 25 сентября 1944 г. в 1-ю французскую армию) — была подготовлена для высадки в Южной Франции, которая была осуществлена 15 августа 1944 года совместно с 7-й американской армией.
В дальнейшем 1-я французская армия сражалась на юго-западе Германии, конец войны она встретила в Тироле.
3 июня 1944 года в Алжире было создано Временное правительство во главе с Ш. де Голлем, которое после освобождения Парижа перебралось в него. Началось восстановление страны, проходившее под руководством генерала де Голля и руководителей Сопротивления, особенно Жоржа Бидо и Ги Молле, которые представляли соответственно либерально-католическую и социалистическую организации.
Лидеры Сопротивления призвали к созданию нового общества, основанного на братстве и общем экономическом равноправии при гарантии подлинной свободы личности. Временное правительство приступило к выполнению программы социального развития, основанной на значительном расширении государственной собственности. Реализация всех этих принципов сильно осложняла неустойчивую финансовую систему страны. Для её поддержки было необходимо осуществить восстановление, систематическое развитие и расширение промышленной базы экономики. Соответствующие планы были разработаны группой экспертов под руководством Жана Монне.

## После 1945

### Четвертая республика
На конституционном референдуме в 1946 году была принята конституция, согласно которой слабый президент и совещательная консультативная верхняя палата дополнялись влиятельным Национальным собранием, осуществлявшим контроль за деятельностью правительства. Конституция дала начало Четвёртой Французской республике.
Франция стала одной из учредительниц ООН и ЕС, вступила в НАТО.
В 1957 году был подписан Римский договор о ликвидации всех преград на пути свободного передвижения людей, товаров, услуг и капитала.

#### Распад колоний
Ещё в 1941 году Франция признала независимость Сирии, однако свои войска вывела лишь в 1946 году.
С 1946 по 1954 годы шла Индокитайская война. По результатам переговоров французские войска покинули Индокитай, а Вьетнам, Лаос и Камбоджа получали независимость.
В 1954 году началась война за независимость Алжира. Война ознаменовала крах Четвертой республики, после того как французские военные устроили путч с призывом принять новую конституцию и передать власть де Голлю. Несмотря на военные успехи французской армии в 1962 году Франция признала независимость Алжира.
Из-за национализации Суэцкого канала Египтом в 1956 г. французские войска в союзе с британцами и израильтянами попытались захватить Суэцкий канал, но уже в декабре того же года французы были вынуждены вывести свои войска из Египта.
В 1958 году независимость от Франции получили Марокко и Тунис.

### Пятая республика
В мае 1958 года на волне алжирского кризиса к власти пришёл Шарль де Голль, проведший на должности премьер-министра конституционную реформу, согласно которой устанавливалась президентская республика. Была образована Пятая республика. Президентом Республики был избран Шарль де Голль.
В 1960 году у Франции появляется своё собственное ядерное оружие, а в 1965 году запустила в космос свой первый искусственный спутник.
13 февраля 1960 года Франция провела своё первое ядерное испытание на полигоне в Алжире. В дальнейшем в связи с обретением этой колонией независимости, Франции пришлось переносить полигон. Для этой цели в 1963 году были выбраны атоллы Муруроа и Фангатауфа во Французской Полинезии, где вплоть до 28 декабря 1995 года проводились  испытания.
С 1964 года Франция налаживает тесные отношения с СССР. Сначала две страны заключили торговое соглашение, затем — договор о научно-техническом сотрудничестве, а в 1966 году Франция вышла из военной организации НАТО, а штаб-квартира организации была срочно переведена из Парижа в Брюссель.

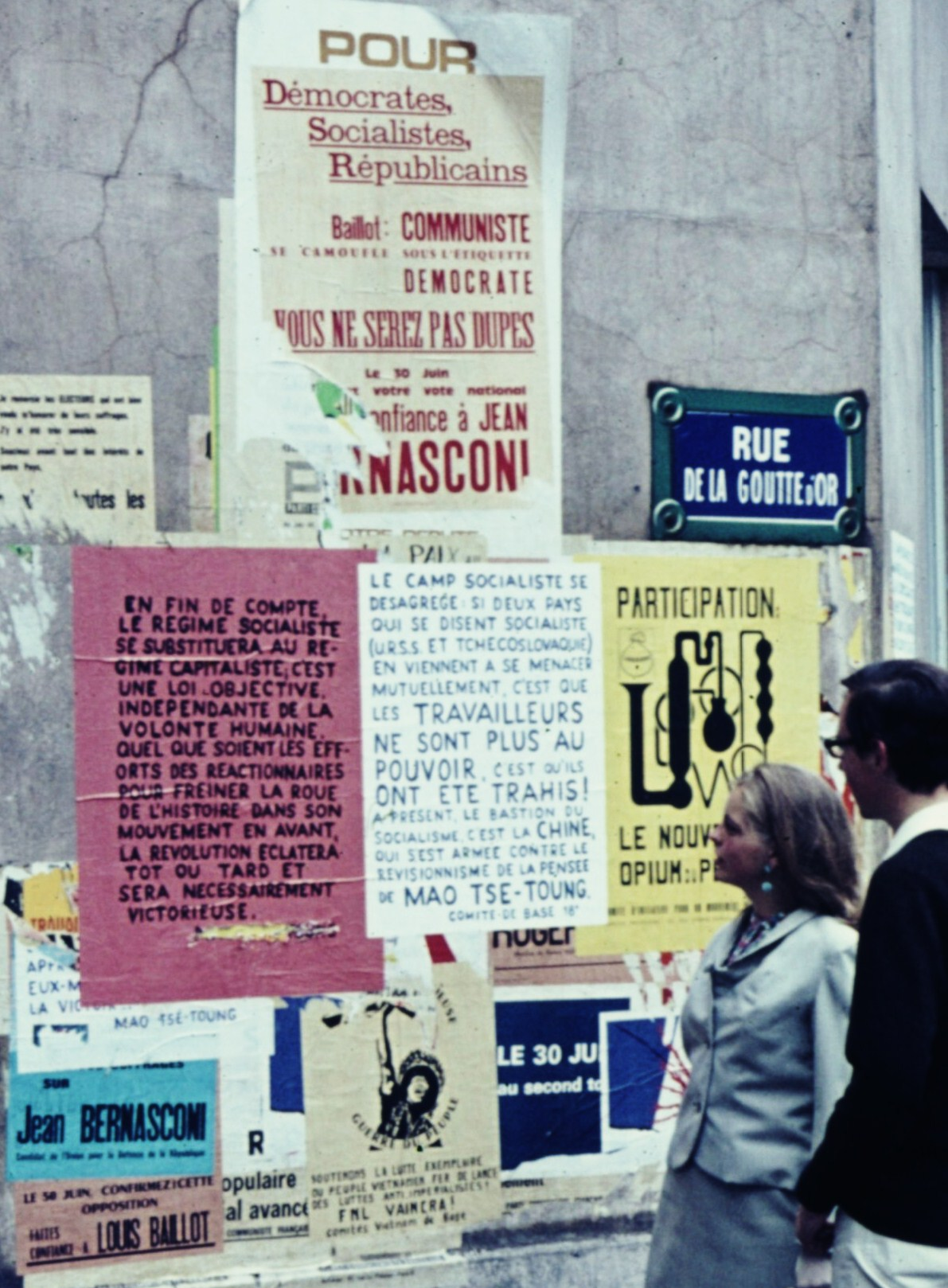
Политические плакаты на стене в Париже, июль 1968 года

С 1965 года доверие населения к де Голлю падает. Рост влияния отечественных монополий, аграрная реформа, выразившаяся в ликвидации большого количества крестьянских хозяйств, наконец, гонка вооружений привели к тому, что уровень жизни в стране не только не повысился, но и во многом стал ниже. Майские события во Франции 1968 года, несмотря на мощную общественную поддержку президента, приводят к отставке де Голля в 1969 году.
Вторым президентом Пятой республики был избран Жорж Помпиду. При нём Франция вышла из европейской финансовой системы, заключила с СССР Советско-французский протокол и «Принципы сотрудничества между СССР и Францией». Франция пострадала от Нефтяного кризиса 1973 года. Были утверждены три основных направления политики по энергетике, направленные на обеспечение независимости экономики Франции: ускоренное развитие ядерной энергетики, возврат к использованию угля и особое внимание к энергосбережению. Правительство ввело в действие жёсткую программу экономии электроэнергии.
В 1974 году новым президентом был избран Жискар д’Эстен. Он начал пересматривать некоторые аспекты внешней политики голлизма. При нём Франция постепенно начала возвращаться в военные структуры НАТО, поддержав решение Совета НАТО развернуть в Европе американские ракеты средней и меньшей дальности. Вместе с тем продолжалось укрепление советско-французских отношений.
В 1981 году победу на выборах одержал Франсуа Миттеран, позже он победит и на выборах 1988 года. В 1981 году была отменена смертная казнь. В 1982 году около 100 тыс. иммигрантов получили виды на жительство во Франции, а также ряд прав.
На выборах 1995 года победу одержал мэр Парижа Жак Ширак, а после он был переизбран в 2002. В 2000 году во Франции был проведён референдум о сокращении срока полномочий президента с семи до пяти лет. В 2003 году Франция не поддержала военную операцию НАТО в Ираке. 2005 год был ознаменован беспорядками в пригородах Парижа, 2006 год — выступлениями молодёжи против закона о контракте первого найма.
В 2007 году президентом стал Николя Саркози. В 2008 была проведена реформа Конституции — поправки были внесены в 47 из 89 статей. Был введён лимит на переизбрание — лишь на 2 срока. Началась программа сокращения госслужащих, был отменён налог на наследство, проведена пенсионная реформа. В 2009 году Франция вернулась в НАТО.

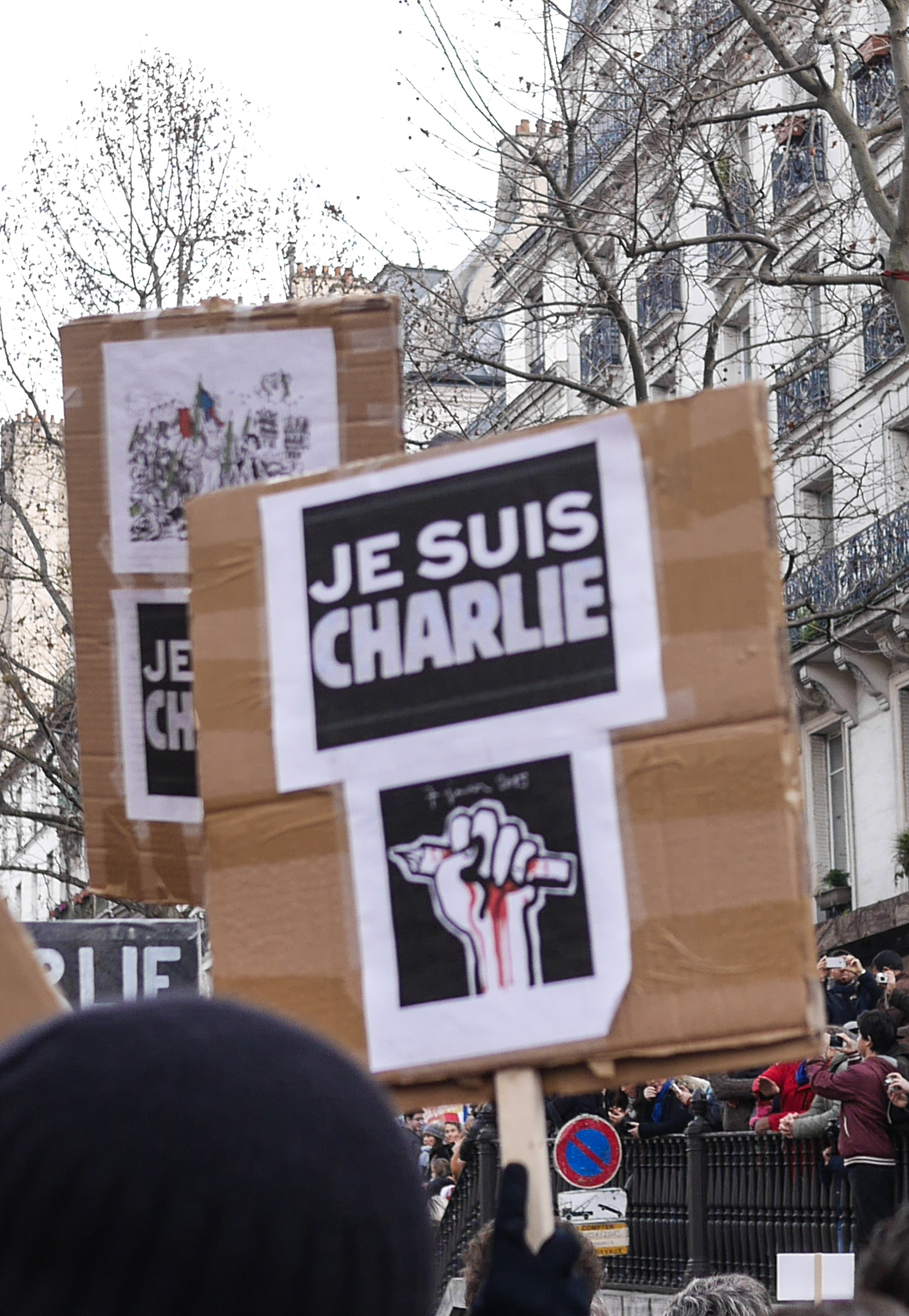
Плакат с лозунгом «Je suis Charlie» на демонстрации в Париже после террористического акта в редакции Charlie Hebdo 7 января 2015 года

Следующим президентом в 2012 году стал Франсуа Олланд. В апреле 2013 году были легализованы однополые браки. В январе 2013 года французская армия начала интервенцию в Мали, а в декабре — в Центральноафриканской Республике.
В 2015 году в Париже произошли самые крупные теракты в истории Франции. Почти одновременно были совершены несколько атак: взрывы возле стадиона «Стад де Франс» в Сен-Дени, расстрел посетителей нескольких ресторанов, а также бойня в концертном зале «Батаклан». Жертвами теракта стали 130 погибших и более чем 350 раненых. Ответственность за произошедшее взяла на себя группировка «Исламское государство».
В 2017 году президентом был избран Эммануэль Макрон, переизбранный в 2022 году. С 2018 года в стране началось движение жёлтых жилетов. Первоначально причиной данных манифестаций послужило повышение цены на топливо, затем требования участников расширились до отставки действующего президента. В 2020 году из-за пандемии COVID-19 во Франции введены ограничения на поездки по стране. Выходить из дома можно только за продуктами, в больницу лишь в случае крайней необходимости, на работу, если нельзя трудиться удалённо, разрешены короткие прогулки поодиночке и неотложная помощь родным; за неоправданное появление на улице штраф от 38 до 135 евро. С января 2023 года во Франции идут масштабные протесты против повышения пенсионного возраста. В конце июня — начале июля 2023 года прошли массовые беспорядки из-за убийства 17-летнего подростка арабского происхождения, ставшие самыми масштабными во Франции после беспорядков 2005 года. В начале 2024 года Франция также столкнулась с фермерскими протестами.

### История Франции
Французские историки, издавшие многотомные сочинения под названием «История Франции» (Histoire de France):
- Луи Лежандр (1655—1733);
- Жюль Мишле (1798—1874; в 17 томах).